# Hohenzollerji
Hohenzollerji so nemška vladarska rodbina, ki je poznana od 11. stoletja ter je zasedala položaje nemških kraljev in cesarjev do leta 1918.
Zollnerji, tako so se prvotno imenovali, so imeli v 11. stoletju svoje posesti na Švabskem. Aktivno so sodelovali z vsakokratno cesarsko rodbino in tako od cesarja Henrika VI. dobili na Frankovskem v fevd izpraznjeno mestno grofijo Nürnberg. Leta 1218 sta si dva brata posest sporazumno razdelila in postala začetnika švabske in frankovske veje Hohenzollerjev.
V frankovski veji Hohenzollerjev je cesar Karel IV. za zasluge pri vodenju frankovskega državnega kroga povzdignil mestnega grofa (gradiščana) Friderika V. v državnega kneza. Njegova sinova sta leta 1396 spremljala ogrskega kralja Sigismunda na križarskem pohodu. Po porazu križarske vojske pri Nikopolju je starejši sin Ivan III. (skupaj s celjskim grofom Hermanom II.) pomagal kralju rešiti se. Mlajši sin, gradiščan Friderik I./VI., je kasneje z diplomatsko spretnostjo pripomogel k izvolitvi Sigismunda za nemškega kralja in od njega za nagrado dobil v dedno last mejno grofijo Brandenburg, tedaj še nerazvito in upravno neurejeno. Frankovski grofje so leta 1473 brandenburško posest, ki ji je pripadala čast volilnega kneza, ločili od stare frankovske posesti in tako sta nastali starejša veja frankovskih Hohenzollerjev in brandenburška veja Hohenzollerjev.
Cerkveni karieri posvečeni Albert iz starejše veje frankovskih Hohenzollerjev je v času protestantizma postal zadnji veliki mojster Nemškega viteškega reda; sekulariziral je red in njegovo posest v vzhodni Prusiji kot dedni fevd poljske krone pridobil za rodbino. Leta 1603 so mejni grofje stare frankovske veje ostali brez moškega potomca in vladanje na frankovskem območju so prevzeli njihovi brandenburški sorodniki, ki so ustvarili mlajšo vejo frankovskih Hohenzollejev, ki je vladala do leta 1797, potem pa svoje posesti prepustila brandenburški veji.
Najuspešnejši so bili Hohenzollerji brandenburške veje. Po uničujoči tridesetletni vojni (1618-48), ki je prebivalstvo zmanjšala na polovico, je napredni volilni knez Friderik Viljem z razumnimi upravnimi posegi in versko toleranco, ki je v izpraznjeno deželo privabila verske preganjance, med njimi številne strokovnjake in podjetnike, pognal gospodarstvo v nov razvojni cikel in ustvaril temelj uspešni državi. Njegov sin Friderik I./III. je od cesarja Leopolda I. za drag denar kupil pravico, da se je lahko okronal za »kralja v Prusiji«, torej izven območja Svetega rimskega cesarstva. Njegov sin  Friderik Viljem I. je državo upravno in gospodarsko razvijal naprej; ustvaril je tip nepolitičnega, državi vdanega pruskega uradništva in disciplinirano vojsko, s pomočjo katere je njegov sin Friderik II. Veliki državo spremenil v velesilo. Država je pridobila posesti tudi ob delitvah Poljske. Po napoleonskih vojnah ji je dunajski kongres (1815) dodelil velika ozemlja na Saškem in na obeh straneh Rena. Tako se je ime pokrajine Prusije iz oddaljenega severovzhoda v imenu Kraljevina Prusija razširilo vse do Porenja.
V času prebujanja narodov je diplomatsko spretni kancler Otto Bismarck nemške vladavine združil v Severnonemško zvezo pod vodstvom Prusije. Zveza je po zmagi nad Francijo postala Nemško cesarstvo, pruski kralj pa nemški cesar Viljem I.. Po drugi svetovni vojni so se morali Hohenzollerju položaju odpovedati.
Medtem ko so Hohenzollerji frankovske veje postali protestantje, so Hohenzollerji švabske veje ostali zvesti katolicizmu. Leta 1576 so se razdelili v hechingensko in sigmaringensko vejo . V 17. stoletju so bili povzdignjeni v državne kneze. Leta 1866 je Karel iz sigmaringenske veje postal romunski kralj Karel I.

## Grofje Zollerji
Zollerji, tako so se sprva imenovali, spadajo med najstarejše in najpomembnejše švabsko visoko plemstvo. Vendar njihovo poreklo ni razjasnjeno. 
V listinah je njihovo ime omenjeno prvič v kroniki meniha Bertolda iz samostana Reichenau na otoku Bodenskega jezera. Kroničar piše, da sta leta 1061 »Burchardus in Wezil de Zolorin padla«, ničesar pa ne pove o okoliščinah in njunem sorodstvu. Podatek je nezanesljiv, vseeno pa je obveljalo mnenje, da je Friderik I. von Zollern naslednik Burkharda († 1061). 
Leta 1095 je bil grof Adalbert (von Zollern) med ustanovitelji benediktinskega samostana v Alpirsbachu, ki se nahaja v Črnem gozdu. 
Friderik I. († pred 1125) je bil zelo aktiven v visoki politiki, tako da ga je nemški kralj opazil. Leta 1111 je sodeloval v vojski, ki je kralja Henrika V. spremljala v Rim na kronanje za cesarja. Tega leta je Henrik V. Zollerjem podelil grofovski naslov.
Zollerji so se v 12. stoletju pojavljali na deželnih zborih švabskih vojvod in na dvornih zborih Štaufovcev, kar kaže, da so bili švabski vazali. Bili pa so prisotni tudi za deželnih zborih Zähringerjev in, za fevde v bližini Ravensburga, na deželnih zborih Henrika Leva. Leta 1125 so posedovali gospostvo z lastnimi ministeriali. Državne in cerkvene službe so izkoriščali za širjenje svojega plemiškega gospostva. Širjenje posesti jim je omogočalo tudi izumiranje in propadanje okoliških rodbin (izumrtje grofov von Gammertingen in grofov von Haigerloch; propad grofov von Veringen in palatinskih grofov von Tübingen). V drugi polovici 12. stoletja so imele tako njihove posesti največji obseg; nahajale so se med zgornjim Neckarjem in zgornjo Donavo, v središču pa je na gori Hohzollern stal njihov grad Zollernburg. Potem so začeli posest deliti.
Friderika I. je nasledil starejši sin Friderik II. († ok. 1142). Drugi sin Burkhard je odcepil zahodni del grofije in ustanovil rodbinsko podvejo Hohenberg-Zollern, ki pa je leta 1486 ostala brez moških potomcev.
Sin in naslednik Friderika II., Friderik III. († ok. 1200) je bil zvest spremljevalec štaufovskih cesarjev Friderika I. Barbarosse in Henrika VI. Štaufovci so ga spoštovali kot svetovalca. Leta 1185 se je poročil z Zofijo, hčerko nürnberškega mestnega grofa (gradiščana) Konrada II. von Raabs. Po smrti tasta, ki ni imel moških potomcev, mu je Henrik VI. podelil mestno grofijo Nürnberg v fevd, postal je nürnberški gradiščan Friderik I. Po njegovi smrti sta njegova sinova nekaj časa vladala skupaj, leta 1218 pa sta si posest razdelila: starejši Konrad I. je prevzel mestno grofijo Nürnberg in postal začetnik frankovske veje Hohenzollerjev (iz katere je kasneje izšla brandenburška veja), mlajši brat Friderik II./IV. († 1251/55) pa se je odločil za švabsko grofijo in postal začetnik švabske veje Hohenzollerjev.

## Frankovska veja Hohenzollerjev
Konrad I. (gradiščan 1218-1260/61), sin prvega gradiščana iz rodu Hohenzollerjev Friderika I., ki je po dogovoru z bratom leta 1218 prevzel mestno grofijo Nürnberg, je bil v welfsko-štaufovskem bojevanju za nemško krono zvest pristaš mladega štaufovskega kralja Friderika II. Ko je Friderik II. postal cesar, si je želel v Nürnbergu zagotoviti močno oporno točko in je zato podpiral tako prizadevanje mesta po samostojnosti kot širjenje grofovskih posesti v okolici. Grofiji sprva ni pripadalo veliko ozemelj, vendar je grofom upravljanje cesarskega urada omogočalo, da so pridobivali, kupovali in dedovali vedno nova ozemlja. Koncem 14. stoletja so tako posedovali največjo posest na Frankovskem.
Friderik III. (1260/61-1297), sin in naslednik Konrada I., je prišel leta 1260 s poroko z Elizabeto Andeško-Meransko do posesti Bayreutha; posest je izhajala iz dediščine po njenem, leta 1248 umrlem bratu, vojvodi Otonu II. Andeško-Meranskem. Že leta 1242 se je Friderik bojeval v Italiji skupaj s kasnejšim nemškim kraljem Rudolfom Habsburškim in se z njim spoprijateljil. Pri volitvah kralja (1273) ga je podprl in se kasneje na njegovi strani bojeval proti češkemu kralju Otokarju II. Sodelovanje mu je prineslo mnoge nove posesti na vzhodu blizu češke meje.
Sledila sta mu starejši sin Ivan I. (1297-1300), ki pa je kmalu umrl, in mlajši sin Friderik IV. (1300-1332). Ta je bil svetovalec wittelsbaškega kralja Ludvika IV. Leta 1322 je na kraljevi strani iz zasede odločil bitko pri Mühldorfu in ujel habsburškega protikralja Friderika Lepega. Za nagrado je dobil od kralja donosne pravice rudarjenja, kar mu je omogočilo, da je leta 1331 od grofov Öttingen kupili mesto Ansbach.
Ivan II. (1332-1357), sin Friderika IV., je prevzel posest najprej skupaj z bratom Albertom, potem pa sam. Leta 1340 je z izumrtjem grofov Orlamünde stopila v veljavo njegova pravica do dediščine po andeško-meranskih grofih; dobil je grad Plassenburg (1135 ga je zgradil Bertold II. Andeški) s Kulmbachom. Med njegovim vladanjem so prišli Hohenzollerji prvič v stik z mejno grofijo Brandenburg; Ivan jo je leta 1345 branil in jo krajši čas upravljal za cesarjevega sina Ludvika V.
Ivanov sin in naslednik Friderik V. (1357-97) je sam sestavljal listine v latinščini. Kot državni uradnik je hitro napredoval in kmalu prišel na čelo urada, ki je na Frankovskem skrbel za deželni mir. Leta 1363 ga je cesar Karel IV. povzdignil v državnega kneza. Postal je deželni upravnik Alzacije in Zgornje Švabske. Z nakupi je še povečal rodbinsko posest.
Friderikova sinova, Ivan III. in Friderik VI., sta se leta 1396 udeležila križarskega pohoda proti Turkom, na katerega je pozval papež Bonifacij IX. Po katastrofalnem porazu krščanske vojske pri Nikopolju je Ivan skupaj s celjski grofom Hermanom II. pomagal rešiti na beneško galejo svojega svaka Sigismunda, ki je bil tedaj ogrski kralj.
Friderik V. je leto pred smrtjo prepustil vodenje grofije sinovoma, ki  sta nekaj časa vladala skupaj, najkasneje leta 1403 pa sta si posest razdelila: Ivan III. (1397-1420) si je izbral ozemlje »preko hribov« in si je ustvaril rezidenco v Plassenburgu pri Kulmbachu. Poročen je bil s Sigismundovo sestro Margareto, ki je bila tudi polsestra aktualnega nemškega kralja Vaclava IV., katerega je Ivan skušal spodbuditi k večji aktivnosti. Potem ko so volilni knezi Vaclava odstavili, se je Ivan posvečal predvsem svojim posestim. Ni imel moškega naslednika, tako da so se po njegovi smrti frankovske posesti spet združile.
Njegov brat Friderik VI. (1397-1440) je podedoval ozemlja »tostran hribov«. Nekaj časa je bil v službi na ogrskem dvoru, kjer se je izkazal s svojimi sposobnostmi. Po smrti nemškega kralja Ruprehta I. (1410) ga je, pred zapletenimi volitvami novega kralja, Sigismund pooblastil, da je sodeloval na tajnih pogajanjih z volilnimi knezi. Po tretjem poskusu je bil Sigismund naslednje leto veljavno izvoljen za novega nemškega kralja. Friderika je postavil za upravitelja v mejni grofiji Brandeburg, kjer se je lokalno plemstvo upiralo centralni oblasti. Friderik je grofiji najprej zagotovil zunanjo varnost (s pogodbami s sosedi, nadškofom Magdeburga in vojvodami Braunschweiga in Lüneburga) in potem s pomočjo sosedov in s svojimi četami vzpostavil notranji red. Leta 1415 mu je bila na konstanškem koncilu podeljena mejna grofija Brandenburg v dedno last in z njo pravica do voljenja nemškega kralja, postal je brandenburški volilni knez Friderik I. in kasneje tudi komornik Svetega rimskega cesarstva.
Friderikov najstarejši sin Ivan Alkimist (1440-64) se je odpovedal pravicam prvorojenega in je prevzel in do smrti vodil grofijo Kulmbach. Volilni knez je postal drugi sin Friderik II. (1440-70). Načrtno se je odrekel sodelovanju v državni politiki in je tudi odklonil ponujeni mu kroni Poljske in Češke. Posvetil se je utrjevanju volilne kneževine. Z dednimi pogodbami z Mecklenburgom , Saško in Hessnom jo je zavaroval navzven. Odločno nastopanje napram oponentom mu je prineslo vzdevek Železni. Ni trpel stremljenja stanov po samostojnosti. Berlinski grad je napravil za svojo rezidenco, kar je med prebivalstvom povzročilo mnogo nezadovoljstva. Od Nemškega viteškega reda je kupil Novo marko, pridobil gospostvi Cottbus in Peitz in grofiji povrnil del Uckermarke. Ker so njegovi sinovi pomrli pred odraslostjo, je leta 1470 vodenje kneževine prepustil bratu Albertu III. Ahilu.
Albert III. Ahil (1470-88) je od leta 1440 upravljal kneževino Ansbach in od leta 1464 tudi kneževino Kulmbach. Bil je pristaš nemškega kralja Alberta II. in je leta 1473 z listino Dispositio Achillea določil način dedovanja, ki naj bi zagotavljal nedeljivost volilne kneževine. 
Njegovi sinovi so spoštovali to določilo. Od tu naprej bomo zato spremljali dve veji frankovskih Hohenzollerjev: nasledstvo v frankovskih mejnih grofijah Ansbach in Kulmbach (kasneje Bayreuth), ki se naslavlja kot starejša frankovska veja Hohenzollerjev in nasledstvo v volilni kneževini Brandenburg, ki se naslavlja kot brandenburška veja Hohenzollerjev. Začetnik brandenburške veje je najstarejši Ahilov sin Ivan Cicero, na začetku starejše frankovske veje pa sta sinova iz Ahilovega drugega zakona, Friderik in Sigismund.

### Starejša veja frankovskih Hohenzollerjev
Starejša frankovska veja, čeprav sedaj ločena od brandenburške, je v naslovih še vedno ohranjala ime Brandenburg. Vladali so v mejnih grofijah (oziroma kneževinah) Brandenburg - Ansbach in Brandenburg-Kulmbach. V tem članku bomo v naslovih grofij (kneževin) 'Brandenburg' zaradi preglednosti izpuščali in omenjali le drugi del, ki je značilen za grofijo (kneževino).
Frankovske posesti Hohenzollerjev sta podedovala Ahilova sinova iz drugega zakona: Friderik je podedoval kneževino Ansbach in Sigismund (1488-95) kneževino Kulmbach. Sigismund je bil kot vojaški poveljnik večino časa z doma, veliko se je zadrževal na dvoru cesarja Maksimilijana I. Tako je obe kneževini dejansko upravljal brat. Umrl je brez otrok in kneževina je prešla na brata.
Friderik Starejši (1488-1515) se je zelo uspešno poročil. Njegova žena Zofija je bila hči poljskega kralja Kazimirja IV., vnukinja nemškega kralja Alberta II. in tudi pravnukinja cesarja Sigismunda in njegove žene Barbare Celjske. Friederiku je rodila 17 otrok, med njimi Alberta, ki sta mu starša kot tretjemu sinu namenila duhovniški poklic; kasneje je postal veliki mojster Nemškega viteškega reda. Cerkveno kariero sta starša namenila tudi drugemu sinu Juriju Pobožnemu, vendar se ji je kmalu odpovedal in oče ga je leta 1506 poslal na ogrski dvor k stricu, ogrskemu in češkemu kralju Vladislavu II., kjer je postal vzgojitelj in potem tudi skrbnik njegovega sina in svojega bratranca Ludvika II.
Friderik Starejši je bil slab gospodar. Z zapravljivim življenjem je spravil grofijo v dolgove, zaradi česar sta ga sinova Kazimir in Jurij leta 1515 odstavila in zaprla v grad Plassenburg, kar pa je v širši rodbini povzročalo nekajletne spore. Kazimir (1515-1527) je prevzel kneževino Kulmbach in Jurij Pobožni (1515-1543) kneževino Ansbach, a obe je še vedno upravljal Kazimir. Jurij se je namreč povezal z bratoma Ivanom II. Opolskim in Valentinom Ratiborskim, zadnjima potomcema češke rodbine Přemyslidov in po smrti slednjega (1521) dejansko postal vojvoda v šlezijskem prostoru. Kupil je tudi vojvodino Jägerndorf, kjer je zgradil močno utrjen grad, in pridobil še druge posesti. Vendar po smrti kralja Ludvika II. (1526) novi češki kralj Ferdinand I. ni potrdil Jurijevih čeških fevdov v Šleziji. Ne glede na to pa sta Kazimir in Jurij še vedno sodelovala s Habsburžanom. Kazimir je leta 1527 s svojimi četami sodeloval na vojaškem pohodu proti transilvanskem vojvodi Ivanu Zapolji. Na poti, nekje pred Pečjo, je umrl za grižo. Tedaj se je Jurij vrnil domov in prevzel vodenje obeh grofij; v Kulmbachu je bil regent Kazimirjevemu mladoletnemu sinu Albertu Alkibiadu.
Jurij je bil vnet protestant, kar mu je prineslo vzdevek Pobožni. Bil je med podpisniki augsburške veroizpovedi. Dopisoval se je z Lutrom in skušal v protestantizem prepričati tudi sorodnike in okolico. Svojega brata Alberta, velikega mojstra Nemškega viteškega reda, je vzpodbudil, da je prestopil v protestantizem, sekulariziral vojvodino Prusijo in prepričal svojega strica, poljskega kralja Sigismunda I., da je podelil (prodal) vojvodino kot poljski fevd. Albert je bil vojvoda v Prusiji v letih 1525-68.
Albert Alkibiad (1527-54 odstavljen) se je v mladosti zanimal predvsem za konje in orožje. Samostojno vodenje kneževine je prevzel star 19 let. Stopil je v službo cesarja Karla V. in se zanj boril proti francoskemu kralju Francu I. Tam se je spoprijateljil s saškim vojvodo Mavricijem. Čeprav protestant, se je v šmalkaldenski vojni boril na strani cesarja. Po zmagi ni dobil obljubljenega plačila in se je obrnil proti cesarju. Po augsburškem interimu (1548) je skupaj z Mavricijem in francoskim kraljem Henrikom II. skoval in izpeljal upor protestantskih knezov proti cesarju. Po passauskem sporazumu (1552), ki je priznal protestantizem, se ni ustavil, ampak je nadaljeval z bojem, ropal samostane in napadal mesta in knezoškofe in skušal od njih izsiliti odkupnine. Vmes se je pridružil cesarskim četam pri obleganju Metza, ki so ga bili zasedli Francozi, a zaradi neuspeha operacije tudi tam ni dobil obljubljenega plačila. Nazadnje ga je pod Mavricijevim vodstvom v bitki pri Sievershausnu (1553) premagala vojska knezov cesarstva, ki je bila zbrana z namenom vzpostavitve deželnega miru. Zasedla in opustošila je njegovo deželo in porušila knežjo rezidenco, trdnjavo Plassenburg. Albert je, izobčen od cesarja, zadnja leta preživel pri sestri v Badnu. Po prehodnem obdobju je kneževina pripadla bratrancu Juriju Frideriku.
Jurij Friderik (1543-1603) je podedoval kneževino Ansbach in po smrti bratranca Alberta Alkibiada tudi kneževino Kulmbach. Bil je dober organizator. Temeljito je preuredil upravljanje kneževin, po vojni ustvaril red, uredil finance in vojsko in pognal gospodarstvo v nov razvojni cikel. Leta 1556 je smel prevzeti tudi očetovo šlezijsko dediščino, vojvodino Jägerndorf in posesti Beuthen und Oderberg. Leta 1577 je njegov pruski bratranec vojvoda Albert Friderik (vojvoda v Prusiji 1568-1618) postal depresiven in kot njegov najbližji sorodnik je prevzel skrbništvo tudi tam. Tudi v Šleziji in Prusiji je vpeljal svoj urejeni način upravljanja, tja so prišli tudi mnogi uradniki iz matične dežele. 
Jurij Friderik ni  imel moškega naslednika, zato se je z daljnim nečakom, brandenburškim volilnim knezom Joahimom Friderikom dogovoril (Geraer Hausvertrag), da bosta njegove posesti dedovala Joahimova polbrata Joahim Ernest in Kristijan. Ta dva sta tako postala začetnika mlajše veje frankovskih Hohenzollerjev.

### Mlajša veja frankovskih Hohenzollerjev
Začetnika mlajše veje frankovskih Hohenzollerjev sta sinova brandenburškega volilnega kneza Ivana Jurija iz njegovega drugega zakona: kneževino Kulmbah je podedoval Kristijan (1603-55), kneževino Ansbach pa Joahim Ernest (1603-25). Oba sta bila protestanta. Kristijan je svojo prestolnico prestavil v Bayreuth, pri čemer je grad Plassenburg še vedno ostal njihova deželna utrdba. Odtlej se njegova posest imenuje kneževina (Brandenburg-) Bayreuth. Leta 1606 je bil izvoljen za vodjo frankovskega državnega kroga. Leta 1608 sta bila oba brata med ustanovitelji protestantske zveze, ki je bila ustanovljena na njunem območju, v sekulariziranem samostanu Auhausen pri Nördlingenu. V tridesetletni vojni se je Kristijan povezal s Švedi, Joahim Ernest pa je brezuspešno skušal ohranjati nevtralnost. Majhni vojski kneževin nista mogli preprečiti tujim armadam, prijateljskim in sovražnim, da ne bi preplavljale deželo, ustvarjale kaotičnih razmere in nalagale prebivalstvu vedno nova bremena.
Joahim Ernest je umrl že med vojno in regentka v kneževini Ansbach je postal njegova žena Zofija. Njun sin Friderik III. (1625-1634), se je, takoj ko je dosegel polnoletnost, na švedski strani udeležil bitke pri Nördlingenu in padel. Nasledil ga je mladoletni brat Albert II. (1634-67). Ko je postal polnoleten, je ob nasvetih svojega vzgojitelja Johannesa Limnäusa vodil svojo deželo skozi zadnjih 10 let vojne z veliko diplomatsko spretnostjo. Z upravnimi reformami je podpiral cehe, z velikopotezno kreditno politiko obnovo dežele, naseljeval je avstrijske verske pribežnike. Veljal je za tipičnega baročnega vladarja in pristaša absolutizma.
V kneževini Bayreuth je Kristijana nasledil njegov vnuk Kristijan Ernest (1655–1712), ki se je posvetil vojaški karieri in bil edini frankovski knez, ki je dosegel v cesarski vojski zelo visok položaj. Leta 1664 je bil izvoljen za vrhovnega poveljnika frankovskega državnega kroga in odtlej v cesarski vojski vodil frankovski regiment. Izkazal se je v mnogih bitkah vojne proti Franciji. Leta 1683 je sodeloval pri pregonu Turkov izpred Dunaja. Leta 1691 je bil imenovan za generalfeldmaršala. Dosegel je še nekaj zmag, dokler ni 22. maja 1707 v španski nasledstveni vojni napačno ocenil položaj in po nepotrebnem brez boja prepustil Bühl-Stollhofenerjevo obrambno linijo francoskemu maršalu Villarsu. S tem je odprl pot francoski vojski, ki je potem dolgo pustošila po Švabski, Bavarski in Frankovski. Usodna napaka je pripeljala do njegove zamenjave in konca vojaške kariere.
V bayreutski kneževini je Kristijan Ernest centraliziral upravo. Ustanovil je gimnazijo, kadetsko akademijo, v Erlangnu je dal zgraditi Novo mesto (1686) za pregnane hugenote, vanj pa so se kmalu začeli naseljevati tudi pribežniki iz pfalške nasledstvene vojne. Veliko so stale gradnje namenjene dvoru in zlasti lastna knežja vojska, ki si jo je opremil, tako da je kneževino zapustil v dolgovih. Nasledil ga je sin Jurij Viljem (1712–1726), ki je umrl brez naslednikov. Z njim se je končala kolumbaško-bayreuthska veja Hohenzollerjev.
V ansbaški veji je Albertu II. sledil sin Ivan Friderik (1667-86). Za njim se je veja nadaljevala še tri generacije do Karla Aleksandra, ki je bil ansbaški (1757-91) in bayreutski (1769-91) mejni grof. Svoje razkošno življenje in zelo velik dolg, ki mu ga je zapustil razsipni oče, je skušal pokriti tudi s ponujanjem svojih čet v najem Britancem, ki so jih pošiljali v svoje ameriške kolonije, in Holandcem. Bil je brez naslednika in je leta 1791 obe grofiji prodal pruskim Hohenzollerjem, ki bi ju po njegovi smrti v skladu z rodbinskim dednim zakonom itak podedovali.

### Brandenburška veja Hohenzollerjev
Začetnik brandenburške veje Hohenzollerjev je volilni knez Ivan Cicero (1486-99), sin iz prvega zakona volilnega kneza Alberta III. Ahila. Mejno grofijo je za očeta upravljal vse od leta 1470. Vladal je iz Berlina in se je posvetil izključno upravljanju grofije.
Sledil mu je sin Joahim I. Nestor (1499-1535), volilni knez in komornik Svetega rimskega cesarstva (kot večina njegovih naslednikov na tem položaju). Prevzel je izpraznjeni fevd-grofijo Rippen in 1529 s pogodbo v Grimmitzu zagotovil svoji rodbini pravico nasledstva na Pomorjanskem. V grofiji je vpeljal stroge izvršne zakone, s katerimi je pritisnil na domače plemstvo in predvsem na jude, ki jih je preganjal in leta 1503 (na zahtevo deželnih stanov) izgnal. Bil je tudi velik nasprotnik reformacije; v Frankfurtu ob Odri je ustanovil univerzo, ki je poučevala katoliško doktrino. Ob tem pa je njegova žena, danska princesa Elizabeta, simpatizirala z Luthrom in nazadnje pobegnila k njemu v Wittenberg. V nasprotju z dedovim rodbinskim zakonom Dispositio Achillea je del ozemlja grofije (del Nove marke) ločil od grofije in kot grofijo Küstrin podelil mlajšemu sinu Ivanu (1536-71); temu so se rodila le dekleta, tako da je bilo ob Ivanovi smrti ozemlje spet združeno z brandenburško grofijo.
Joahimov mlajši brat Albert je postal magdeburški in mainški nadškof. On je bil tisti nadškof, ki mu je zaradi prodajanja odpustkov ogorčeni Martin Luther poslal znamenito pismo s 95-timi tezami, s katerimi se je začel cerkveni razkol.
Na položaju volilnega kneza je Joahimu I. sledil sin Joahim II. Hektor (1535-71), ki je dobil svoj vzdevek Hektor še pred prevzemom grofije, ko je uspešno vodil proti Turkom vojsko spodnjesaškega kroga. Pod materinim vplivom se je zanimal za luteranstvo, a se je s prvo poroko s saško princeso Magdaleno močno vezal na katoliško stran. Po prevzemu grofije in po ženini smrti se je poročil s poljsko princeso Hedviko, hčerko poljskega kralja Sigismunda I., in po nasvetu Filipa Melanchthona vpeljal v deželo Luthrovo vero, ki mu je omogočila, da je sekulariziral cerkveno imetje. Dovolil in celo vzpodbujal je naseljevanje judov, ki so z davki prinašali velike dohodke. Za upravnika kovnice denarja je postavil češkega juda Lippolda Ben Chluchima. A vsi dohodki in tudi pospešeno kovanje vse manj vrednega denarja niso mogli pokriti njegovega zapravljivega dvornega življenja in gradnje gradov, tako da je po smrti sinu zapustil 2,5 milijona guldnov dolga.
Nasledil ga je sin Ivan Jurij (1571-98). Skoraj hkrati z očetom je umrl tudi stric Ivan in posest grofije Küstrin se je vrnila v matično mejno grofijo. Očetov dolg je deloma pokril s prodajo donosnih služb in silovitim pritiskom na jude. Lippoldu Ben Chluchimu je očital ponarejanje in goljufanje, ko pa tega pred sodiščem ni mogel dokazati, ga je obtožil čarovništva in suma očetove zastrupitve (oče je umrl med novoletno zabavo v sumljivih okoliščinah). Tovrstna obtožba je dovoljevala mučenje in po priznanju so Lippolda umorili in silovito pritisnili na vse jude, jim pobrali knezove obveznice in imetje ter jim prepovedali bivanje v grofiji. Ponovno so se smeli naseljevati šele v času volilnega kneza Friderika Viljema (1671). Tudi Ivan Jurij se ni držal določil listine Dispositio Achillea in je v oporoki namenil del grofije sinovoma iz svojega drugega zakona.
Njegov najstarejši sin in naslednik na položaju volilnega kneza Joahim Friderik pa se je dogovoril z Jurijem Friderikom Starejšim iz starejše veje frankovskih Hohenzollerjev, ki je bil zadnji dedič frankovskih posesti in ni imel moškega naslednika, da bosta lahko njegova polbrata, Kristijan in Joahim Ernest, po smrti Jurija Friderika Starejšega namesto v oporoki jima namenjene dediščine podedovala frankovski grofiji Ansbach in Kulmbach (Geraer Hausvertrag). Z dogovorom so se strinjali vsi prizadeti in tudi cesar. Tako je volilna kneževina ostala neokrnjena, Kristijan in Joahim Ernest pa sta postala začetnika mlajše veje frankovskih Hohenzollerjev.
Preden je prevzel volilno kneževino je bil Joahim Friderik (1598-1608) upravnik nadškofije Magdeburg. Ko je zavladal, je ustanovil tajni svet kot najvišji upravni organ, kar je pripomoglo k centralizaciji oblasti. Pospeševal je železarstvo, dal zgraditi prvo steklarno in prvi kanal za rečni promet v mejni grofiji. Po smrti grofa Jurija Friderika Starejšega je prevzel skrbništvo nad vladarsko nesposobnim pruskim vojvodo Albertom Friderikom. Svojega sina Sigismunda je poročil z njegovo hčerko Ano, po smrti svoje žene pa se je sam poročil z njeno mlajši sestro Eleonoro; s tem je ustvaril trdno sorodstveno vez z vojvodino Prusijo, kjer ni bilo moškega naslednika.
Ivan Sigismund (1608-1619) je nasledil očeta kot volilni knez in kot upravitelj vojvodine Prusije . Po svoji ženi Ani je pričakoval tudi dediščino v kalvinističnem Porenju in je zato prestopil v kalvinizem, medtem ko je prebivalstvo Brandenburga ostalo luteransko. Z razsodbo jüliško-klevskega dednega spora v Xantnu je leta 1614 dobil vojvodino Kleve, grofijo Mark in posest Ravensberg. Po smrti pruskega vojvode Alberta Friderika mu je poljski kralj Sigismund I. leta 1618 dal v fevd vojvodino Prusijo. Pridobljena ozemlja z matično mejno grofijo niso bila povezana, bila pa so zelo pomembna za kasnejše ozemeljsko oblikovanje pruske države.
Volilni knez Jurij Viljem (1619-40), sin Ivana Sigismunda, nekoliko neodločen, se v tridesetletni vojni ni najbolje znašel med sprtima stranema. Kot volilni knez je bil zavezan katoliškemu cesarju, sorodstveno pa je bil povezan s protestantsko stranjo (njegova žena, Elizabeta Šarlota, je bila sestra pfalškega volilnega kneza Friderika V., ki je bil vodja protestantske zveze in nesojeni češki kralj, sestra Marija Eleonora pa je bila poročena s švedskim kraljem Gustavom II. Adolfom). Tako je nihal med eno in drugo stranjo, njegovo deželo pa so ropale tako zavezniške kot sovražne vojske in jo popolnoma opustošile; število prebivalstva se je zmanjšalo na polovico, ponekod celo na tretjino.
Pod zelo sposobnim volilnim knezom Friderikom Viljemom (1640-1688) je po vojni dežela polno zaživela. Z reformami je podpiral poljedelstvo, pospeševal priseljevanje podjetnikov, strokovnjakov, trgovcev, umetnikov, ki so prihajali v glavnem iz domovine njegove holandske žene Luize Henriete, pa tudi verskih preganjancev, judov, protestantov in francoskih hugenotov. Izboljšal je prometne povezave s kanali, ki so povezovali reke. Vzpostavil je centralno vodenje države s tajnim svetom na čelu in razvejano strukturo uprave po regijah in resorjih. Skozi drugo nordijsko vojno je uspel pripeljal svoje dežele neokrnjene in pridobil je škofije Cammin, Hlaberstadt in Minden. S tolerančnim ediktom je odpravil tekmovalnost med luteranci in kalvinisti. Dobil je vzdevek Veliki volilni knez.
Njegov sin in naslednik, volilni knez Friderik III. (1688-1713), se vladanju ni toliko posvečal kot njegov oče, bolj sta mu bila pri srcu blišč in razkošje dvora, tako kot njegovi hanoverski ženi Zofiji. Zelo si je želel postati kralj. V zunanji politiki je zvesto sledil cesarju Leopoldu I. Brandenburške čete so se kot pomožne čete borile v vseh cesarjevih vojnah. A cesar ga ni želel povišati v kralja. Šele za zelo visoko ceno mu je dovolil, da se je imenoval »kralj v Prusiji«, deželi ki je bila zunaj cesarstva, postal je kralj Friderik I. Pri sodobnikih je za svoje drago plačano častihlepje požel kar nekaj posmeha, a njegovim naslednikom, ki so državo uspešno razvijali naprej, je višji status vladavine prišel kar prav.
Izdatki Friderikovega vladanja so vladavino pripeljali v finančne težave. Njegov sin Friderik Viljem I. Pruski (1713-40), po značaju povsem drugačen od očeta, je reformiral in centraliziral upravljanje in dovoljeval le izdatke po v naprej izdelanem proračunu. Vzgojil je tip nepolitičnega pruskega državnega uradništva, za katerega so bili značilni delavnost, varčnost, zvestoba in velik čut pripadnosti državi. Prizadeval si je, da bi postalo osnovno šolstvo obvezno. Pospeševal je trgovino in obrti, največ pozornosti pa je posvečal vojski. Postavil je temelje pruskemu militarizmu, zato so ga imenovali tudi Vojaški kralj.
Friderik II. Veliki (1740-86) se je v mladosti navduševal nad prosvetljenstvom, znanostjo in umetnostjo. Ko pa je po očetu prevzel vladanje, se je izkazal kot odličen vojskovodja na čelu vojske, ki so mu jo pripravili predhodniki (Avstrijska nasledstvena vojna, Šlezijske vojne, Sedemletna vojna). Vodil je merkantilistično ekonomsko politiko, poenotil deželno pravo, pospeševal razvoj šolstva in kulture, skrbel je za versko toleranco. V šlezijskih vojnah je Avstriji iztrgal Šlezijo (na koncu s kar precej sreče), ob prvi delitvi Poljske je pridobil ozemlje, ki je dotlej ločevalo ozemlje nekdanje vojvodine Prusije od matične brandenburške volilne kneževine. V njegovem času je Prusija postala velesila.
Friderik Veliki ni imel otrok, tako da je vladavino za njim nasledil bratranec Friderik Viljem II. (1786-97), ki pa je bil, nasprotno od strica, nasprotnik prosvetljenstva in pristaš misticizma. Vzpostavil je kabinetno vladanje in mistike pripeljal tudi v kabinet. Z versko toleranco je bilo konec, v tisku in šolstvu je bil uveden državni nadzor krščanske pravovernosti. Friderik Viljem II. je takoj po prevzemu oblasti z vojsko  reševal položaj svaka, stadhouderja Viljema V. na Nizozemskem. Leta 1793 se je Prusija pridružila koaliciji držav, ki so se borile proti revolucionarni Franciji. V mirovnih pogajanjih s Francijo (1795) pa si je po vojni zagotovila nevtralnost in s tem 10 let miru v sicer zelo turbulentnih časih. Ob drugi in tretji delitvi Poljske je Prusija močno povečala svoja ozemlja proti vzhodu. V posest brandenburških Hohenzollerjev sta bili vključeni tudi frankovski kneževini Ansbach in Bayreuth.
Sledil mu je sin Friderik Viljem III. Pruski (1797-1840), ki je takoj začel reševati upravni in finančni nered, ki mu ga je zapustil oče. V zunanji politiki se je sprva držal politike nevtralnosti. Ko pa je Francija zavzela hohenzollersko grofijo Ansbach, je Franciji napovedal vojno, kar je pripeljalo do katastrofalnega pruskega poraza v bitki pri Jeni in Auerstädtu (1806) in do podreditve Prusije Napoleonu. Poraz je razkril nujnost temeljitih reform. Prva ministra, ki sta vodila vlado v naslednjih šestih letih, sta uspela z reformami, ki so prebivalstvu dajale več svobode in lastne vzpodbude, izpeljati vrsto upravnih, vojaških in socialnih reform. Uspelo jima je celo vzpostaviti vojsko, s katero se je Prusija po Napoleonovem porazu v Rusiji priključila zaključnim bojem proti Napoleonu. Na dunajskem kongresu je Prusija dobila velika ozemlja na Saškem in na obeh straneh Rena. Po letu 1815 se je prusko ozemlje na vzhodu razprostiralo neprekinjeno od Labe do Njemna, njena ozemlja ob Renu pa so zaenkrat ostala še nepovezana z matično brandenburško deželo.
Naslednik Friderik Viljem IV. (1840-61) tako kot njegovi predhodniki ni bil naklonjen demokraciji. Ko mu je nemška zvezna skupščina v Frankfurtu ponudil nemško krono, jo je odklonil; sprejel bi jo le od nemških knezov. Nemire v Prusiji v letih 1848-49 je s silo zatrl in leta 1850 izdal oktoirano ustavo, ki je vpeljala dvodomno, nedemokratično izvoljeno skupščino in dajala kralju pravico, da razveljavi vsak njen sklep. Leta 1857 je Friderik Viljem IV. duševno zbolel in regentstvo je prevzel njegov brat, princ Viljem.
Viljem I. Nemški (1861-88) je po bratovi smrti nameraval zavladati v skladu z ustavo, a mu spodnji dom takoj na začetku ni odobril sredstev za reorganizacijo vojske. Rešitev je našel diplomatsko iznajdljivi Otto von Bismarck, ki ga je Viljem potem imenoval za kanclerja in mu prepustil vladanje. Bismarck je v znanji politiki združil Nemčijo in v Prusiji spodbudil hitro gospodarsko rast. Po zmagi v francosko-pruski vojni je bila Nemčija leta 1871 v Versaillesu razglašena za cesarstvo, Viljem I. pa je postal prvi nemški cesar. Z Bismarckom se nista vedno strinjala, sta se tudi prepirala, a nazadnje je cesar kanclerja vedno podprl.
Viljemov sin Friderik III. Nemški (1888) je po 99-tih dneh vladanja umrl in nasledil ga je njegov sin Viljem II. Nemški (1888-1918). Po značaju povsem drugačen od deda z Bismarckom ni dolgo shajal; leta 1890 ga je odpustil in odtlej skušal vladati sam. S kolonialnimi težnjami ter nerazsodnimi in pogosto nasprotujočimi si odločitvami je izgubil nekdanje zaveznike in cesarstvo pripeljal v osamo. V gospodarstvu je dajal velik poudarek krepitvi vojske in ustvarjanju mornarice. Leta 1914 se je na strani Avstro-Ogrske vpletel v prvo svetovno vojno. Po kratkem revolucionarnem obdobju ob koncu vojne je Viljem II. kot kralj in cesar odstopil. 9. novembra 1918 je bila v Berlinu ustanovljena republika Nemčija, neuradno Weimarska republika.

## Rodbinsko drevo frankovske veje Hohenzollerjev
V rodbinsko drevo so vključeni le glavni nosilci hohenzollerske oblasti. Volilni knezi, kralji in cesarji so tiskani krepko.
| | | | | | | FRANKOVSKA VEJA | FRANKOVSKA VEJA | FRANKOVSKA VEJA                                                                                                  | FRANKOVSKA VEJA                                                                                                  | FRANKOVSKA VEJA                                                                                                  | FRANKOVSKA VEJA                                                                                                  | | |                                                                            |                                                                            | Friderik I. (III.) († ok. 1200) nürnberški gradiščan (1191/92)                                                                                               | Friderik I. (III.) († ok. 1200) nürnberški gradiščan (1191/92)                                                                                               | Friderik I. (III.) († ok. 1200) nürnberški gradiščan (1191/92)                                                                                               | Friderik I. (III.) († ok. 1200) nürnberški gradiščan (1191/92)                                                                                               | Friderik I. (III.) († ok. 1200) nürnberški gradiščan (1191/92)                                                                                               | Friderik I. (III.) († ok. 1200) nürnberški gradiščan (1191/92)                                                                                               |                                                                                               |                                                                                               |                                                                                    |                                                                                    | ŠVABSKA VEJA                                                                       | ŠVABSKA VEJA                                                                       | ŠVABSKA VEJA                                                                       | ŠVABSKA VEJA                                                                       | ŠVABSKA VEJA                                         | ŠVABSKA VEJA                                         | | | | | | |  |  |  |  |  |  |  |  |  |  |  |  |  |  |  |  |  |  |  |  |  |  |  |  |  |  |  |  |
| | | | | | | FRANKOVSKA VEJA | FRANKOVSKA VEJA | FRANKOVSKA VEJA                                                                                                  | FRANKOVSKA VEJA                                                                                                  | FRANKOVSKA VEJA                                                                                                  | FRANKOVSKA VEJA                                                                                                  | | |                                                                            |                                                                            | Friderik I. (III.) († ok. 1200) nürnberški gradiščan (1191/92)                                                                                               | Friderik I. (III.) († ok. 1200) nürnberški gradiščan (1191/92)                                                                                               | Friderik I. (III.) († ok. 1200) nürnberški gradiščan (1191/92)                                                                                               | Friderik I. (III.) († ok. 1200) nürnberški gradiščan (1191/92)                                                                                               | Friderik I. (III.) († ok. 1200) nürnberški gradiščan (1191/92)                                                                                               | Friderik I. (III.) († ok. 1200) nürnberški gradiščan (1191/92)                                                                                               |                                                                                               |                                                                                               |                                                                                    |                                                                                    | ŠVABSKA VEJA                                                                       | ŠVABSKA VEJA                                                                       | ŠVABSKA VEJA                                                                       | ŠVABSKA VEJA                                                                       | ŠVABSKA VEJA                                         | ŠVABSKA VEJA                                         | | | | | | |  |  |  |  |  |  |  |  |  |  |  |  |  |  |  |  |  |  |  |  |  |  |  |  |  |  |  |  |
| | | | | | |                 |                 | | | | | | |                                                                            |                                                                            | | | | | | |                                                                                               |                                                                                               |                                                                                    |                                                                                    |                                                                                    |                                                                                    |                                                                                    |                                                                                    |                                                      |                                                      | | | | | | |  |  |  |  |  |  |  |  |  |  |  |  |  |  |  |  |  |  |  |  |  |  |  |  |  |  |  |  |
| Konrad I. († 1260/61) gradiščan (1204/1218)                                                                                | Konrad I. († 1260/61) gradiščan (1204/1218)                                                                                | Konrad I. († 1260/61) gradiščan (1204/1218)                                                                                | Konrad I. († 1260/61) gradiščan (1204/1218)                                                                                | Konrad I. († 1260/61) gradiščan (1204/1218)                                                                                | Konrad I. († 1260/61) gradiščan (1204/1218)                                                                                |                 |                 | | | | | | |                                                                            |                                                                            | | | | | | |                                                                                               |                                                                                               |                                                                                    |                                                                                    |                                                                                    |                                                                                    |                                                                                    |                                                                                    | Friderik II./IV. († 1251/55) švabski grof            | Friderik II./IV. († 1251/55) švabski grof            | Friderik II./IV. († 1251/55) švabski grof                                                                               | Friderik II./IV. († 1251/55) švabski grof                                                                               | Friderik II./IV. († 1251/55) švabski grof                                                                               | Friderik II./IV. († 1251/55) švabski grof                                                                               | | |  |  |  |  |  |  |  |  |  |  |  |  |  |  |  |  |  |  |  |  |  |  |  |  |  |  |  |  |
| Konrad I. († 1260/61) gradiščan (1204/1218)                                                                                | Konrad I. († 1260/61) gradiščan (1204/1218)                                                                                | Konrad I. († 1260/61) gradiščan (1204/1218)                                                                                | Konrad I. († 1260/61) gradiščan (1204/1218)                                                                                | Konrad I. († 1260/61) gradiščan (1204/1218)                                                                                | Konrad I. († 1260/61) gradiščan (1204/1218)                                                                                |                 |                 | | | | | | |                                                                            |                                                                            | | | | | | |                                                                                               |                                                                                               |                                                                                    |                                                                                    |                                                                                    |                                                                                    |                                                                                    |                                                                                    | Friderik II./IV. († 1251/55) švabski grof            | Friderik II./IV. († 1251/55) švabski grof            | Friderik II./IV. († 1251/55) švabski grof                                                                               | Friderik II./IV. († 1251/55) švabski grof                                                                               | Friderik II./IV. († 1251/55) švabski grof                                                                               | Friderik II./IV. († 1251/55) švabski grof                                                                               | | |  |  |  |  |  |  |  |  |  |  |  |  |  |  |  |  |  |  |  |  |  |  |  |  |  |  |  |  |
| | | | | | |                 |                 | | | | | | |                                                                            |                                                                            | | | | | | |                                                                                               |                                                                                               |                                                                                    |                                                                                    |                                                                                    |                                                                                    |                                                                                    |                                                                                    |                                                      |                                                      | | | | | | |  |  |  |  |  |  |  |  |  |  |  |  |  |  |  |  |  |  |  |  |  |  |  |  |  |  |  |  |
| Friderik III. (1225-97) gradiščan (1260/61)                                                                                | Friderik III. (1225-97) gradiščan (1260/61)                                                                                | Friderik III. (1225-97) gradiščan (1260/61)                                                                                | Friderik III. (1225-97) gradiščan (1260/61)                                                                                | Friderik III. (1225-97) gradiščan (1260/61)                                                                                | Friderik III. (1225-97) gradiščan (1260/61)                                                                                |                 |                 | Konrad II. († 1314)                                                                                              | Konrad II. († 1314)                                                                                              | Konrad II. († 1314)                                                                                              | Konrad II. († 1314)                                                                                              | Konrad II. († 1314)                                                                                              | Konrad II. († 1314)                                                                                              |                                                                            |                                                                            | | | | | | |                                                                                               |                                                                                               |                                                                                    |                                                                                    |                                                                                    |                                                                                    |                                                                                    |                                                                                    | RODBINSKO DREVO ŠVABSKE VEJE                         | RODBINSKO DREVO ŠVABSKE VEJE                         | RODBINSKO DREVO ŠVABSKE VEJE                                                                                            | RODBINSKO DREVO ŠVABSKE VEJE                                                                                            | RODBINSKO DREVO ŠVABSKE VEJE                                                                                            | RODBINSKO DREVO ŠVABSKE VEJE                                                                                            | | |  |  |  |  |  |  |  |  |  |  |  |  |  |  |  |  |  |  |  |  |  |  |  |  |  |  |  |  |
| Friderik III. (1225-97) gradiščan (1260/61)                                                                                | Friderik III. (1225-97) gradiščan (1260/61)                                                                                | Friderik III. (1225-97) gradiščan (1260/61)                                                                                | Friderik III. (1225-97) gradiščan (1260/61)                                                                                | Friderik III. (1225-97) gradiščan (1260/61)                                                                                | Friderik III. (1225-97) gradiščan (1260/61)                                                                                |                 |                 | Konrad II. († 1314)                                                                                              | Konrad II. († 1314)                                                                                              | Konrad II. († 1314)                                                                                              | Konrad II. († 1314)                                                                                              | Konrad II. († 1314)                                                                                              | Konrad II. († 1314)                                                                                              |                                                                            |                                                                            | | | | | | |                                                                                               |                                                                                               |                                                                                    |                                                                                    |                                                                                    |                                                                                    |                                                                                    |                                                                                    | RODBINSKO DREVO ŠVABSKE VEJE                         | RODBINSKO DREVO ŠVABSKE VEJE                         | RODBINSKO DREVO ŠVABSKE VEJE                                                                                            | RODBINSKO DREVO ŠVABSKE VEJE                                                                                            | RODBINSKO DREVO ŠVABSKE VEJE                                                                                            | RODBINSKO DREVO ŠVABSKE VEJE                                                                                            | | |  |  |  |  |  |  |  |  |  |  |  |  |  |  |  |  |  |  |  |  |  |  |  |  |  |  |  |  |
| | | | | | |                 |                 | | | | | | |                                                                            |                                                                            | | | | | | |                                                                                               |                                                                                               |                                                                                    |                                                                                    |                                                                                    |                                                                                    |                                                                                    |                                                                                    |                                                      |                                                      | | | | | | |  |  |  |  |  |  |  |  |  |  |  |  |  |  |  |  |  |  |  |  |  |  |  |  |  |  |  |  |
| Ivan I. (1278/80-1300) gradiščan (1297)                                                                                    | Ivan I. (1278/80-1300) gradiščan (1297)                                                                                    | Ivan I. (1278/80-1300) gradiščan (1297)                                                                                    | Ivan I. (1278/80-1300) gradiščan (1297)                                                                                    | Ivan I. (1278/80-1300) gradiščan (1297)                                                                                    | Ivan I. (1278/80-1300) gradiščan (1297)                                                                                    |                 |                 | Friderik IV. (1287-1332) gradiščan (1300)                                                                        | Friderik IV. (1287-1332) gradiščan (1300)                                                                        | Friderik IV. (1287-1332) gradiščan (1300)                                                                        | Friderik IV. (1287-1332) gradiščan (1300)                                                                        | Friderik IV. (1287-1332) gradiščan (1300)                                                                        | Friderik IV. (1287-1332) gradiščan (1300)                                                                        |                                                                            |                                                                            | | | | | | |                                                                                               |                                                                                               |                                                                                    |                                                                                    |                                                                                    |                                                                                    |                                                                                    |                                                                                    |                                                      |                                                      | | | | | | |  |  |  |  |  |  |  |  |  |  |  |  |  |  |  |  |  |  |  |  |  |  |  |  |  |  |  |  |
| Ivan I. (1278/80-1300) gradiščan (1297)                                                                                    | Ivan I. (1278/80-1300) gradiščan (1297)                                                                                    | Ivan I. (1278/80-1300) gradiščan (1297)                                                                                    | Ivan I. (1278/80-1300) gradiščan (1297)                                                                                    | Ivan I. (1278/80-1300) gradiščan (1297)                                                                                    | Ivan I. (1278/80-1300) gradiščan (1297)                                                                                    |                 |                 | Friderik IV. (1287-1332) gradiščan (1300)                                                                        | Friderik IV. (1287-1332) gradiščan (1300)                                                                        | Friderik IV. (1287-1332) gradiščan (1300)                                                                        | Friderik IV. (1287-1332) gradiščan (1300)                                                                        | Friderik IV. (1287-1332) gradiščan (1300)                                                                        | Friderik IV. (1287-1332) gradiščan (1300)                                                                        |                                                                            |                                                                            | | | | | | |                                                                                               |                                                                                               |                                                                                    |                                                                                    |                                                                                    |                                                                                    |                                                                                    |                                                                                    |                                                      |                                                      | | | | | | |  |  |  |  |  |  |  |  |  |  |  |  |  |  |  |  |  |  |  |  |  |  |  |  |  |  |  |  |
| | | | | | |                 |                 | | | | | | |                                                                            |                                                                            | | | | | | |                                                                                               |                                                                                               |                                                                                    |                                                                                    |                                                                                    |                                                                                    |                                                                                    |                                                                                    |                                                      |                                                      | | | | | | |  |  |  |  |  |  |  |  |  |  |  |  |  |  |  |  |  |  |  |  |  |  |  |  |  |  |  |  |
| Ivan II. († 1357) gradiščan (1332)                                                                                         | Ivan II. († 1357) gradiščan (1332)                                                                                         | Ivan II. († 1357) gradiščan (1332)                                                                                         | Ivan II. († 1357) gradiščan (1332)                                                                                         | Ivan II. († 1357) gradiščan (1332)                                                                                         | Ivan II. († 1357) gradiščan (1332)                                                                                         |                 |                 | Konrad III. († 1334) gradiščan (1332)                                                                            | Konrad III. († 1334) gradiščan (1332)                                                                            | Konrad III. († 1334) gradiščan (1332)                                                                            | Konrad III. († 1334) gradiščan (1332)                                                                            | Konrad III. († 1334) gradiščan (1332)                                                                            | Konrad III. († 1334) gradiščan (1332)                                                                            |                                                                            |                                                                            | Albert (1319-1361) gradiščan | Albert (1319-1361) gradiščan | Albert (1319-1361) gradiščan | Albert (1319-1361) gradiščan | Albert (1319-1361) gradiščan | Albert (1319-1361) gradiščan |                                                                                               |                                                                                               | Bertold (1320-65) eichstätski škof (1351)                                          | Bertold (1320-65) eichstätski škof (1351)                                          | Bertold (1320-65) eichstätski škof (1351)                                          | Bertold (1320-65) eichstätski škof (1351)                                          | Bertold (1320-65) eichstätski škof (1351)                                          | Bertold (1320-65) eichstätski škof (1351)                                          |                                                      |                                                      | | | | | | |  |  |  |  |  |  |  |  |  |  |  |  |  |  |  |  |  |  |  |  |  |  |  |  |  |  |  |  |
| Ivan II. († 1357) gradiščan (1332)                                                                                         | Ivan II. († 1357) gradiščan (1332)                                                                                         | Ivan II. († 1357) gradiščan (1332)                                                                                         | Ivan II. († 1357) gradiščan (1332)                                                                                         | Ivan II. († 1357) gradiščan (1332)                                                                                         | Ivan II. († 1357) gradiščan (1332)                                                                                         |                 |                 | Konrad III. († 1334) gradiščan (1332)                                                                            | Konrad III. († 1334) gradiščan (1332)                                                                            | Konrad III. († 1334) gradiščan (1332)                                                                            | Konrad III. († 1334) gradiščan (1332)                                                                            | Konrad III. († 1334) gradiščan (1332)                                                                            | Konrad III. († 1334) gradiščan (1332)                                                                            |                                                                            |                                                                            | Albert (1319-1361) gradiščan | Albert (1319-1361) gradiščan | Albert (1319-1361) gradiščan | Albert (1319-1361) gradiščan | Albert (1319-1361) gradiščan | Albert (1319-1361) gradiščan |                                                                                               |                                                                                               | Bertold (1320-65) eichstätski škof (1351)                                          | Bertold (1320-65) eichstätski škof (1351)                                          | Bertold (1320-65) eichstätski škof (1351)                                          | Bertold (1320-65) eichstätski škof (1351)                                          | Bertold (1320-65) eichstätski škof (1351)                                          | Bertold (1320-65) eichstätski škof (1351)                                          |                                                      |                                                      | | | | | | |  |  |  |  |  |  |  |  |  |  |  |  |  |  |  |  |  |  |  |  |  |  |  |  |  |  |  |  |
| Friderik V. (1333-98) gradiščan (1357-97), nemški knez (1363) ∞ Elizabeta Meissenska                                       | | | | | |                 |                 | | | | | | |                                                                            |                                                                            | | | | | | |                                                                                               |                                                                                               |                                                                                    |                                                                                    |                                                                                    |                                                                                    |                                                                                    |                                                                                    |                                                      |                                                      | | | | | | |  |  |  |  |  |  |  |  |  |  |  |  |  |  |  |  |  |  |  |  |  |  |  |  |  |  |  |  |
| | | | | | |                 |                 | | | | | | |                                                                            |                                                                            | | | | | | |                                                                                               |                                                                                               |                                                                                    |                                                                                    |                                                                                    |                                                                                    |                                                                                    |                                                                                    |                                                      |                                                      | | | | | | |  |  |  |  |  |  |  |  |  |  |  |  |  |  |  |  |  |  |  |  |  |  |  |  |  |  |  |  |
| | | | | | |                 |                 | | | | | | |                                                                            |                                                                            | | | | | | |                                                                                               |                                                                                               |                                                                                    |                                                                                    |                                                                                    |                                                                                    |                                                                                    |                                                                                    |                                                      |                                                      | | | | | | |  |  |  |  |  |  |  |  |  |  |  |  |  |  |  |  |  |  |  |  |  |  |  |  |  |  |  |  |
| Ivan III. (ok. 1369-1420) gradiščan (1397)                                                                                 | Ivan III. (ok. 1369-1420) gradiščan (1397)                                                                                 | Ivan III. (ok. 1369-1420) gradiščan (1397)                                                                                 | Ivan III. (ok. 1369-1420) gradiščan (1397)                                                                                 | Ivan III. (ok. 1369-1420) gradiščan (1397)                                                                                 | Ivan III. (ok. 1369-1420) gradiščan (1397)                                                                                 |                 |                 | Friderik I./VI. (1371-1440) gradiščan (1397), brandenburški volilni knez (1415) ∞ Elizabeta Bavarsko-Landshutska | Friderik I./VI. (1371-1440) gradiščan (1397), brandenburški volilni knez (1415) ∞ Elizabeta Bavarsko-Landshutska | Friderik I./VI. (1371-1440) gradiščan (1397), brandenburški volilni knez (1415) ∞ Elizabeta Bavarsko-Landshutska | Friderik I./VI. (1371-1440) gradiščan (1397), brandenburški volilni knez (1415) ∞ Elizabeta Bavarsko-Landshutska | Friderik I./VI. (1371-1440) gradiščan (1397), brandenburški volilni knez (1415) ∞ Elizabeta Bavarsko-Landshutska | Friderik I./VI. (1371-1440) gradiščan (1397), brandenburški volilni knez (1415) ∞ Elizabeta Bavarsko-Landshutska |                                                                            |                                                                            | Elizabeta (1358-1411) ∞ Rupert Pfalški, nemški kralj (Wittelsbach)                                                                                           | Elizabeta (1358-1411) ∞ Rupert Pfalški, nemški kralj (Wittelsbach)                                                                                           | Elizabeta (1358-1411) ∞ Rupert Pfalški, nemški kralj (Wittelsbach)                                                                                           | Elizabeta (1358-1411) ∞ Rupert Pfalški, nemški kralj (Wittelsbach)                                                                                           | Elizabeta (1358-1411) ∞ Rupert Pfalški, nemški kralj (Wittelsbach)                                                                                           | Elizabeta (1358-1411) ∞ Rupert Pfalški, nemški kralj (Wittelsbach)                                                                                           |                                                                                               |                                                                                               | Beatrix († 1414) ∞ Albert III. Avstrijski (Habsburžan)                             | Beatrix († 1414) ∞ Albert III. Avstrijski (Habsburžan)                             | Beatrix († 1414) ∞ Albert III. Avstrijski (Habsburžan)                             | Beatrix († 1414) ∞ Albert III. Avstrijski (Habsburžan)                             | Beatrix († 1414) ∞ Albert III. Avstrijski (Habsburžan)                             | Beatrix († 1414) ∞ Albert III. Avstrijski (Habsburžan)                             |                                                      |                                                      | | | | | | |  |  |  |  |  |  |  |  |  |  |  |  |  |  |  |  |  |  |  |  |  |  |  |  |  |  |  |  |
| Ivan III. (ok. 1369-1420) gradiščan (1397)                                                                                 | Ivan III. (ok. 1369-1420) gradiščan (1397)                                                                                 | Ivan III. (ok. 1369-1420) gradiščan (1397)                                                                                 | Ivan III. (ok. 1369-1420) gradiščan (1397)                                                                                 | Ivan III. (ok. 1369-1420) gradiščan (1397)                                                                                 | Ivan III. (ok. 1369-1420) gradiščan (1397)                                                                                 |                 |                 | Friderik I./VI. (1371-1440) gradiščan (1397), brandenburški volilni knez (1415) ∞ Elizabeta Bavarsko-Landshutska | Friderik I./VI. (1371-1440) gradiščan (1397), brandenburški volilni knez (1415) ∞ Elizabeta Bavarsko-Landshutska | Friderik I./VI. (1371-1440) gradiščan (1397), brandenburški volilni knez (1415) ∞ Elizabeta Bavarsko-Landshutska | Friderik I./VI. (1371-1440) gradiščan (1397), brandenburški volilni knez (1415) ∞ Elizabeta Bavarsko-Landshutska | Friderik I./VI. (1371-1440) gradiščan (1397), brandenburški volilni knez (1415) ∞ Elizabeta Bavarsko-Landshutska | Friderik I./VI. (1371-1440) gradiščan (1397), brandenburški volilni knez (1415) ∞ Elizabeta Bavarsko-Landshutska |                                                                            |                                                                            | Elizabeta (1358-1411) ∞ Rupert Pfalški, nemški kralj (Wittelsbach)                                                                                           | Elizabeta (1358-1411) ∞ Rupert Pfalški, nemški kralj (Wittelsbach)                                                                                           | Elizabeta (1358-1411) ∞ Rupert Pfalški, nemški kralj (Wittelsbach)                                                                                           | Elizabeta (1358-1411) ∞ Rupert Pfalški, nemški kralj (Wittelsbach)                                                                                           | Elizabeta (1358-1411) ∞ Rupert Pfalški, nemški kralj (Wittelsbach)                                                                                           | Elizabeta (1358-1411) ∞ Rupert Pfalški, nemški kralj (Wittelsbach)                                                                                           |                                                                                               |                                                                                               | Beatrix († 1414) ∞ Albert III. Avstrijski (Habsburžan)                             | Beatrix († 1414) ∞ Albert III. Avstrijski (Habsburžan)                             | Beatrix († 1414) ∞ Albert III. Avstrijski (Habsburžan)                             | Beatrix († 1414) ∞ Albert III. Avstrijski (Habsburžan)                             | Beatrix († 1414) ∞ Albert III. Avstrijski (Habsburžan)                             | Beatrix († 1414) ∞ Albert III. Avstrijski (Habsburžan)                             |                                                      |                                                      | | | | | | |  |  |  |  |  |  |  |  |  |  |  |  |  |  |  |  |  |  |  |  |  |  |  |  |  |  |  |  |
| | | | | | |                 |                 | | | | | | |                                                                            |                                                                            | | | | | | |                                                                                               |                                                                                               |                                                                                    |                                                                                    |                                                                                    |                                                                                    |                                                                                    |                                                                                    |                                                      |                                                      | | | | | | |  |  |  |  |  |  |  |  |  |  |  |  |  |  |  |  |  |  |  |  |  |  |  |  |  |  |  |  |
| Ivan Alkimist (1406-64) kulmbaški mejni grof (1440)                                                                        | Ivan Alkimist (1406-64) kulmbaški mejni grof (1440)                                                                        | Ivan Alkimist (1406-64) kulmbaški mejni grof (1440)                                                                        | Ivan Alkimist (1406-64) kulmbaški mejni grof (1440)                                                                        | Ivan Alkimist (1406-64) kulmbaški mejni grof (1440)                                                                        | Ivan Alkimist (1406-64) kulmbaški mejni grof (1440)                                                                        |                 |                 | Friderik II. Železni (1413-71) brandenburški volilni knez (1440-70)                                              | Friderik II. Železni (1413-71) brandenburški volilni knez (1440-70)                                              | Friderik II. Železni (1413-71) brandenburški volilni knez (1440-70)                                              | Friderik II. Železni (1413-71) brandenburški volilni knez (1440-70)                                              | Friderik II. Železni (1413-71) brandenburški volilni knez (1440-70)                                              | Friderik II. Železni (1413-71) brandenburški volilni knez (1440-70)                                              |                                                                            |                                                                            | Albert III. Ahil (1414-86) ansbaški (1440), kulmbaški (1464) mejni grof, brandenburški volilni knez (1470) ∞ (1) Margareta Badenska (2) Ana Saška (1)____(2) | Albert III. Ahil (1414-86) ansbaški (1440), kulmbaški (1464) mejni grof, brandenburški volilni knez (1470) ∞ (1) Margareta Badenska (2) Ana Saška (1)____(2) | Albert III. Ahil (1414-86) ansbaški (1440), kulmbaški (1464) mejni grof, brandenburški volilni knez (1470) ∞ (1) Margareta Badenska (2) Ana Saška (1)____(2) | Albert III. Ahil (1414-86) ansbaški (1440), kulmbaški (1464) mejni grof, brandenburški volilni knez (1470) ∞ (1) Margareta Badenska (2) Ana Saška (1)____(2) | Albert III. Ahil (1414-86) ansbaški (1440), kulmbaški (1464) mejni grof, brandenburški volilni knez (1470) ∞ (1) Margareta Badenska (2) Ana Saška (1)____(2) | Albert III. Ahil (1414-86) ansbaški (1440), kulmbaški (1464) mejni grof, brandenburški volilni knez (1470) ∞ (1) Margareta Badenska (2) Ana Saška (1)____(2) |                                                                                               |                                                                                               |                                                                                    |                                                                                    |                                                                                    |                                                                                    |                                                                                    |                                                                                    |                                                      |                                                      | | | | | | |  |  |  |  |  |  |  |  |  |  |  |  |  |  |  |  |  |  |  |  |  |  |  |  |  |  |  |  |
| Ivan Alkimist (1406-64) kulmbaški mejni grof (1440)                                                                        | Ivan Alkimist (1406-64) kulmbaški mejni grof (1440)                                                                        | Ivan Alkimist (1406-64) kulmbaški mejni grof (1440)                                                                        | Ivan Alkimist (1406-64) kulmbaški mejni grof (1440)                                                                        | Ivan Alkimist (1406-64) kulmbaški mejni grof (1440)                                                                        | Ivan Alkimist (1406-64) kulmbaški mejni grof (1440)                                                                        |                 |                 | Friderik II. Železni (1413-71) brandenburški volilni knez (1440-70)                                              | Friderik II. Železni (1413-71) brandenburški volilni knez (1440-70)                                              | Friderik II. Železni (1413-71) brandenburški volilni knez (1440-70)                                              | Friderik II. Železni (1413-71) brandenburški volilni knez (1440-70)                                              | Friderik II. Železni (1413-71) brandenburški volilni knez (1440-70)                                              | Friderik II. Železni (1413-71) brandenburški volilni knez (1440-70)                                              |                                                                            |                                                                            | Albert III. Ahil (1414-86) ansbaški (1440), kulmbaški (1464) mejni grof, brandenburški volilni knez (1470) ∞ (1) Margareta Badenska (2) Ana Saška (1)____(2) | Albert III. Ahil (1414-86) ansbaški (1440), kulmbaški (1464) mejni grof, brandenburški volilni knez (1470) ∞ (1) Margareta Badenska (2) Ana Saška (1)____(2) | Albert III. Ahil (1414-86) ansbaški (1440), kulmbaški (1464) mejni grof, brandenburški volilni knez (1470) ∞ (1) Margareta Badenska (2) Ana Saška (1)____(2) | Albert III. Ahil (1414-86) ansbaški (1440), kulmbaški (1464) mejni grof, brandenburški volilni knez (1470) ∞ (1) Margareta Badenska (2) Ana Saška (1)____(2) | Albert III. Ahil (1414-86) ansbaški (1440), kulmbaški (1464) mejni grof, brandenburški volilni knez (1470) ∞ (1) Margareta Badenska (2) Ana Saška (1)____(2) | Albert III. Ahil (1414-86) ansbaški (1440), kulmbaški (1464) mejni grof, brandenburški volilni knez (1470) ∞ (1) Margareta Badenska (2) Ana Saška (1)____(2) |                                                                                               |                                                                                               |                                                                                    |                                                                                    |                                                                                    |                                                                                    |                                                                                    |                                                                                    |                                                      |                                                      | | | | | | |  |  |  |  |  |  |  |  |  |  |  |  |  |  |  |  |  |  |  |  |  |  |  |  |  |  |  |  |
| | | | | | |                 |                 | | | BRANDENBURŠKA VEJA                                                                                               | BRANDENBURŠKA VEJA                                                                                               | BRANDENBURŠKA VEJA                                                                                               | BRANDENBURŠKA VEJA                                                                                               | BRANDENBURŠKA VEJA                                                         | BRANDENBURŠKA VEJA                                                         | | | | | | | STAREJŠA FRANKOVSKA VEJA                                                                      | STAREJŠA FRANKOVSKA VEJA                                                                      | STAREJŠA FRANKOVSKA VEJA                                                           | STAREJŠA FRANKOVSKA VEJA                                                           | STAREJŠA FRANKOVSKA VEJA                                                           | STAREJŠA FRANKOVSKA VEJA                                                           |                                                                                    |                                                                                    |                                                      |                                                      | | | | | | |  |  |  |  |  |  |  |  |  |  |  |  |  |  |  |  |  |  |  |  |  |  |  |  |  |  |  |  |
| | | | | | |                 |                 | | | BRANDENBURŠKA VEJA                                                                                               | BRANDENBURŠKA VEJA                                                                                               | BRANDENBURŠKA VEJA                                                                                               | BRANDENBURŠKA VEJA                                                                                               | BRANDENBURŠKA VEJA                                                         | BRANDENBURŠKA VEJA                                                         | | | | | | | STAREJŠA FRANKOVSKA VEJA                                                                      | STAREJŠA FRANKOVSKA VEJA                                                                      | STAREJŠA FRANKOVSKA VEJA                                                           | STAREJŠA FRANKOVSKA VEJA                                                           | STAREJŠA FRANKOVSKA VEJA                                                           | STAREJŠA FRANKOVSKA VEJA                                                           |                                                                                    |                                                                                    |                                                      |                                                      | | | | | | |  |  |  |  |  |  |  |  |  |  |  |  |  |  |  |  |  |  |  |  |  |  |  |  |  |  |  |  |
| | | | | | |                 |                 | | | | | | |                                                                            |                                                                            | | | | | | |                                                                                               |                                                                                               |                                                                                    |                                                                                    |                                                                                    |                                                                                    |                                                                                    |                                                                                    |                                                      |                                                      | | | | | | |  |  |  |  |  |  |  |  |  |  |  |  |  |  |  |  |  |  |  |  |  |  |  |  |  |  |  |  |
| | | | | | |                 |                 | | | Ivan Cicero (1455-99) regent (1470), volilni knez (1486) ∞ Margareta Saška                                       | Ivan Cicero (1455-99) regent (1470), volilni knez (1486) ∞ Margareta Saška                                       | Ivan Cicero (1455-99) regent (1470), volilni knez (1486) ∞ Margareta Saška                                       | Ivan Cicero (1455-99) regent (1470), volilni knez (1486) ∞ Margareta Saška                                       | Ivan Cicero (1455-99) regent (1470), volilni knez (1486) ∞ Margareta Saška | Ivan Cicero (1455-99) regent (1470), volilni knez (1486) ∞ Margareta Saška | | | Friderik Starejši (1460-1536) ansbaški (1486) in kulmbaški (1495) mejni grof ∞ Zofija Poljska                                                                | Friderik Starejši (1460-1536) ansbaški (1486) in kulmbaški (1495) mejni grof ∞ Zofija Poljska                                                                | Friderik Starejši (1460-1536) ansbaški (1486) in kulmbaški (1495) mejni grof ∞ Zofija Poljska                                                                | Friderik Starejši (1460-1536) ansbaški (1486) in kulmbaški (1495) mejni grof ∞ Zofija Poljska                                                                | Friderik Starejši (1460-1536) ansbaški (1486) in kulmbaški (1495) mejni grof ∞ Zofija Poljska | Friderik Starejši (1460-1536) ansbaški (1486) in kulmbaški (1495) mejni grof ∞ Zofija Poljska |                                                                                    |                                                                                    | Sigismund (1468-95) kulmbaški mejni grof (1486)                                    | Sigismund (1468-95) kulmbaški mejni grof (1486)                                    | Sigismund (1468-95) kulmbaški mejni grof (1486)                                    | Sigismund (1468-95) kulmbaški mejni grof (1486)                                    | Sigismund (1468-95) kulmbaški mejni grof (1486)      | Sigismund (1468-95) kulmbaški mejni grof (1486)      | | | | | | |  |  |  |  |  |  |  |  |  |  |  |  |  |  |  |  |  |  |  |  |  |  |  |  |  |  |  |  |
| | | | | | |                 |                 | | | Ivan Cicero (1455-99) regent (1470), volilni knez (1486) ∞ Margareta Saška                                       | Ivan Cicero (1455-99) regent (1470), volilni knez (1486) ∞ Margareta Saška                                       | Ivan Cicero (1455-99) regent (1470), volilni knez (1486) ∞ Margareta Saška                                       | Ivan Cicero (1455-99) regent (1470), volilni knez (1486) ∞ Margareta Saška                                       | Ivan Cicero (1455-99) regent (1470), volilni knez (1486) ∞ Margareta Saška | Ivan Cicero (1455-99) regent (1470), volilni knez (1486) ∞ Margareta Saška | | | Friderik Starejši (1460-1536) ansbaški (1486) in kulmbaški (1495) mejni grof ∞ Zofija Poljska                                                                | Friderik Starejši (1460-1536) ansbaški (1486) in kulmbaški (1495) mejni grof ∞ Zofija Poljska                                                                | Friderik Starejši (1460-1536) ansbaški (1486) in kulmbaški (1495) mejni grof ∞ Zofija Poljska                                                                | Friderik Starejši (1460-1536) ansbaški (1486) in kulmbaški (1495) mejni grof ∞ Zofija Poljska                                                                | Friderik Starejši (1460-1536) ansbaški (1486) in kulmbaški (1495) mejni grof ∞ Zofija Poljska | Friderik Starejši (1460-1536) ansbaški (1486) in kulmbaški (1495) mejni grof ∞ Zofija Poljska |                                                                                    |                                                                                    | Sigismund (1468-95) kulmbaški mejni grof (1486)                                    | Sigismund (1468-95) kulmbaški mejni grof (1486)                                    | Sigismund (1468-95) kulmbaški mejni grof (1486)                                    | Sigismund (1468-95) kulmbaški mejni grof (1486)                                    | Sigismund (1468-95) kulmbaški mejni grof (1486)      | Sigismund (1468-95) kulmbaški mejni grof (1486)      | | | | | | |  |  |  |  |  |  |  |  |  |  |  |  |  |  |  |  |  |  |  |  |  |  |  |  |  |  |  |  |
| | | | | | |                 |                 | | | | | | |                                                                            |                                                                            | | | | | | |                                                                                               |                                                                                               |                                                                                    |                                                                                    |                                                                                    |                                                                                    |                                                                                    |                                                                                    |                                                      |                                                      | | | | | | |  |  |  |  |  |  |  |  |  |  |  |  |  |  |  |  |  |  |  |  |  |  |  |  |  |  |  |  |
| Joahim I. Nestor (1484-1535) volilni knez (1499) ∞ Elizabeta Danska                                                        | Joahim I. Nestor (1484-1535) volilni knez (1499) ∞ Elizabeta Danska                                                        | Joahim I. Nestor (1484-1535) volilni knez (1499) ∞ Elizabeta Danska                                                        | Joahim I. Nestor (1484-1535) volilni knez (1499) ∞ Elizabeta Danska                                                        | Joahim I. Nestor (1484-1535) volilni knez (1499) ∞ Elizabeta Danska                                                        | Joahim I. Nestor (1484-1535) volilni knez (1499) ∞ Elizabeta Danska                                                        |                 |                 | Albert (1490-1545) magdeburški nadškof (1513-45), mainški nadškof in volilni knez                                | Albert (1490-1545) magdeburški nadškof (1513-45), mainški nadškof in volilni knez                                | Albert (1490-1545) magdeburški nadškof (1513-45), mainški nadškof in volilni knez                                | Albert (1490-1545) magdeburški nadškof (1513-45), mainški nadškof in volilni knez                                | Albert (1490-1545) magdeburški nadškof (1513-45), mainški nadškof in volilni knez                                | Albert (1490-1545) magdeburški nadškof (1513-45), mainški nadškof in volilni knez                                |                                                                            |                                                                            | Kazimir (1481-1527) kulmbaški mejni grof (1515) ∞ Suzana Bavarska                                                                                            | Kazimir (1481-1527) kulmbaški mejni grof (1515) ∞ Suzana Bavarska                                                                                            | Kazimir (1481-1527) kulmbaški mejni grof (1515) ∞ Suzana Bavarska                                                                                            | Kazimir (1481-1527) kulmbaški mejni grof (1515) ∞ Suzana Bavarska                                                                                            | Kazimir (1481-1527) kulmbaški mejni grof (1515) ∞ Suzana Bavarska                                                                                            | Kazimir (1481-1527) kulmbaški mejni grof (1515) ∞ Suzana Bavarska                                                                                            |                                                                                               |                                                                                               | Jurij Pobožni (1484-1543) ansbaški (1515) mejni grof ∞ Emilija Saška               | Jurij Pobožni (1484-1543) ansbaški (1515) mejni grof ∞ Emilija Saška               | Jurij Pobožni (1484-1543) ansbaški (1515) mejni grof ∞ Emilija Saška               | Jurij Pobožni (1484-1543) ansbaški (1515) mejni grof ∞ Emilija Saška               | Jurij Pobožni (1484-1543) ansbaški (1515) mejni grof ∞ Emilija Saška               | Jurij Pobožni (1484-1543) ansbaški (1515) mejni grof ∞ Emilija Saška               |                                                      |                                                      | Albert (1490-1568) 1. vojvoda v Prusiji (1525) ∞ Ana Marija Braunschweiška                                              | Albert (1490-1568) 1. vojvoda v Prusiji (1525) ∞ Ana Marija Braunschweiška                                              | Albert (1490-1568) 1. vojvoda v Prusiji (1525) ∞ Ana Marija Braunschweiška                                              | Albert (1490-1568) 1. vojvoda v Prusiji (1525) ∞ Ana Marija Braunschweiška                                              | Albert (1490-1568) 1. vojvoda v Prusiji (1525) ∞ Ana Marija Braunschweiška                                              | Albert (1490-1568) 1. vojvoda v Prusiji (1525) ∞ Ana Marija Braunschweiška                                              |  |  |  |  |  |  |  |  |  |  |  |  |  |  |  |  |  |  |  |  |  |  |  |  |  |  |  |  |
| Joahim I. Nestor (1484-1535) volilni knez (1499) ∞ Elizabeta Danska                                                        | Joahim I. Nestor (1484-1535) volilni knez (1499) ∞ Elizabeta Danska                                                        | Joahim I. Nestor (1484-1535) volilni knez (1499) ∞ Elizabeta Danska                                                        | Joahim I. Nestor (1484-1535) volilni knez (1499) ∞ Elizabeta Danska                                                        | Joahim I. Nestor (1484-1535) volilni knez (1499) ∞ Elizabeta Danska                                                        | Joahim I. Nestor (1484-1535) volilni knez (1499) ∞ Elizabeta Danska                                                        |                 |                 | Albert (1490-1545) magdeburški nadškof (1513-45), mainški nadškof in volilni knez                                | Albert (1490-1545) magdeburški nadškof (1513-45), mainški nadškof in volilni knez                                | Albert (1490-1545) magdeburški nadškof (1513-45), mainški nadškof in volilni knez                                | Albert (1490-1545) magdeburški nadškof (1513-45), mainški nadškof in volilni knez                                | Albert (1490-1545) magdeburški nadškof (1513-45), mainški nadškof in volilni knez                                | Albert (1490-1545) magdeburški nadškof (1513-45), mainški nadškof in volilni knez                                |                                                                            |                                                                            | Kazimir (1481-1527) kulmbaški mejni grof (1515) ∞ Suzana Bavarska                                                                                            | Kazimir (1481-1527) kulmbaški mejni grof (1515) ∞ Suzana Bavarska                                                                                            | Kazimir (1481-1527) kulmbaški mejni grof (1515) ∞ Suzana Bavarska                                                                                            | Kazimir (1481-1527) kulmbaški mejni grof (1515) ∞ Suzana Bavarska                                                                                            | Kazimir (1481-1527) kulmbaški mejni grof (1515) ∞ Suzana Bavarska                                                                                            | Kazimir (1481-1527) kulmbaški mejni grof (1515) ∞ Suzana Bavarska                                                                                            |                                                                                               |                                                                                               | Jurij Pobožni (1484-1543) ansbaški (1515) mejni grof ∞ Emilija Saška               | Jurij Pobožni (1484-1543) ansbaški (1515) mejni grof ∞ Emilija Saška               | Jurij Pobožni (1484-1543) ansbaški (1515) mejni grof ∞ Emilija Saška               | Jurij Pobožni (1484-1543) ansbaški (1515) mejni grof ∞ Emilija Saška               | Jurij Pobožni (1484-1543) ansbaški (1515) mejni grof ∞ Emilija Saška               | Jurij Pobožni (1484-1543) ansbaški (1515) mejni grof ∞ Emilija Saška               |                                                      |                                                      | Albert (1490-1568) 1. vojvoda v Prusiji (1525) ∞ Ana Marija Braunschweiška                                              | Albert (1490-1568) 1. vojvoda v Prusiji (1525) ∞ Ana Marija Braunschweiška                                              | Albert (1490-1568) 1. vojvoda v Prusiji (1525) ∞ Ana Marija Braunschweiška                                              | Albert (1490-1568) 1. vojvoda v Prusiji (1525) ∞ Ana Marija Braunschweiška                                              | Albert (1490-1568) 1. vojvoda v Prusiji (1525) ∞ Ana Marija Braunschweiška                                              | Albert (1490-1568) 1. vojvoda v Prusiji (1525) ∞ Ana Marija Braunschweiška                                              |  |  |  |  |  |  |  |  |  |  |  |  |  |  |  |  |  |  |  |  |  |  |  |  |  |  |  |  |
| | | | | | |                 |                 | | | | | | |                                                                            |                                                                            | | | | | | |                                                                                               |                                                                                               |                                                                                    |                                                                                    |                                                                                    |                                                                                    |                                                                                    |                                                                                    |                                                      |                                                      | | | | | | |  |  |  |  |  |  |  |  |  |  |  |  |  |  |  |  |  |  |  |  |  |  |  |  |  |  |  |  |
| Joahim II. Hektor (1505-71) volilni knez (1535) ∞ (1) Magdalena Saška                                                      | Joahim II. Hektor (1505-71) volilni knez (1535) ∞ (1) Magdalena Saška                                                      | Joahim II. Hektor (1505-71) volilni knez (1535) ∞ (1) Magdalena Saška                                                      | Joahim II. Hektor (1505-71) volilni knez (1535) ∞ (1) Magdalena Saška                                                      | Joahim II. Hektor (1505-71) volilni knez (1535) ∞ (1) Magdalena Saška                                                      | Joahim II. Hektor (1505-71) volilni knez (1535) ∞ (1) Magdalena Saška                                                      |                 |                 | Ivan I. (1513-71) ∞ küstrinski mejni grof(1536) ∞ Katarina Braunschweiško-Wolfenbüttelska                        | Ivan I. (1513-71) ∞ küstrinski mejni grof(1536) ∞ Katarina Braunschweiško-Wolfenbüttelska                        | Ivan I. (1513-71) ∞ küstrinski mejni grof(1536) ∞ Katarina Braunschweiško-Wolfenbüttelska                        | Ivan I. (1513-71) ∞ küstrinski mejni grof(1536) ∞ Katarina Braunschweiško-Wolfenbüttelska                        | Ivan I. (1513-71) ∞ küstrinski mejni grof(1536) ∞ Katarina Braunschweiško-Wolfenbüttelska                        | Ivan I. (1513-71) ∞ küstrinski mejni grof(1536) ∞ Katarina Braunschweiško-Wolfenbüttelska                        |                                                                            |                                                                            | Albert Alkibiad (1522-57) kulmbaški mejni grof (1527, samostojen 1541, odstavljen 1554)                                                                      | Albert Alkibiad (1522-57) kulmbaški mejni grof (1527, samostojen 1541, odstavljen 1554)                                                                      | Albert Alkibiad (1522-57) kulmbaški mejni grof (1527, samostojen 1541, odstavljen 1554)                                                                      | Albert Alkibiad (1522-57) kulmbaški mejni grof (1527, samostojen 1541, odstavljen 1554)                                                                      | Albert Alkibiad (1522-57) kulmbaški mejni grof (1527, samostojen 1541, odstavljen 1554)                                                                      | Albert Alkibiad (1522-57) kulmbaški mejni grof (1527, samostojen 1541, odstavljen 1554)                                                                      |                                                                                               |                                                                                               | Jurij Friderik Starejši (1539-1603) ansbaški (1543) in kulmbaški (1557) mejni grof | Jurij Friderik Starejši (1539-1603) ansbaški (1543) in kulmbaški (1557) mejni grof | Jurij Friderik Starejši (1539-1603) ansbaški (1543) in kulmbaški (1557) mejni grof | Jurij Friderik Starejši (1539-1603) ansbaški (1543) in kulmbaški (1557) mejni grof | Jurij Friderik Starejši (1539-1603) ansbaški (1543) in kulmbaški (1557) mejni grof | Jurij Friderik Starejši (1539-1603) ansbaški (1543) in kulmbaški (1557) mejni grof |                                                      |                                                      | Albert Friderik (1553-1618) vojvoda v Prusiji (1568) ∞ Marija Eleonora Jüliško-Klevsko-Berška                           | Albert Friderik (1553-1618) vojvoda v Prusiji (1568) ∞ Marija Eleonora Jüliško-Klevsko-Berška                           | Albert Friderik (1553-1618) vojvoda v Prusiji (1568) ∞ Marija Eleonora Jüliško-Klevsko-Berška                           | Albert Friderik (1553-1618) vojvoda v Prusiji (1568) ∞ Marija Eleonora Jüliško-Klevsko-Berška                           | Albert Friderik (1553-1618) vojvoda v Prusiji (1568) ∞ Marija Eleonora Jüliško-Klevsko-Berška                           | Albert Friderik (1553-1618) vojvoda v Prusiji (1568) ∞ Marija Eleonora Jüliško-Klevsko-Berška                           |  |  |  |  |  |  |  |  |  |  |  |  |  |  |  |  |  |  |  |  |  |  |  |  |  |  |  |  |
| Joahim II. Hektor (1505-71) volilni knez (1535) ∞ (1) Magdalena Saška                                                      | Joahim II. Hektor (1505-71) volilni knez (1535) ∞ (1) Magdalena Saška                                                      | Joahim II. Hektor (1505-71) volilni knez (1535) ∞ (1) Magdalena Saška                                                      | Joahim II. Hektor (1505-71) volilni knez (1535) ∞ (1) Magdalena Saška                                                      | Joahim II. Hektor (1505-71) volilni knez (1535) ∞ (1) Magdalena Saška                                                      | Joahim II. Hektor (1505-71) volilni knez (1535) ∞ (1) Magdalena Saška                                                      |                 |                 | Ivan I. (1513-71) ∞ küstrinski mejni grof(1536) ∞ Katarina Braunschweiško-Wolfenbüttelska                        | Ivan I. (1513-71) ∞ küstrinski mejni grof(1536) ∞ Katarina Braunschweiško-Wolfenbüttelska                        | Ivan I. (1513-71) ∞ küstrinski mejni grof(1536) ∞ Katarina Braunschweiško-Wolfenbüttelska                        | Ivan I. (1513-71) ∞ küstrinski mejni grof(1536) ∞ Katarina Braunschweiško-Wolfenbüttelska                        | Ivan I. (1513-71) ∞ küstrinski mejni grof(1536) ∞ Katarina Braunschweiško-Wolfenbüttelska                        | Ivan I. (1513-71) ∞ küstrinski mejni grof(1536) ∞ Katarina Braunschweiško-Wolfenbüttelska                        |                                                                            |                                                                            | Albert Alkibiad (1522-57) kulmbaški mejni grof (1527, samostojen 1541, odstavljen 1554)                                                                      | Albert Alkibiad (1522-57) kulmbaški mejni grof (1527, samostojen 1541, odstavljen 1554)                                                                      | Albert Alkibiad (1522-57) kulmbaški mejni grof (1527, samostojen 1541, odstavljen 1554)                                                                      | Albert Alkibiad (1522-57) kulmbaški mejni grof (1527, samostojen 1541, odstavljen 1554)                                                                      | Albert Alkibiad (1522-57) kulmbaški mejni grof (1527, samostojen 1541, odstavljen 1554)                                                                      | Albert Alkibiad (1522-57) kulmbaški mejni grof (1527, samostojen 1541, odstavljen 1554)                                                                      |                                                                                               |                                                                                               | Jurij Friderik Starejši (1539-1603) ansbaški (1543) in kulmbaški (1557) mejni grof | Jurij Friderik Starejši (1539-1603) ansbaški (1543) in kulmbaški (1557) mejni grof | Jurij Friderik Starejši (1539-1603) ansbaški (1543) in kulmbaški (1557) mejni grof | Jurij Friderik Starejši (1539-1603) ansbaški (1543) in kulmbaški (1557) mejni grof | Jurij Friderik Starejši (1539-1603) ansbaški (1543) in kulmbaški (1557) mejni grof | Jurij Friderik Starejši (1539-1603) ansbaški (1543) in kulmbaški (1557) mejni grof |                                                      |                                                      | Albert Friderik (1553-1618) vojvoda v Prusiji (1568) ∞ Marija Eleonora Jüliško-Klevsko-Berška                           | Albert Friderik (1553-1618) vojvoda v Prusiji (1568) ∞ Marija Eleonora Jüliško-Klevsko-Berška                           | Albert Friderik (1553-1618) vojvoda v Prusiji (1568) ∞ Marija Eleonora Jüliško-Klevsko-Berška                           | Albert Friderik (1553-1618) vojvoda v Prusiji (1568) ∞ Marija Eleonora Jüliško-Klevsko-Berška                           | Albert Friderik (1553-1618) vojvoda v Prusiji (1568) ∞ Marija Eleonora Jüliško-Klevsko-Berška                           | Albert Friderik (1553-1618) vojvoda v Prusiji (1568) ∞ Marija Eleonora Jüliško-Klevsko-Berška                           |  |  |  |  |  |  |  |  |  |  |  |  |  |  |  |  |  |  |  |  |  |  |  |  |  |  |  |  |
| | | | | | |                 |                 | | | | | | |                                                                            |                                                                            | | | | | | |                                                                                               |                                                                                               |                                                                                    |                                                                                    |                                                                                    |                                                                                    |                                                                                    |                                                                                    |                                                      |                                                      | | | | | | |  |  |  |  |  |  |  |  |  |  |  |  |  |  |  |  |  |  |  |  |  |  |  |  |  |  |  |  |
| Ivan Jurij (1525-98) volilni knez (1571) ∞ (1) Zofija Legniška (2) Elizabeta Anhaltska (1)____(2)                          | Ivan Jurij (1525-98) volilni knez (1571) ∞ (1) Zofija Legniška (2) Elizabeta Anhaltska (1)____(2)                          | Ivan Jurij (1525-98) volilni knez (1571) ∞ (1) Zofija Legniška (2) Elizabeta Anhaltska (1)____(2)                          | Ivan Jurij (1525-98) volilni knez (1571) ∞ (1) Zofija Legniška (2) Elizabeta Anhaltska (1)____(2)                          | Ivan Jurij (1525-98) volilni knez (1571) ∞ (1) Zofija Legniška (2) Elizabeta Anhaltska (1)____(2)                          | Ivan Jurij (1525-98) volilni knez (1571) ∞ (1) Zofija Legniška (2) Elizabeta Anhaltska (1)____(2)                          |                 |                 | Elizabeta (1540-78) ∞ Jurij Friderik Starejši Ansbaški in Kulmbaški                                              | Elizabeta (1540-78) ∞ Jurij Friderik Starejši Ansbaški in Kulmbaški                                              | Elizabeta (1540-78) ∞ Jurij Friderik Starejši Ansbaški in Kulmbaški                                              | Elizabeta (1540-78) ∞ Jurij Friderik Starejši Ansbaški in Kulmbaški                                              | Elizabeta (1540-78) ∞ Jurij Friderik Starejši Ansbaški in Kulmbaški                                              | Elizabeta (1540-78) ∞ Jurij Friderik Starejši Ansbaški in Kulmbaški                                              |                                                                            |                                                                            | Katarina (1549-1602) ∞ Joahim Friderik Brandenburški | Katarina (1549-1602) ∞ Joahim Friderik Brandenburški | Katarina (1549-1602) ∞ Joahim Friderik Brandenburški | Katarina (1549-1602) ∞ Joahim Friderik Brandenburški | Katarina (1549-1602) ∞ Joahim Friderik Brandenburški | Katarina (1549-1602) ∞ Joahim Friderik Brandenburški |                                                                                               |                                                                                               | Ana (1576-1625) ∞ Ivan Sigismund Brandenburški                                     | Ana (1576-1625) ∞ Ivan Sigismund Brandenburški                                     | Ana (1576-1625) ∞ Ivan Sigismund Brandenburški                                     | Ana (1576-1625) ∞ Ivan Sigismund Brandenburški                                     | Ana (1576-1625) ∞ Ivan Sigismund Brandenburški                                     | Ana (1576-1625) ∞ Ivan Sigismund Brandenburški                                     |                                                      |                                                      | Marija (1579-1649) ∞ Kristijan in Kulmbaško-Bayreuthski                                                                 | Marija (1579-1649) ∞ Kristijan in Kulmbaško-Bayreuthski                                                                 | Marija (1579-1649) ∞ Kristijan in Kulmbaško-Bayreuthski                                                                 | Marija (1579-1649) ∞ Kristijan in Kulmbaško-Bayreuthski                                                                 | Marija (1579-1649) ∞ Kristijan in Kulmbaško-Bayreuthski                                                                 | Marija (1579-1649) ∞ Kristijan in Kulmbaško-Bayreuthski                                                                 |  |  |  |  |  |  |  |  |  |  |  |  |  |  |  |  |  |  |  |  |  |  |  |  |  |  |  |  |
| Ivan Jurij (1525-98) volilni knez (1571) ∞ (1) Zofija Legniška (2) Elizabeta Anhaltska (1)____(2)                          | Ivan Jurij (1525-98) volilni knez (1571) ∞ (1) Zofija Legniška (2) Elizabeta Anhaltska (1)____(2)                          | Ivan Jurij (1525-98) volilni knez (1571) ∞ (1) Zofija Legniška (2) Elizabeta Anhaltska (1)____(2)                          | Ivan Jurij (1525-98) volilni knez (1571) ∞ (1) Zofija Legniška (2) Elizabeta Anhaltska (1)____(2)                          | Ivan Jurij (1525-98) volilni knez (1571) ∞ (1) Zofija Legniška (2) Elizabeta Anhaltska (1)____(2)                          | Ivan Jurij (1525-98) volilni knez (1571) ∞ (1) Zofija Legniška (2) Elizabeta Anhaltska (1)____(2)                          |                 |                 | Elizabeta (1540-78) ∞ Jurij Friderik Starejši Ansbaški in Kulmbaški                                              | Elizabeta (1540-78) ∞ Jurij Friderik Starejši Ansbaški in Kulmbaški                                              | Elizabeta (1540-78) ∞ Jurij Friderik Starejši Ansbaški in Kulmbaški                                              | Elizabeta (1540-78) ∞ Jurij Friderik Starejši Ansbaški in Kulmbaški                                              | Elizabeta (1540-78) ∞ Jurij Friderik Starejši Ansbaški in Kulmbaški                                              | Elizabeta (1540-78) ∞ Jurij Friderik Starejši Ansbaški in Kulmbaški                                              |                                                                            |                                                                            | Katarina (1549-1602) ∞ Joahim Friderik Brandenburški | Katarina (1549-1602) ∞ Joahim Friderik Brandenburški | Katarina (1549-1602) ∞ Joahim Friderik Brandenburški | Katarina (1549-1602) ∞ Joahim Friderik Brandenburški | Katarina (1549-1602) ∞ Joahim Friderik Brandenburški | Katarina (1549-1602) ∞ Joahim Friderik Brandenburški |                                                                                               |                                                                                               | Ana (1576-1625) ∞ Ivan Sigismund Brandenburški                                     | Ana (1576-1625) ∞ Ivan Sigismund Brandenburški                                     | Ana (1576-1625) ∞ Ivan Sigismund Brandenburški                                     | Ana (1576-1625) ∞ Ivan Sigismund Brandenburški                                     | Ana (1576-1625) ∞ Ivan Sigismund Brandenburški                                     | Ana (1576-1625) ∞ Ivan Sigismund Brandenburški                                     |                                                      |                                                      | Marija (1579-1649) ∞ Kristijan in Kulmbaško-Bayreuthski                                                                 | Marija (1579-1649) ∞ Kristijan in Kulmbaško-Bayreuthski                                                                 | Marija (1579-1649) ∞ Kristijan in Kulmbaško-Bayreuthski                                                                 | Marija (1579-1649) ∞ Kristijan in Kulmbaško-Bayreuthski                                                                 | Marija (1579-1649) ∞ Kristijan in Kulmbaško-Bayreuthski                                                                 | Marija (1579-1649) ∞ Kristijan in Kulmbaško-Bayreuthski                                                                 |  |  |  |  |  |  |  |  |  |  |  |  |  |  |  |  |  |  |  |  |  |  |  |  |  |  |  |  |
| | | | | | |                 |                 | | | | | | |                                                                            |                                                                            | | | | | MLAJŠA FRANKOVSKA VEJA | MLAJŠA FRANKOVSKA VEJA | MLAJŠA FRANKOVSKA VEJA                                                                        | MLAJŠA FRANKOVSKA VEJA                                                                        | MLAJŠA FRANKOVSKA VEJA                                                             | MLAJŠA FRANKOVSKA VEJA                                                             |                                                                                    |                                                                                    | Eleonora (1583-1607) ∞ Joahim Friderik Brandenburški                               | Eleonora (1583-1607) ∞ Joahim Friderik Brandenburški                               | Eleonora (1583-1607) ∞ Joahim Friderik Brandenburški | Eleonora (1583-1607) ∞ Joahim Friderik Brandenburški | Eleonora (1583-1607) ∞ Joahim Friderik Brandenburški                                                                    | Eleonora (1583-1607) ∞ Joahim Friderik Brandenburški                                                                    | | | | |  |  |  |  |  |  |  |  |  |  |  |  |  |  |  |  |  |  |  |  |  |  |  |  |  |  |  |  |
| | | | | | |                 |                 | | | | | | |                                                                            |                                                                            | | | | | MLAJŠA FRANKOVSKA VEJA | MLAJŠA FRANKOVSKA VEJA | MLAJŠA FRANKOVSKA VEJA                                                                        | MLAJŠA FRANKOVSKA VEJA                                                                        | MLAJŠA FRANKOVSKA VEJA                                                             | MLAJŠA FRANKOVSKA VEJA                                                             |                                                                                    |                                                                                    | Eleonora (1583-1607) ∞ Joahim Friderik Brandenburški                               | Eleonora (1583-1607) ∞ Joahim Friderik Brandenburški                               | Eleonora (1583-1607) ∞ Joahim Friderik Brandenburški | Eleonora (1583-1607) ∞ Joahim Friderik Brandenburški | Eleonora (1583-1607) ∞ Joahim Friderik Brandenburški                                                                    | Eleonora (1583-1607) ∞ Joahim Friderik Brandenburški                                                                    | | | | |  |  |  |  |  |  |  |  |  |  |  |  |  |  |  |  |  |  |  |  |  |  |  |  |  |  |  |  |
| | | | | | |                 |                 | | | | | | |                                                                            |                                                                            | | | | | | |                                                                                               |                                                                                               |                                                                                    |                                                                                    |                                                                                    |                                                                                    |                                                                                    |                                                                                    |                                                      |                                                      | | | | | | |  |  |  |  |  |  |  |  |  |  |  |  |  |  |  |  |  |  |  |  |  |  |  |  |  |  |  |  |
| Joahim Friderik (1546-1608) volilni knez (1598) ∞ (1) Katarina Küstrinska                                                  | Joahim Friderik (1546-1608) volilni knez (1598) ∞ (1) Katarina Küstrinska                                                  | Joahim Friderik (1546-1608) volilni knez (1598) ∞ (1) Katarina Küstrinska                                                  | Joahim Friderik (1546-1608) volilni knez (1598) ∞ (1) Katarina Küstrinska                                                  | Joahim Friderik (1546-1608) volilni knez (1598) ∞ (1) Katarina Küstrinska                                                  | Joahim Friderik (1546-1608) volilni knez (1598) ∞ (1) Katarina Küstrinska                                                  |                 |                 | | | | | | |                                                                            |                                                                            | Kristijan (1581-1655) bayreuthski mejni grof (1603) ∞ Marija Pruska                                                                                          | Kristijan (1581-1655) bayreuthski mejni grof (1603) ∞ Marija Pruska                                                                                          | Kristijan (1581-1655) bayreuthski mejni grof (1603) ∞ Marija Pruska                                                                                          | Kristijan (1581-1655) bayreuthski mejni grof (1603) ∞ Marija Pruska                                                                                          | Kristijan (1581-1655) bayreuthski mejni grof (1603) ∞ Marija Pruska                                                                                          | Kristijan (1581-1655) bayreuthski mejni grof (1603) ∞ Marija Pruska                                                                                          |                                                                                               |                                                                                               | Joahim Ernest (1583-1625) ansbaški mejni grof (1603) ∞ Zofija Solmško-Laubaška     | Joahim Ernest (1583-1625) ansbaški mejni grof (1603) ∞ Zofija Solmško-Laubaška     | Joahim Ernest (1583-1625) ansbaški mejni grof (1603) ∞ Zofija Solmško-Laubaška     | Joahim Ernest (1583-1625) ansbaški mejni grof (1603) ∞ Zofija Solmško-Laubaška     | Joahim Ernest (1583-1625) ansbaški mejni grof (1603) ∞ Zofija Solmško-Laubaška     | Joahim Ernest (1583-1625) ansbaški mejni grof (1603) ∞ Zofija Solmško-Laubaška     |                                                      |                                                      | | | | | | |  |  |  |  |  |  |  |  |  |  |  |  |  |  |  |  |  |  |  |  |  |  |  |  |  |  |  |  |
| Joahim Friderik (1546-1608) volilni knez (1598) ∞ (1) Katarina Küstrinska                                                  | Joahim Friderik (1546-1608) volilni knez (1598) ∞ (1) Katarina Küstrinska                                                  | Joahim Friderik (1546-1608) volilni knez (1598) ∞ (1) Katarina Küstrinska                                                  | Joahim Friderik (1546-1608) volilni knez (1598) ∞ (1) Katarina Küstrinska                                                  | Joahim Friderik (1546-1608) volilni knez (1598) ∞ (1) Katarina Küstrinska                                                  | Joahim Friderik (1546-1608) volilni knez (1598) ∞ (1) Katarina Küstrinska                                                  |                 |                 | | | | | | |                                                                            |                                                                            | Kristijan (1581-1655) bayreuthski mejni grof (1603) ∞ Marija Pruska                                                                                          | Kristijan (1581-1655) bayreuthski mejni grof (1603) ∞ Marija Pruska                                                                                          | Kristijan (1581-1655) bayreuthski mejni grof (1603) ∞ Marija Pruska                                                                                          | Kristijan (1581-1655) bayreuthski mejni grof (1603) ∞ Marija Pruska                                                                                          | Kristijan (1581-1655) bayreuthski mejni grof (1603) ∞ Marija Pruska                                                                                          | Kristijan (1581-1655) bayreuthski mejni grof (1603) ∞ Marija Pruska                                                                                          |                                                                                               |                                                                                               | Joahim Ernest (1583-1625) ansbaški mejni grof (1603) ∞ Zofija Solmško-Laubaška     | Joahim Ernest (1583-1625) ansbaški mejni grof (1603) ∞ Zofija Solmško-Laubaška     | Joahim Ernest (1583-1625) ansbaški mejni grof (1603) ∞ Zofija Solmško-Laubaška     | Joahim Ernest (1583-1625) ansbaški mejni grof (1603) ∞ Zofija Solmško-Laubaška     | Joahim Ernest (1583-1625) ansbaški mejni grof (1603) ∞ Zofija Solmško-Laubaška     | Joahim Ernest (1583-1625) ansbaški mejni grof (1603) ∞ Zofija Solmško-Laubaška     |                                                      |                                                      | | | | | | |  |  |  |  |  |  |  |  |  |  |  |  |  |  |  |  |  |  |  |  |  |  |  |  |  |  |  |  |
| | | | | | |                 |                 | | | | | | |                                                                            |                                                                            | | | | | | |                                                                                               |                                                                                               |                                                                                    |                                                                                    |                                                                                    |                                                                                    |                                                                                    |                                                                                    |                                                      |                                                      | | | | | | |  |  |  |  |  |  |  |  |  |  |  |  |  |  |  |  |  |  |  |  |  |  |  |  |  |  |  |  |
| Ivan Sigismund (1572-1619) volilni knez (1608) ∞ Ana Pruska                                                                | Ivan Sigismund (1572-1619) volilni knez (1608) ∞ Ana Pruska                                                                | Ivan Sigismund (1572-1619) volilni knez (1608) ∞ Ana Pruska                                                                | Ivan Sigismund (1572-1619) volilni knez (1608) ∞ Ana Pruska                                                                | Ivan Sigismund (1572-1619) volilni knez (1608) ∞ Ana Pruska                                                                | Ivan Sigismund (1572-1619) volilni knez (1608) ∞ Ana Pruska                                                                |                 |                 | Ivan Jurij (1577-1624) jägerndorfski vojvoda (1607-21)                                                           | Ivan Jurij (1577-1624) jägerndorfski vojvoda (1607-21)                                                           | Ivan Jurij (1577-1624) jägerndorfski vojvoda (1607-21)                                                           | Ivan Jurij (1577-1624) jägerndorfski vojvoda (1607-21)                                                           | Ivan Jurij (1577-1624) jägerndorfski vojvoda (1607-21)                                                           | Ivan Jurij (1577-1624) jägerndorfski vojvoda (1607-21)                                                           |                                                                            |                                                                            | Kristijan Ernest (1644-1712) bayreuthski mejni grof (1655)                                                                                                   | Kristijan Ernest (1644-1712) bayreuthski mejni grof (1655)                                                                                                   | Kristijan Ernest (1644-1712) bayreuthski mejni grof (1655)                                                                                                   | Kristijan Ernest (1644-1712) bayreuthski mejni grof (1655)                                                                                                   | Kristijan Ernest (1644-1712) bayreuthski mejni grof (1655)                                                                                                   | Kristijan Ernest (1644-1712) bayreuthski mejni grof (1655)                                                                                                   |                                                                                               |                                                                                               | Friderik III. (1616-34) ansbaški mejni grof (1625)                                 | Friderik III. (1616-34) ansbaški mejni grof (1625)                                 | Friderik III. (1616-34) ansbaški mejni grof (1625)                                 | Friderik III. (1616-34) ansbaški mejni grof (1625)                                 | Friderik III. (1616-34) ansbaški mejni grof (1625)                                 | Friderik III. (1616-34) ansbaški mejni grof (1625)                                 |                                                      |                                                      | Albert II. (1620-67) ansbaški mejni grof (1634) ∞ Zofija Ottingenska                                                    | Albert II. (1620-67) ansbaški mejni grof (1634) ∞ Zofija Ottingenska                                                    | Albert II. (1620-67) ansbaški mejni grof (1634) ∞ Zofija Ottingenska                                                    | Albert II. (1620-67) ansbaški mejni grof (1634) ∞ Zofija Ottingenska                                                    | Albert II. (1620-67) ansbaški mejni grof (1634) ∞ Zofija Ottingenska                                                    | Albert II. (1620-67) ansbaški mejni grof (1634) ∞ Zofija Ottingenska                                                    |  |  |  |  |  |  |  |  |  |  |  |  |  |  |  |  |  |  |  |  |  |  |  |  |  |  |  |  |
| Ivan Sigismund (1572-1619) volilni knez (1608) ∞ Ana Pruska                                                                | Ivan Sigismund (1572-1619) volilni knez (1608) ∞ Ana Pruska                                                                | Ivan Sigismund (1572-1619) volilni knez (1608) ∞ Ana Pruska                                                                | Ivan Sigismund (1572-1619) volilni knez (1608) ∞ Ana Pruska                                                                | Ivan Sigismund (1572-1619) volilni knez (1608) ∞ Ana Pruska                                                                | Ivan Sigismund (1572-1619) volilni knez (1608) ∞ Ana Pruska                                                                |                 |                 | Ivan Jurij (1577-1624) jägerndorfski vojvoda (1607-21)                                                           | Ivan Jurij (1577-1624) jägerndorfski vojvoda (1607-21)                                                           | Ivan Jurij (1577-1624) jägerndorfski vojvoda (1607-21)                                                           | Ivan Jurij (1577-1624) jägerndorfski vojvoda (1607-21)                                                           | Ivan Jurij (1577-1624) jägerndorfski vojvoda (1607-21)                                                           | Ivan Jurij (1577-1624) jägerndorfski vojvoda (1607-21)                                                           |                                                                            |                                                                            | Kristijan Ernest (1644-1712) bayreuthski mejni grof (1655)                                                                                                   | Kristijan Ernest (1644-1712) bayreuthski mejni grof (1655)                                                                                                   | Kristijan Ernest (1644-1712) bayreuthski mejni grof (1655)                                                                                                   | Kristijan Ernest (1644-1712) bayreuthski mejni grof (1655)                                                                                                   | Kristijan Ernest (1644-1712) bayreuthski mejni grof (1655)                                                                                                   | Kristijan Ernest (1644-1712) bayreuthski mejni grof (1655)                                                                                                   |                                                                                               |                                                                                               | Friderik III. (1616-34) ansbaški mejni grof (1625)                                 | Friderik III. (1616-34) ansbaški mejni grof (1625)                                 | Friderik III. (1616-34) ansbaški mejni grof (1625)                                 | Friderik III. (1616-34) ansbaški mejni grof (1625)                                 | Friderik III. (1616-34) ansbaški mejni grof (1625)                                 | Friderik III. (1616-34) ansbaški mejni grof (1625)                                 |                                                      |                                                      | Albert II. (1620-67) ansbaški mejni grof (1634) ∞ Zofija Ottingenska                                                    | Albert II. (1620-67) ansbaški mejni grof (1634) ∞ Zofija Ottingenska                                                    | Albert II. (1620-67) ansbaški mejni grof (1634) ∞ Zofija Ottingenska                                                    | Albert II. (1620-67) ansbaški mejni grof (1634) ∞ Zofija Ottingenska                                                    | Albert II. (1620-67) ansbaški mejni grof (1634) ∞ Zofija Ottingenska                                                    | Albert II. (1620-67) ansbaški mejni grof (1634) ∞ Zofija Ottingenska                                                    |  |  |  |  |  |  |  |  |  |  |  |  |  |  |  |  |  |  |  |  |  |  |  |  |  |  |  |  |
| | | | | | |                 |                 | | | | | | |                                                                            |                                                                            | | | | | | |                                                                                               |                                                                                               |                                                                                    |                                                                                    |                                                                                    |                                                                                    |                                                                                    |                                                                                    |                                                      |                                                      | | | | | | |  |  |  |  |  |  |  |  |  |  |  |  |  |  |  |  |  |  |  |  |  |  |  |  |  |  |  |  |
| Jurij Viljem (1595-1640) volilni knez (1619) ∞ Elizabeta Šarlota Pfalška                                                   | Jurij Viljem (1595-1640) volilni knez (1619) ∞ Elizabeta Šarlota Pfalška                                                   | Jurij Viljem (1595-1640) volilni knez (1619) ∞ Elizabeta Šarlota Pfalška                                                   | Jurij Viljem (1595-1640) volilni knez (1619) ∞ Elizabeta Šarlota Pfalška                                                   | Jurij Viljem (1595-1640) volilni knez (1619) ∞ Elizabeta Šarlota Pfalška                                                   | Jurij Viljem (1595-1640) volilni knez (1619) ∞ Elizabeta Šarlota Pfalška                                                   |                 |                 | Marija Eleonora (1599-1655) ∞ Gustav Adolf, švedski kralj                                                        | Marija Eleonora (1599-1655) ∞ Gustav Adolf, švedski kralj                                                        | Marija Eleonora (1599-1655) ∞ Gustav Adolf, švedski kralj                                                        | Marija Eleonora (1599-1655) ∞ Gustav Adolf, švedski kralj                                                        | Marija Eleonora (1599-1655) ∞ Gustav Adolf, švedski kralj                                                        | Marija Eleonora (1599-1655) ∞ Gustav Adolf, švedski kralj                                                        |                                                                            |                                                                            | Jurij Viljem (1678-1726) bayreuthski mejni grof (1712) | Jurij Viljem (1678-1726) bayreuthski mejni grof (1712) | Jurij Viljem (1678-1726) bayreuthski mejni grof (1712) | Jurij Viljem (1678-1726) bayreuthski mejni grof (1712) | Jurij Viljem (1678-1726) bayreuthski mejni grof (1712) | Jurij Viljem (1678-1726) bayreuthski mejni grof (1712) |                                                                                               |                                                                                               |                                                                                    |                                                                                    |                                                                                    |                                                                                    |                                                                                    |                                                                                    |                                                      |                                                      | Ivan Friderik (1654-86) ansbaški mejni grof (1667) ∞ (1) Ivana Badensko Durlaška (2) Eleonora Saško-Eisenška (1)____(2) | Ivan Friderik (1654-86) ansbaški mejni grof (1667) ∞ (1) Ivana Badensko Durlaška (2) Eleonora Saško-Eisenška (1)____(2) | Ivan Friderik (1654-86) ansbaški mejni grof (1667) ∞ (1) Ivana Badensko Durlaška (2) Eleonora Saško-Eisenška (1)____(2) | Ivan Friderik (1654-86) ansbaški mejni grof (1667) ∞ (1) Ivana Badensko Durlaška (2) Eleonora Saško-Eisenška (1)____(2) | Ivan Friderik (1654-86) ansbaški mejni grof (1667) ∞ (1) Ivana Badensko Durlaška (2) Eleonora Saško-Eisenška (1)____(2) | Ivan Friderik (1654-86) ansbaški mejni grof (1667) ∞ (1) Ivana Badensko Durlaška (2) Eleonora Saško-Eisenška (1)____(2) |  |  |  |  |  |  |  |  |  |  |  |  |  |  |  |  |  |  |  |  |  |  |  |  |  |  |  |  |
| Jurij Viljem (1595-1640) volilni knez (1619) ∞ Elizabeta Šarlota Pfalška                                                   | Jurij Viljem (1595-1640) volilni knez (1619) ∞ Elizabeta Šarlota Pfalška                                                   | Jurij Viljem (1595-1640) volilni knez (1619) ∞ Elizabeta Šarlota Pfalška                                                   | Jurij Viljem (1595-1640) volilni knez (1619) ∞ Elizabeta Šarlota Pfalška                                                   | Jurij Viljem (1595-1640) volilni knez (1619) ∞ Elizabeta Šarlota Pfalška                                                   | Jurij Viljem (1595-1640) volilni knez (1619) ∞ Elizabeta Šarlota Pfalška                                                   |                 |                 | Marija Eleonora (1599-1655) ∞ Gustav Adolf, švedski kralj                                                        | Marija Eleonora (1599-1655) ∞ Gustav Adolf, švedski kralj                                                        | Marija Eleonora (1599-1655) ∞ Gustav Adolf, švedski kralj                                                        | Marija Eleonora (1599-1655) ∞ Gustav Adolf, švedski kralj                                                        | Marija Eleonora (1599-1655) ∞ Gustav Adolf, švedski kralj                                                        | Marija Eleonora (1599-1655) ∞ Gustav Adolf, švedski kralj                                                        |                                                                            |                                                                            | Jurij Viljem (1678-1726) bayreuthski mejni grof (1712) | Jurij Viljem (1678-1726) bayreuthski mejni grof (1712) | Jurij Viljem (1678-1726) bayreuthski mejni grof (1712) | Jurij Viljem (1678-1726) bayreuthski mejni grof (1712) | Jurij Viljem (1678-1726) bayreuthski mejni grof (1712) | Jurij Viljem (1678-1726) bayreuthski mejni grof (1712) |                                                                                               |                                                                                               |                                                                                    |                                                                                    |                                                                                    |                                                                                    |                                                                                    |                                                                                    |                                                      |                                                      | Ivan Friderik (1654-86) ansbaški mejni grof (1667) ∞ (1) Ivana Badensko Durlaška (2) Eleonora Saško-Eisenška (1)____(2) | Ivan Friderik (1654-86) ansbaški mejni grof (1667) ∞ (1) Ivana Badensko Durlaška (2) Eleonora Saško-Eisenška (1)____(2) | Ivan Friderik (1654-86) ansbaški mejni grof (1667) ∞ (1) Ivana Badensko Durlaška (2) Eleonora Saško-Eisenška (1)____(2) | Ivan Friderik (1654-86) ansbaški mejni grof (1667) ∞ (1) Ivana Badensko Durlaška (2) Eleonora Saško-Eisenška (1)____(2) | Ivan Friderik (1654-86) ansbaški mejni grof (1667) ∞ (1) Ivana Badensko Durlaška (2) Eleonora Saško-Eisenška (1)____(2) | Ivan Friderik (1654-86) ansbaški mejni grof (1667) ∞ (1) Ivana Badensko Durlaška (2) Eleonora Saško-Eisenška (1)____(2) |  |  |  |  |  |  |  |  |  |  |  |  |  |  |  |  |  |  |  |  |  |  |  |  |  |  |  |  |
| | | | | | |                 |                 | | | | | | |                                                                            |                                                                            | | | | | | |                                                                                               |                                                                                               |                                                                                    |                                                                                    |                                                                                    |                                                                                    |                                                                                    |                                                                                    |                                                      |                                                      | | | | | | |  |  |  |  |  |  |  |  |  |  |  |  |  |  |  |  |  |  |  |  |  |  |  |  |  |  |  |  |
| Friderik Viljem (1620-88) volilni knez (1640) ∞ (1) Luiza Henrieta Oranska (2) Doroteja-Hosteinsko-Glücksburška (1)____(2) | Friderik Viljem (1620-88) volilni knez (1640) ∞ (1) Luiza Henrieta Oranska (2) Doroteja-Hosteinsko-Glücksburška (1)____(2) | Friderik Viljem (1620-88) volilni knez (1640) ∞ (1) Luiza Henrieta Oranska (2) Doroteja-Hosteinsko-Glücksburška (1)____(2) | Friderik Viljem (1620-88) volilni knez (1640) ∞ (1) Luiza Henrieta Oranska (2) Doroteja-Hosteinsko-Glücksburška (1)____(2) | Friderik Viljem (1620-88) volilni knez (1640) ∞ (1) Luiza Henrieta Oranska (2) Doroteja-Hosteinsko-Glücksburška (1)____(2) | Friderik Viljem (1620-88) volilni knez (1640) ∞ (1) Luiza Henrieta Oranska (2) Doroteja-Hosteinsko-Glücksburška (1)____(2) |                 |                 | | | | | | |                                                                            |                                                                            | Kristijan Albert (1675-92) ansbaški mejni grof (1686) | Kristijan Albert (1675-92) ansbaški mejni grof (1686) | Kristijan Albert (1675-92) ansbaški mejni grof (1686) | Kristijan Albert (1675-92) ansbaški mejni grof (1686) | Kristijan Albert (1675-92) ansbaški mejni grof (1686) | Kristijan Albert (1675-92) ansbaški mejni grof (1686) |                                                                                               |                                                                                               | Jurij Friderik (1678-1703) ansbaški mejni grof (1692)                              | Jurij Friderik (1678-1703) ansbaški mejni grof (1692)                              | Jurij Friderik (1678-1703) ansbaški mejni grof (1692)                              | Jurij Friderik (1678-1703) ansbaški mejni grof (1692)                              | Jurij Friderik (1678-1703) ansbaški mejni grof (1692)                              | Jurij Friderik (1678-1703) ansbaški mejni grof (1692)                              |                                                      |                                                      | Viljem Friderik (1686-1712) ansbaški mejni grof (1703) ∞ Kristina Šarlota Württemberška                                 | Viljem Friderik (1686-1712) ansbaški mejni grof (1703) ∞ Kristina Šarlota Württemberška                                 | Viljem Friderik (1686-1712) ansbaški mejni grof (1703) ∞ Kristina Šarlota Württemberška                                 | Viljem Friderik (1686-1712) ansbaški mejni grof (1703) ∞ Kristina Šarlota Württemberška                                 | Viljem Friderik (1686-1712) ansbaški mejni grof (1703) ∞ Kristina Šarlota Württemberška                                 | Viljem Friderik (1686-1712) ansbaški mejni grof (1703) ∞ Kristina Šarlota Württemberška                                 |  |  |  |  |  |  |  |  |  |  |  |  |  |  |  |  |  |  |  |  |  |  |  |  |  |  |  |  |
| Friderik Viljem (1620-88) volilni knez (1640) ∞ (1) Luiza Henrieta Oranska (2) Doroteja-Hosteinsko-Glücksburška (1)____(2) | Friderik Viljem (1620-88) volilni knez (1640) ∞ (1) Luiza Henrieta Oranska (2) Doroteja-Hosteinsko-Glücksburška (1)____(2) | Friderik Viljem (1620-88) volilni knez (1640) ∞ (1) Luiza Henrieta Oranska (2) Doroteja-Hosteinsko-Glücksburška (1)____(2) | Friderik Viljem (1620-88) volilni knez (1640) ∞ (1) Luiza Henrieta Oranska (2) Doroteja-Hosteinsko-Glücksburška (1)____(2) | Friderik Viljem (1620-88) volilni knez (1640) ∞ (1) Luiza Henrieta Oranska (2) Doroteja-Hosteinsko-Glücksburška (1)____(2) | Friderik Viljem (1620-88) volilni knez (1640) ∞ (1) Luiza Henrieta Oranska (2) Doroteja-Hosteinsko-Glücksburška (1)____(2) |                 |                 | | | | | | |                                                                            |                                                                            | Kristijan Albert (1675-92) ansbaški mejni grof (1686) | Kristijan Albert (1675-92) ansbaški mejni grof (1686) | Kristijan Albert (1675-92) ansbaški mejni grof (1686) | Kristijan Albert (1675-92) ansbaški mejni grof (1686) | Kristijan Albert (1675-92) ansbaški mejni grof (1686) | Kristijan Albert (1675-92) ansbaški mejni grof (1686) |                                                                                               |                                                                                               | Jurij Friderik (1678-1703) ansbaški mejni grof (1692)                              | Jurij Friderik (1678-1703) ansbaški mejni grof (1692)                              | Jurij Friderik (1678-1703) ansbaški mejni grof (1692)                              | Jurij Friderik (1678-1703) ansbaški mejni grof (1692)                              | Jurij Friderik (1678-1703) ansbaški mejni grof (1692)                              | Jurij Friderik (1678-1703) ansbaški mejni grof (1692)                              |                                                      |                                                      | Viljem Friderik (1686-1712) ansbaški mejni grof (1703) ∞ Kristina Šarlota Württemberška                                 | Viljem Friderik (1686-1712) ansbaški mejni grof (1703) ∞ Kristina Šarlota Württemberška                                 | Viljem Friderik (1686-1712) ansbaški mejni grof (1703) ∞ Kristina Šarlota Württemberška                                 | Viljem Friderik (1686-1712) ansbaški mejni grof (1703) ∞ Kristina Šarlota Württemberška                                 | Viljem Friderik (1686-1712) ansbaški mejni grof (1703) ∞ Kristina Šarlota Württemberška                                 | Viljem Friderik (1686-1712) ansbaški mejni grof (1703) ∞ Kristina Šarlota Württemberška                                 |  |  |  |  |  |  |  |  |  |  |  |  |  |  |  |  |  |  |  |  |  |  |  |  |  |  |  |  |
| | | | | | |                 |                 | | | | | | |                                                                            |                                                                            | | | | | | |                                                                                               |                                                                                               |                                                                                    |                                                                                    |                                                                                    |                                                                                    |                                                                                    |                                                                                    |                                                      |                                                      | | | | | | |  |  |  |  |  |  |  |  |  |  |  |  |  |  |  |  |  |  |  |  |  |  |  |  |  |  |  |  |
| Friderik I./III. (1657-1713) volilni knez (1688) kralj v Prusiji (1701) ∞ Zofija Šarlota Hannoverska                       | Friderik I./III. (1657-1713) volilni knez (1688) kralj v Prusiji (1701) ∞ Zofija Šarlota Hannoverska                       | Friderik I./III. (1657-1713) volilni knez (1688) kralj v Prusiji (1701) ∞ Zofija Šarlota Hannoverska                       | Friderik I./III. (1657-1713) volilni knez (1688) kralj v Prusiji (1701) ∞ Zofija Šarlota Hannoverska                       | Friderik I./III. (1657-1713) volilni knez (1688) kralj v Prusiji (1701) ∞ Zofija Šarlota Hannoverska                       | Friderik I./III. (1657-1713) volilni knez (1688) kralj v Prusiji (1701) ∞ Zofija Šarlota Hannoverska                       |                 |                 | Filip (1669-1711) schwedtski menji grof (1689)                                                                   | Filip (1669-1711) schwedtski menji grof (1689)                                                                   | Filip (1669-1711) schwedtski menji grof (1689)                                                                   | Filip (1669-1711) schwedtski menji grof (1689)                                                                   | Filip (1669-1711) schwedtski menji grof (1689)                                                                   | Filip (1669-1711) schwedtski menji grof (1689)                                                                   |                                                                            |                                                                            | | | | | | |                                                                                               |                                                                                               |                                                                                    |                                                                                    |                                                                                    |                                                                                    |                                                                                    |                                                                                    |                                                      |                                                      | Karel Viljem Friderik (1712-57) ansbaški mejni grof (1723) ∞ Friderika Luisa Pruska                                     | Karel Viljem Friderik (1712-57) ansbaški mejni grof (1723) ∞ Friderika Luisa Pruska                                     | Karel Viljem Friderik (1712-57) ansbaški mejni grof (1723) ∞ Friderika Luisa Pruska                                     | Karel Viljem Friderik (1712-57) ansbaški mejni grof (1723) ∞ Friderika Luisa Pruska                                     | Karel Viljem Friderik (1712-57) ansbaški mejni grof (1723) ∞ Friderika Luisa Pruska                                     | Karel Viljem Friderik (1712-57) ansbaški mejni grof (1723) ∞ Friderika Luisa Pruska                                     |  |  |  |  |  |  |  |  |  |  |  |  |  |  |  |  |  |  |  |  |  |  |  |  |  |  |  |  |
| Friderik I./III. (1657-1713) volilni knez (1688) kralj v Prusiji (1701) ∞ Zofija Šarlota Hannoverska                       | Friderik I./III. (1657-1713) volilni knez (1688) kralj v Prusiji (1701) ∞ Zofija Šarlota Hannoverska                       | Friderik I./III. (1657-1713) volilni knez (1688) kralj v Prusiji (1701) ∞ Zofija Šarlota Hannoverska                       | Friderik I./III. (1657-1713) volilni knez (1688) kralj v Prusiji (1701) ∞ Zofija Šarlota Hannoverska                       | Friderik I./III. (1657-1713) volilni knez (1688) kralj v Prusiji (1701) ∞ Zofija Šarlota Hannoverska                       | Friderik I./III. (1657-1713) volilni knez (1688) kralj v Prusiji (1701) ∞ Zofija Šarlota Hannoverska                       |                 |                 | Filip (1669-1711) schwedtski menji grof (1689)                                                                   | Filip (1669-1711) schwedtski menji grof (1689)                                                                   | Filip (1669-1711) schwedtski menji grof (1689)                                                                   | Filip (1669-1711) schwedtski menji grof (1689)                                                                   | Filip (1669-1711) schwedtski menji grof (1689)                                                                   | Filip (1669-1711) schwedtski menji grof (1689)                                                                   |                                                                            |                                                                            | | | | | | |                                                                                               |                                                                                               |                                                                                    |                                                                                    |                                                                                    |                                                                                    |                                                                                    |                                                                                    |                                                      |                                                      | Karel Viljem Friderik (1712-57) ansbaški mejni grof (1723) ∞ Friderika Luisa Pruska                                     | Karel Viljem Friderik (1712-57) ansbaški mejni grof (1723) ∞ Friderika Luisa Pruska                                     | Karel Viljem Friderik (1712-57) ansbaški mejni grof (1723) ∞ Friderika Luisa Pruska                                     | Karel Viljem Friderik (1712-57) ansbaški mejni grof (1723) ∞ Friderika Luisa Pruska                                     | Karel Viljem Friderik (1712-57) ansbaški mejni grof (1723) ∞ Friderika Luisa Pruska                                     | Karel Viljem Friderik (1712-57) ansbaški mejni grof (1723) ∞ Friderika Luisa Pruska                                     |  |  |  |  |  |  |  |  |  |  |  |  |  |  |  |  |  |  |  |  |  |  |  |  |  |  |  |  |
| Friderik Viljem I. (1688-1740) kralj v Prusiji (1713) ∞ Zofija Doroteja Hannoverska                                        | Friderik Viljem I. (1688-1740) kralj v Prusiji (1713) ∞ Zofija Doroteja Hannoverska                                        | Friderik Viljem I. (1688-1740) kralj v Prusiji (1713) ∞ Zofija Doroteja Hannoverska                                        | Friderik Viljem I. (1688-1740) kralj v Prusiji (1713) ∞ Zofija Doroteja Hannoverska                                        | Friderik Viljem I. (1688-1740) kralj v Prusiji (1713) ∞ Zofija Doroteja Hannoverska                                        | Friderik Viljem I. (1688-1740) kralj v Prusiji (1713) ∞ Zofija Doroteja Hannoverska                                        |                 |                 | | | | | | |                                                                            |                                                                            | | | | | | |                                                                                               |                                                                                               |                                                                                    |                                                                                    |                                                                                    |                                                                                    |                                                                                    |                                                                                    |                                                      |                                                      | Karel Aleksander (1736-1806) ansbaški (1757-91) in bayreutski (1769-91) mejni grof                                      | Karel Aleksander (1736-1806) ansbaški (1757-91) in bayreutski (1769-91) mejni grof                                      | Karel Aleksander (1736-1806) ansbaški (1757-91) in bayreutski (1769-91) mejni grof                                      | Karel Aleksander (1736-1806) ansbaški (1757-91) in bayreutski (1769-91) mejni grof                                      | Karel Aleksander (1736-1806) ansbaški (1757-91) in bayreutski (1769-91) mejni grof                                      | Karel Aleksander (1736-1806) ansbaški (1757-91) in bayreutski (1769-91) mejni grof                                      |  |  |  |  |  |  |  |  |  |  |  |  |  |  |  |  |  |  |  |  |  |  |  |  |  |  |  |  |
| Friderik Viljem I. (1688-1740) kralj v Prusiji (1713) ∞ Zofija Doroteja Hannoverska                                        | Friderik Viljem I. (1688-1740) kralj v Prusiji (1713) ∞ Zofija Doroteja Hannoverska                                        | Friderik Viljem I. (1688-1740) kralj v Prusiji (1713) ∞ Zofija Doroteja Hannoverska                                        | Friderik Viljem I. (1688-1740) kralj v Prusiji (1713) ∞ Zofija Doroteja Hannoverska                                        | Friderik Viljem I. (1688-1740) kralj v Prusiji (1713) ∞ Zofija Doroteja Hannoverska                                        | Friderik Viljem I. (1688-1740) kralj v Prusiji (1713) ∞ Zofija Doroteja Hannoverska                                        |                 |                 | | | | | | |                                                                            |                                                                            | | | | | | |                                                                                               |                                                                                               |                                                                                    |                                                                                    |                                                                                    |                                                                                    |                                                                                    |                                                                                    |                                                      |                                                      | Karel Aleksander (1736-1806) ansbaški (1757-91) in bayreutski (1769-91) mejni grof                                      | Karel Aleksander (1736-1806) ansbaški (1757-91) in bayreutski (1769-91) mejni grof                                      | Karel Aleksander (1736-1806) ansbaški (1757-91) in bayreutski (1769-91) mejni grof                                      | Karel Aleksander (1736-1806) ansbaški (1757-91) in bayreutski (1769-91) mejni grof                                      | Karel Aleksander (1736-1806) ansbaški (1757-91) in bayreutski (1769-91) mejni grof                                      | Karel Aleksander (1736-1806) ansbaški (1757-91) in bayreutski (1769-91) mejni grof                                      |  |  |  |  |  |  |  |  |  |  |  |  |  |  |  |  |  |  |  |  |  |  |  |  |  |  |  |  |
| | | | | | |                 |                 | | | | | | |                                                                            |                                                                            | | | | | | |                                                                                               |                                                                                               |                                                                                    |                                                                                    |                                                                                    |                                                                                    |                                                                                    |                                                                                    |                                                      |                                                      | | | | | | |  |  |  |  |  |  |  |  |  |  |  |  |  |  |  |  |  |  |  |  |  |  |  |  |  |  |  |  |
| Friderik II. Veliki (1712-86) kralj v Prusiji (1740-72), pruski kralj (1772)                                               | Friderik II. Veliki (1712-86) kralj v Prusiji (1740-72), pruski kralj (1772)                                               | Friderik II. Veliki (1712-86) kralj v Prusiji (1740-72), pruski kralj (1772)                                               | Friderik II. Veliki (1712-86) kralj v Prusiji (1740-72), pruski kralj (1772)                                               | Friderik II. Veliki (1712-86) kralj v Prusiji (1740-72), pruski kralj (1772)                                               | Friderik II. Veliki (1712-86) kralj v Prusiji (1740-72), pruski kralj (1772)                                               |                 |                 | Friderika Luiza (1714-84) ∞ Karel Ansbaški                                                                       | Friderika Luiza (1714-84) ∞ Karel Ansbaški                                                                       | Friderika Luiza (1714-84) ∞ Karel Ansbaški                                                                       | Friderika Luiza (1714-84) ∞ Karel Ansbaški                                                                       | Friderika Luiza (1714-84) ∞ Karel Ansbaški                                                                       | Friderika Luiza (1714-84) ∞ Karel Ansbaški                                                                       |                                                                            |                                                                            | Avgust Viljem (1722-58) ∞ Luiza Braunschweško Wolfrenbüttelska                                                                                               | Avgust Viljem (1722-58) ∞ Luiza Braunschweško Wolfrenbüttelska                                                                                               | Avgust Viljem (1722-58) ∞ Luiza Braunschweško Wolfrenbüttelska                                                                                               | Avgust Viljem (1722-58) ∞ Luiza Braunschweško Wolfrenbüttelska                                                                                               | Avgust Viljem (1722-58) ∞ Luiza Braunschweško Wolfrenbüttelska                                                                                               | Avgust Viljem (1722-58) ∞ Luiza Braunschweško Wolfrenbüttelska                                                                                               |                                                                                               |                                                                                               | Ferdinand (1730-1813) ∞ Luiza Brandenburško-Schwedtska                             | Ferdinand (1730-1813) ∞ Luiza Brandenburško-Schwedtska                             | Ferdinand (1730-1813) ∞ Luiza Brandenburško-Schwedtska                             | Ferdinand (1730-1813) ∞ Luiza Brandenburško-Schwedtska                             | Ferdinand (1730-1813) ∞ Luiza Brandenburško-Schwedtska                             | Ferdinand (1730-1813) ∞ Luiza Brandenburško-Schwedtska                             |                                                      |                                                      | Viljemina (1709-58) ∞ Friderik Bayreuthski                                                                              | Viljemina (1709-58) ∞ Friderik Bayreuthski                                                                              | Viljemina (1709-58) ∞ Friderik Bayreuthski                                                                              | Viljemina (1709-58) ∞ Friderik Bayreuthski                                                                              | Viljemina (1709-58) ∞ Friderik Bayreuthski                                                                              | Viljemina (1709-58) ∞ Friderik Bayreuthski                                                                              |  |  |  |  |  |  |  |  |  |  |  |  |  |  |  |  |  |  |  |  |  |  |  |  |  |  |  |  |
| Friderik II. Veliki (1712-86) kralj v Prusiji (1740-72), pruski kralj (1772)                                               | Friderik II. Veliki (1712-86) kralj v Prusiji (1740-72), pruski kralj (1772)                                               | Friderik II. Veliki (1712-86) kralj v Prusiji (1740-72), pruski kralj (1772)                                               | Friderik II. Veliki (1712-86) kralj v Prusiji (1740-72), pruski kralj (1772)                                               | Friderik II. Veliki (1712-86) kralj v Prusiji (1740-72), pruski kralj (1772)                                               | Friderik II. Veliki (1712-86) kralj v Prusiji (1740-72), pruski kralj (1772)                                               |                 |                 | Friderika Luiza (1714-84) ∞ Karel Ansbaški                                                                       | Friderika Luiza (1714-84) ∞ Karel Ansbaški                                                                       | Friderika Luiza (1714-84) ∞ Karel Ansbaški                                                                       | Friderika Luiza (1714-84) ∞ Karel Ansbaški                                                                       | Friderika Luiza (1714-84) ∞ Karel Ansbaški                                                                       | Friderika Luiza (1714-84) ∞ Karel Ansbaški                                                                       |                                                                            |                                                                            | Avgust Viljem (1722-58) ∞ Luiza Braunschweško Wolfrenbüttelska                                                                                               | Avgust Viljem (1722-58) ∞ Luiza Braunschweško Wolfrenbüttelska                                                                                               | Avgust Viljem (1722-58) ∞ Luiza Braunschweško Wolfrenbüttelska                                                                                               | Avgust Viljem (1722-58) ∞ Luiza Braunschweško Wolfrenbüttelska                                                                                               | Avgust Viljem (1722-58) ∞ Luiza Braunschweško Wolfrenbüttelska                                                                                               | Avgust Viljem (1722-58) ∞ Luiza Braunschweško Wolfrenbüttelska                                                                                               |                                                                                               |                                                                                               | Ferdinand (1730-1813) ∞ Luiza Brandenburško-Schwedtska                             | Ferdinand (1730-1813) ∞ Luiza Brandenburško-Schwedtska                             | Ferdinand (1730-1813) ∞ Luiza Brandenburško-Schwedtska                             | Ferdinand (1730-1813) ∞ Luiza Brandenburško-Schwedtska                             | Ferdinand (1730-1813) ∞ Luiza Brandenburško-Schwedtska                             | Ferdinand (1730-1813) ∞ Luiza Brandenburško-Schwedtska                             |                                                      |                                                      | Viljemina (1709-58) ∞ Friderik Bayreuthski                                                                              | Viljemina (1709-58) ∞ Friderik Bayreuthski                                                                              | Viljemina (1709-58) ∞ Friderik Bayreuthski                                                                              | Viljemina (1709-58) ∞ Friderik Bayreuthski                                                                              | Viljemina (1709-58) ∞ Friderik Bayreuthski                                                                              | Viljemina (1709-58) ∞ Friderik Bayreuthski                                                                              |  |  |  |  |  |  |  |  |  |  |  |  |  |  |  |  |  |  |  |  |  |  |  |  |  |  |  |  |
| | | | | | |                 |                 | | | | | | |                                                                            |                                                                            | | | | | | |                                                                                               |                                                                                               |                                                                                    |                                                                                    |                                                                                    |                                                                                    |                                                                                    |                                                                                    |                                                      |                                                      | | | | | | |  |  |  |  |  |  |  |  |  |  |  |  |  |  |  |  |  |  |  |  |  |  |  |  |  |  |  |  |
| Friderik Viljem II. (1744-97) kralj (1786) ∞ Friderika Hessensko Darmstadtska                                              | Friderik Viljem II. (1744-97) kralj (1786) ∞ Friderika Hessensko Darmstadtska                                              | Friderik Viljem II. (1744-97) kralj (1786) ∞ Friderika Hessensko Darmstadtska                                              | Friderik Viljem II. (1744-97) kralj (1786) ∞ Friderika Hessensko Darmstadtska                                              | Friderik Viljem II. (1744-97) kralj (1786) ∞ Friderika Hessensko Darmstadtska                                              | Friderik Viljem II. (1744-97) kralj (1786) ∞ Friderika Hessensko Darmstadtska                                              |                 |                 | | | | | | |                                                                            |                                                                            | | | | | | |                                                                                               |                                                                                               | Ludvik Ferdinand (1772-1806)                                                       | Ludvik Ferdinand (1772-1806)                                                       | Ludvik Ferdinand (1772-1806)                                                       | Ludvik Ferdinand (1772-1806)                                                       | Ludvik Ferdinand (1772-1806)                                                       | Ludvik Ferdinand (1772-1806)                                                       |                                                      |                                                      | | | | | | |  |  |  |  |  |  |  |  |  |  |  |  |  |  |  |  |  |  |  |  |  |  |  |  |  |  |  |  |
| Friderik Viljem II. (1744-97) kralj (1786) ∞ Friderika Hessensko Darmstadtska                                              | Friderik Viljem II. (1744-97) kralj (1786) ∞ Friderika Hessensko Darmstadtska                                              | Friderik Viljem II. (1744-97) kralj (1786) ∞ Friderika Hessensko Darmstadtska                                              | Friderik Viljem II. (1744-97) kralj (1786) ∞ Friderika Hessensko Darmstadtska                                              | Friderik Viljem II. (1744-97) kralj (1786) ∞ Friderika Hessensko Darmstadtska                                              | Friderik Viljem II. (1744-97) kralj (1786) ∞ Friderika Hessensko Darmstadtska                                              |                 |                 | | | | | | |                                                                            |                                                                            | | | | | | |                                                                                               |                                                                                               | Ludvik Ferdinand (1772-1806)                                                       | Ludvik Ferdinand (1772-1806)                                                       | Ludvik Ferdinand (1772-1806)                                                       | Ludvik Ferdinand (1772-1806)                                                       | Ludvik Ferdinand (1772-1806)                                                       | Ludvik Ferdinand (1772-1806)                                                       |                                                      |                                                      | | | | | | |  |  |  |  |  |  |  |  |  |  |  |  |  |  |  |  |  |  |  |  |  |  |  |  |  |  |  |  |
| Friderik Viljem III. (1770-1840) kralj (1797) ∞ Luiza-Mecklenburško-Streliška                                              | | | | | |                 |                 | | | | | | |                                                                            |                                                                            | | | | | | |                                                                                               |                                                                                               |                                                                                    |                                                                                    |                                                                                    |                                                                                    |                                                                                    |                                                                                    |                                                      |                                                      | | | | | | |  |  |  |  |  |  |  |  |  |  |  |  |  |  |  |  |  |  |  |  |  |  |  |  |  |  |  |  |
| | | | | | |                 |                 | | | | | | |                                                                            |                                                                            | | | | | | |                                                                                               |                                                                                               |                                                                                    |                                                                                    |                                                                                    |                                                                                    |                                                                                    |                                                                                    |                                                      |                                                      | | | | | | |  |  |  |  |  |  |  |  |  |  |  |  |  |  |  |  |  |  |  |  |  |  |  |  |  |  |  |  |
| | | | | | |                 |                 | | | | | | |                                                                            |                                                                            | | | | | | |                                                                                               |                                                                                               |                                                                                    |                                                                                    |                                                                                    |                                                                                    |                                                                                    |                                                                                    |                                                      |                                                      | | | | | | |  |  |  |  |  |  |  |  |  |  |  |  |  |  |  |  |  |  |  |  |  |  |  |  |  |  |  |  |
| Friderik Viljem IV. (1795-1861) kralj (1840)                                                                               | Friderik Viljem IV. (1795-1861) kralj (1840)                                                                               | Friderik Viljem IV. (1795-1861) kralj (1840)                                                                               | Friderik Viljem IV. (1795-1861) kralj (1840)                                                                               | Friderik Viljem IV. (1795-1861) kralj (1840)                                                                               | Friderik Viljem IV. (1795-1861) kralj (1840)                                                                               |                 |                 | Viljem I. (1797-1888) regent (1858), kralj (1861), nemški cesar ()871) ∞ Avgusta-Saško-Weimarska                 | Viljem I. (1797-1888) regent (1858), kralj (1861), nemški cesar ()871) ∞ Avgusta-Saško-Weimarska                 | Viljem I. (1797-1888) regent (1858), kralj (1861), nemški cesar ()871) ∞ Avgusta-Saško-Weimarska                 | Viljem I. (1797-1888) regent (1858), kralj (1861), nemški cesar ()871) ∞ Avgusta-Saško-Weimarska                 | Viljem I. (1797-1888) regent (1858), kralj (1861), nemški cesar ()871) ∞ Avgusta-Saško-Weimarska                 | Viljem I. (1797-1888) regent (1858), kralj (1861), nemški cesar ()871) ∞ Avgusta-Saško-Weimarska                 |                                                                            |                                                                            | Šarlota (1798-1860) ∞ Nikolaj I., ruski car | Šarlota (1798-1860) ∞ Nikolaj I., ruski car | Šarlota (1798-1860) ∞ Nikolaj I., ruski car | Šarlota (1798-1860) ∞ Nikolaj I., ruski car | Šarlota (1798-1860) ∞ Nikolaj I., ruski car | Šarlota (1798-1860) ∞ Nikolaj I., ruski car |                                                                                               |                                                                                               |                                                                                    |                                                                                    |                                                                                    |                                                                                    |                                                                                    |                                                                                    |                                                      |                                                      | | | | | | |  |  |  |  |  |  |  |  |  |  |  |  |  |  |  |  |  |  |  |  |  |  |  |  |  |  |  |  |
| Friderik Viljem IV. (1795-1861) kralj (1840)                                                                               | Friderik Viljem IV. (1795-1861) kralj (1840)                                                                               | Friderik Viljem IV. (1795-1861) kralj (1840)                                                                               | Friderik Viljem IV. (1795-1861) kralj (1840)                                                                               | Friderik Viljem IV. (1795-1861) kralj (1840)                                                                               | Friderik Viljem IV. (1795-1861) kralj (1840)                                                                               |                 |                 | Viljem I. (1797-1888) regent (1858), kralj (1861), nemški cesar ()871) ∞ Avgusta-Saško-Weimarska                 | Viljem I. (1797-1888) regent (1858), kralj (1861), nemški cesar ()871) ∞ Avgusta-Saško-Weimarska                 | Viljem I. (1797-1888) regent (1858), kralj (1861), nemški cesar ()871) ∞ Avgusta-Saško-Weimarska                 | Viljem I. (1797-1888) regent (1858), kralj (1861), nemški cesar ()871) ∞ Avgusta-Saško-Weimarska                 | Viljem I. (1797-1888) regent (1858), kralj (1861), nemški cesar ()871) ∞ Avgusta-Saško-Weimarska                 | Viljem I. (1797-1888) regent (1858), kralj (1861), nemški cesar ()871) ∞ Avgusta-Saško-Weimarska                 |                                                                            |                                                                            | Šarlota (1798-1860) ∞ Nikolaj I., ruski car | Šarlota (1798-1860) ∞ Nikolaj I., ruski car | Šarlota (1798-1860) ∞ Nikolaj I., ruski car | Šarlota (1798-1860) ∞ Nikolaj I., ruski car | Šarlota (1798-1860) ∞ Nikolaj I., ruski car | Šarlota (1798-1860) ∞ Nikolaj I., ruski car |                                                                                               |                                                                                               |                                                                                    |                                                                                    |                                                                                    |                                                                                    |                                                                                    |                                                                                    |                                                      |                                                      | | | | | | |  |  |  |  |  |  |  |  |  |  |  |  |  |  |  |  |  |  |  |  |  |  |  |  |  |  |  |  |
| | | | | | |                 |                 | | | | | | |                                                                            |                                                                            | | | | | | |                                                                                               |                                                                                               |                                                                                    |                                                                                    |                                                                                    |                                                                                    |                                                                                    |                                                                                    |                                                      |                                                      | | | | | | |  |  |  |  |  |  |  |  |  |  |  |  |  |  |  |  |  |  |  |  |  |  |  |  |  |  |  |  |
| Friderik III. (1831-88) kralj/cesar (1888)< br>∞ Viktorija Britanska                                                       | | | | | |                 |                 | | | | | | |                                                                            |                                                                            | | | | | | |                                                                                               |                                                                                               |                                                                                    |                                                                                    |                                                                                    |                                                                                    |                                                                                    |                                                                                    |                                                      |                                                      | | | | | | |  |  |  |  |  |  |  |  |  |  |  |  |  |  |  |  |  |  |  |  |  |  |  |  |  |  |  |  |
| | | | | | |                 |                 | | | | | | |                                                                            |                                                                            | | | | | | |                                                                                               |                                                                                               |                                                                                    |                                                                                    |                                                                                    |                                                                                    |                                                                                    |                                                                                    |                                                      |                                                      | | | | | | |  |  |  |  |  |  |  |  |  |  |  |  |  |  |  |  |  |  |  |  |  |  |  |  |  |  |  |  |
| | | | | | |                 |                 | | | | | | |                                                                            |                                                                            | | | | | | |                                                                                               |                                                                                               |                                                                                    |                                                                                    |                                                                                    |                                                                                    |                                                                                    |                                                                                    |                                                      |                                                      | | | | | | |  |  |  |  |  |  |  |  |  |  |  |  |  |  |  |  |  |  |  |  |  |  |  |  |  |  |  |  |
| Viljem II. (1859-1941) kralj/cesar (1888-1918) ∞ Avgusta-Viktorija-Schleswiško-Holsteinska                                 | Viljem II. (1859-1941) kralj/cesar (1888-1918) ∞ Avgusta-Viktorija-Schleswiško-Holsteinska                                 | Viljem II. (1859-1941) kralj/cesar (1888-1918) ∞ Avgusta-Viktorija-Schleswiško-Holsteinska                                 | Viljem II. (1859-1941) kralj/cesar (1888-1918) ∞ Avgusta-Viktorija-Schleswiško-Holsteinska                                 | Viljem II. (1859-1941) kralj/cesar (1888-1918) ∞ Avgusta-Viktorija-Schleswiško-Holsteinska                                 | Viljem II. (1859-1941) kralj/cesar (1888-1918) ∞ Avgusta-Viktorija-Schleswiško-Holsteinska                                 |                 |                 | Zofija (1870-1932) ∞ Konstantin, grški kralj                                                                     | Zofija (1870-1932) ∞ Konstantin, grški kralj                                                                     | Zofija (1870-1932) ∞ Konstantin, grški kralj                                                                     | Zofija (1870-1932) ∞ Konstantin, grški kralj                                                                     | Zofija (1870-1932) ∞ Konstantin, grški kralj                                                                     | Zofija (1870-1932) ∞ Konstantin, grški kralj                                                                     |                                                                            |                                                                            | | | | | | |                                                                                               |                                                                                               |                                                                                    |                                                                                    |                                                                                    |                                                                                    |                                                                                    |                                                                                    |                                                      |                                                      | | | | | | |  |  |  |  |  |  |  |  |  |  |  |  |  |  |  |  |  |  |  |  |  |  |  |  |  |  |  |  |

## Švabska veja Hohenzollerjev do delitve leta 1576
Sinova gradiščana Friderika I./III. sta si leta 1218 rodbinsko posest razdelila. Mlajši brat Friderik II./IV. (†1251/55) se je odločil za švabsko grofijo in postal začetnik švabske veje Hohenzollerjev.
Friderik V. Prevzvišeni (†1289), naslednik Friderika IV., je bil pobožen in spoštovan vladar; v njegovem času je grofija dosegla enega od vrhuncev ugleda in moči. Pridobil je namestništvo v samostanu Beuron in leta 1259 ustanovil rodbinski samostan Setten, kjer so potem dve stoletji pokopavali švabske Hohenzollerje.
Leta 1288, še za časa življenja Friderika V., sta si njegova sinova Friderik VI. Vitez in Friderik Mlajši razdelila rodbinsko posest. Friderik VI. Vitez (1288-98) je podedoval grofijo (Zollern-) Zollern z rodovnim gradom in mestom Hechingen; od grofije so ločili gospostvi Schalksburg in Mühlheim in iz njiju ustvarili grofijo  (Zollern-) Schalksburg s središčem v mestu Balingen. Friderik Mlajši je postal tako kot Friderik I. začetnik veje (Zollern-) Schalkenburg, ki pa je po nekaj generacijah ostala brez moškega naslednika. Zadnji grof, Friderik V. (Fritz), je leta 1391 zaradi finančne stiske prodal Mühlheim grofom Weitingen in leta 1403, potem ko je umrl njegov edini sin, še Schalksburg grofom Württemberg. Veja Schalksburg je leta 1408  z njegovo smrtjo ugasnila, ozemlje je bilo za Zollerje izgubljeno.
V grofiji Zollern je Friderika VI. nasledil starejši sin Friderik VII. (1298-1309). Na pobudo nemškega kralja Rudolfa I. se je poročil s hčerjo Alberta II. von Hohenberga; tako se je končalo dolgoletno rivalstvo med sosednjima grofovskima rodbinama Hohenberg in Zollern. Friderik VII. je imel sina Fritzlija I., ki pa je umrl že leta 1313.
Friderika VII. je nasledil brat Friderik VIII. Ostertag (1309-33?) Viri ga opisujejo kot človekoljubnega družinskega človeka pa tudi kot odločnega človeka vojne, ki se je strankarskih bojev  udeleževal sprva na strani Avstrijcev, potem pa na strani cesarja Ludvika Bavarskega.
Friderik VIII. je imel 4 sinove. Najstarejši, Fritzli II., je umrl že leta 1339. Tedaj sta bila dva mlajša sinova že kanonika. Friderik Ostertag II. (†1400) je bil kanonik v Augsburgu (in kasneje v Johanniteru), Friderik Strasburžan (†1365) pa v Strasbourgu, a je leta 1342 zapustil duhovniški stan in se poročil; ostal mu je vzdevek Strasburžan. S četrtim sinom, Friderikom IX. Črnim grofom († pred 1379) sta si leta 1344 razdelila očetovo posest in ustanovila dve novi rodbinski veji. Friderika IX. je nasledil sin Friderik X., Friderika Strasburžana pa njegov sin Friderik XI. Starejši (†1401), V naslednji generaciji sta si sinova Friderika XI. Starejšega leta 1402 posest spet razdelila.
To je bil čas, ko je, kot že rečeno, zadnji grof iz schalksburške veje, Friderik V. (Fritz), prodal gospostvo Mühlheim grofom Weitingen (1391) in, potem ko je umrl njegov edini sin „Mülli“, še gospostvo Schalksburg grofom Württemberg (1403). Neprestano drobljenje posesti je slabilo gospodarsko moč grofov Zollerjev in omogočalo grofom Württemberg, močnejšim sosedom in njihovim največjim tekmecem, da so vse bolj širili svoj vpliv na območje Zollerjev in jih ogrožali.
Friderik X. (†1412), sin Friderika IX., je bil zelo aktiven v državni politiki. Pri kralju Vaclavu IV. je dosegel, da njegove dežele niso bile podvržene cesarskim deželnim sodiščem. Leta 1381 se je vojaško povezal z avstrijskim vojvodo Leopoldom III. in se z njim leta 1386 bojeval v bitki pri Sempachu. Kasneje je za Avstrijce posredoval v njihovem sporu s švabskimi in frankovskimi cesarskimi mesti. V zadnjih letih je  kot starosta rodbine skrbel za družinske zadeve grofov Zoller in ohranjal rodbinski mir. Sam ni imel otrok, z njim je izumrla rodbinska veja Črnega grofa. Večino svojih posesti je zapustil nečaku Frideriku Öttingerju. Po njegovi smrti pa so razprtije med dediči strasburške veje prerasle v medsebojno bojevanje, ki bi bilo lahko usodno za obstoj rodbine Zollerjev.
Sinova Friderika XI. Starejšega, Friderik XII. Öttinger in Eitel Friderik I., sta se po smrti očeta odločila, da bosta rodovni grad Hohenzollern in mesto Hechingen upravljala skupaj, ostalo dediščino pa sta si leta 1402 razdelila. Zlasti v zvezi z gradom sta se neprestano prepirala. Po smrti strica Friderika X. je prešel spor v medsebojno bojevanje, fajdo, ki je oba veliko stalo. Oba sta se zadolžila. Friderik XII. Öttinger (†1443) tudi po prodaji vseh svojih posesti ne bi mogel pokriti dolga. Cesarsko dvorno sodišče mesta Rottweil ga je izobčilo (1418). Spor je prestopil v novo fazo, ko je Öttinger napadel tudi mesto Rottweil (1422). Tedaj so se Zveza švabskih mest in grofje Württemberg povezali z Eitlom Friderikom proti Öttingeru. Po desetmesečnem obleganju so zavzeli grad Hohenzollern (1423). Cesar Sigismund je ukazal grad razrušiti. Leta 1426 sta se Öttinger in Eitel Friderik sicer pobotala, a Öttinger je leta 1428/29 prišel v ujetništvo württemberške grofice Henriette  von Montbéliard, kjer je ostal do leta 1440. Tri leta kasneje je umrl na poti v Sveto deželo. Bil je brez otrok.
Pa tudi Eitel Friderik I. (†1439) je moral zaradi finančne stiske oddati svojo posest v fevd Württemberžanom. Leta 1429 je veliko tvegal, ko je z njimi sklenil dedni sporazum, po katerem bi vsa posest Zollerjev prešla k Württemberžanom, če bi ostal brez dediča. Končno je, že skoraj petdesetleten, dobil sina Josta Nikolaja I. Do svoje smrti se mu je posrečilo v imenu sina dobiti nazaj polovico posesti.
Z Jostom Nikolajem I. (1433-88) se je začela rodbina ob navezavi na Habsburžane spet vzpenjati. Kljub nasprotovanju zveze švabskih mest je Jost leta 1454 dobil od cesarja dovoljenje, da za svojo rezidenco ponovno zgradi grad Hohenzollern. Pri tem mu je pomagal brandenburški mejni grof Albert Ahil, ki mu je tudi nudil zaščito proti sosedom, grofom Württemberg. Jostu Nikolaju se je tudi posrečilo razdreti dedno pogodbo z Württemberžani. Pridobil je nova naselja. Cesar Friderik III. je njemu in njegovim naslednikom podelil pravico rudarjenja in kovanja novcev. Leta 1488 je dobil v fevd gospostvo Haigerloch. Kot zadnji je pokopan v samostanu Setten.
Nikolajev sin Eitel Friderik II. (1488-1512) se je že kot otrok na gradu Hohenzollern igral s kasnejšim cesarjem Maksimilijanom I. Kot mladenič je dalj časa deloval na dvoru brandenburškega volilnega kneza Alberta Ahila in se poročil (1482) z Magdaleno Brandenburško. Kasneje je bil diplomat v službi cesarja Maksimilijana I. in se zanj bojeval na Nizozemskem. Leta 1495 je postal predsednik tedaj ustanovljenega komornega sodišča. Leta 1497/98 je postal član avstrijskega dvornega sveta, vodil različne avstrijske vojaške formacije, med drugim je leta 1500 za Avstrijo zavzel Goriško grofijo. Za  zasluge je dobil leta 1488 gospostvo  Haigerloch v dedno last. Leta 1504 je postal dedni komornik Svetega rimskega cesarstva.
Njegov sin Eitel Friderik III. (1512-25) je hodil po očetovih stopinjah. Izobraževali so ga v Bruslju skupaj z bodočim cesarjem Karlom V. Pod cesarjem Maksimilijanom I. je bil komornik, njegov svetovalec in dvorni mojster. Umrl je v Pavii kot poveljnik nemških najemnikov.
Njegov naslednik Karel I. (1525-76) je dobil ime po svojem krstnem botru, kasnejšemu cesarju Karlu. Z dvanajstim letom ga je boter poslal šolat se v Madrid. Kmalu po polnoletnosti je postal komornik in predsednik državnega sveta, enega od dveh najvišjih sodišč v Svetem rimskem cesarstvu. Leta 1535 je dobil v fevd grofiji  Sigmaringen in Veringen. Po smrti njegovega (verjetno) nečaka Josta Nikolaja II. (1558), ki je bil grof Haigerlocha, so se pod Karlom I. spet združile vse posesti švabskih Hohenzollerjev. Obsegale so grofije Zollern, Sigmaringen, Veringen, gospostva Böhringen, Haigerloch in k temu gospostvo Wehrstein. Pred smrtjo je Karel ukazal, da se posesti razdelijo med tri sinove.

## Švabska veja Hohenzollerjev po delitvi leta 1576
Po Karlovi smrti se je švabska  veja Hohenzollerjev leta 1576 razdelila na tri veje: najstarejši sin Eitel Friderik IV. je dobili glavno vejo Hohenzollern-Hechingen, Karel II. vejo Hohenzollern-Sigmaringen in tretji sin Krištof vejo Hohenzollern-Haigerloch. Pred tem so sprejeli rodbinski zakon, po katerem se te veje kasneje niso več smele deliti. Vse veje so nosile enak naslov  „Graf zu Hohenzollern, Sigmaringen und Veringen, Herr zu Haigerloch und Wehrstein, des Heiligen Römischen Reiches Erbkämmerer“ in enak grb. Tukaj bomo v naslovih oseb in vladavin besedo Hohenzolleren zaradi preglednosti izpuščali in omenjali le drugi del naslova, ki določa vejo.
Po delitvi so tri majhne grofije s skromnejšimi dohodki veliko teže vzdrževale tri dvore, ki se niso hoteli odreči dvornemu blišču, zlasti ne po letu 1623, ko sta dve med njimi bili povišani v državni kneževini. Pogosto so bile v denarnih stiskah, ki so silile k večanju davkov. Kmete je močno prizadel tudi poostren lovski in gozdni red, ki jim je odvzel nekdanjo pravico lova. Do leta 1796 je bilo kar 15 kmečkih vstaj, ki pa knezov niso veliko prizadevale. Ti so se pogosto gibali v bližini vladajočih habsburških cesarjev. Veliko časa so preživljali zunaj kneževin v  visokih vojaških in cerkvenih službah, bili so člani državnega zbora, imeli so delež v knežji banki švabskega okrožja. Princese so se visoko poročale.
Po pojavu protestantizma je med švabske, ki so ostali katoliški, in frankovske Hohenzollerje, ki so sprejeli protestantizem, stopila vera in jih ločevala stoletje in pol, a njihovih rodbinskih stikov ni popolnoma prekinila. V  tridesetletni vojni so se borili na nasprotnih straneh. Švabski Hohenzollerji, katerih ozemlja so iz več strani ogrožali protestantski sosedje, so se zatekli v zaščito vojvodine Bavarske, vodilne v katoliškem taboru, in sodelovali s cesarjem. Za nagrado sta bili grofiji (Hohenzollern-) Hechingen in (Hohenzollern-) Sigmarigen leta 1623 povišani v državni kneževini. V drugi polovici 17. stoletja, ko so se razmere umirile, sta se hohenzollerski veji spet tesneje povezali. V času napoleonskih vojn sta švabski kneževini vstopili v Napoleonovo Rensko zvezo in tako ohranili svojo integriteto, a sta po Napoleonovi izgubljeni bitki pri Leipzigu (1813) še pravočasno preskočili na stran zaveznikov in bili po Napoleonovem padcu na dunajskem kongresu (1815) v taboru zmagovalcev. Po revolucionarnih nemirih leta 1848 so se švabski Hohenzollerji, za primerno odškodnino, odpovedali svoji suverenosti v prid frankovskih Hohenzollerjev, ki so bili tedaj pruski kralji in so kasneje postali nemški cesarji.
Veja Haigerloch je ugasnila že po dveh generacijah; njene posesti so prešle k veji Sigmaringen. Veja Hechingen se je poknežila in se končala leta 1869 s smrtjo kneza Friderika Viljema II. Konstantina. Tudi sigmaringenski grofje so se poknežili; ti niso izumrli; leta 1866 so postali romunski knezi in leta 1881 romunski kralji. Njihov rod se nadaljuje do današnjih dni.

### Veja Hohenzollern-Hechingen
Začetnik veje Hechingen je najstarejši Karlov sin Eitel Friderik I/IV. (1576-1605). Študiral je pri jezuitih na univerzah Dillingen in Bourges. Potem je bil verjetno nekaj časa v službi bavarskega vojvode Alberta V.  Z njegovim sinom Viljemom V. sta ostala vse življenje v tesnih prijateljskih stikih. Kot vladar je odločno odklanjal protestantizem in istočasno poskušal delovati proti württemberškemu obkrožanju njegovega ozemlja. Njegov dvor je bil center kulturnega in glasbenega življenja. Dobil je vzdevek Veličastni.
Njegovega naslednika, sina Ivana Jurija (1605-23) so vzgajali pri brandenburških sorodnikih v Berlinu. Bil je  zvest pristaš katoliškega cesarja. V letih 1603-05 je bil predsednik državnega sveta. Zastopal je Habsburžane na državnih zborih. Cesar Ferdinand II. ga je kot svojega odposlanca pošiljal na pogajanja v Francijo. Leta 1623 ga je skupaj z sigmaringenskim bratrancem Ivanom povišal v državnega kneza, njegova posest pa je bila iz fevda spremenjena v pokneženo grofijo, v neodvisno lastnino.
Eitel Friderik II./V. (1623-61) se je izobraževal na dunajski in ingolstadtski univerzi, izobrazbo pa je dopolnil na potovanjih po Italiji in Franciji. V tridesetletni vojni je bil cesarjev general. Grad Hohenzollern so  kot pomembno strateško trdnjavo oblegali Švedi in Württemberžani in ga tudi zavzeli. Leta 1635 so ga cesarske čete zavzele nazaj. Knez je podlegel posledicam rane, ki jo je dobili na Češkem. Ni imel sina. Nasledil ga je brat, ki je za to izstopil iz duhovniškega stanu.
Ob bratovi smrti je bil Filip Krištof Friderik (1661-71) kanonik v Kölnu in Strasbourghu. S papeževim dovoljenjem je zapustil duhovniški stan in se poročil. Bil je skromen v dvornih zadevah, dohodke je usmerjal v obnovo v vojni prizadete dežele.
Nasledil ga je še mladoletni sin Friderik Viljem (1671-1735). Mati, regentka, ga je poslala na študij v Baden in kasneje na Dunaj, kjer je dobil predvsem vojaško izobrazbo. Leta 1681 je zavladal sam. Bil je cesarjev general s svojim regimentom. Za cesarja se je bojeval na različnih koncih cesarstva, med drugim se je leta 1691 izkazal v bitki pri Slankamnu.
Nasledil ga je sin Friderik Ludvik (1735-1750), vojaško izobražen, cesarski general, bojeval se je pod poveljstvom princa Evgena Savojskega. Umrl je neporočen brez naslednikov.
Jožef Friderik Viljem (1750-98) je bil sin cesarskega generala Hermana Friderika (*1665, †1733) in vnuk Filipa Krištofa Friderika. Tudi sam je bil general v službi cesarja. Ljubitelj dvornega življenja in potovanj je tudi vladal na lahkoten način. Ustanovil je gimnazijo, ukinil tlako. Ni imel sina, nasledil ga je nečak.
Herman Maria Friderik Oton (1798-1810) je bil sin cesarskega oficirja Franca Ksaverja (*1720, †1765), brata Jožefa Friderika Viljema. Skupaj s petnajstimi članicami Svetega rimskega cesarstva se je priključil Napoleonovi Renski zvezi in s tem rešil obstoj kneževine. Zato pa je moral njegov sin vstopiti v francosko vojsko.
Friderik Herman Oton (1810-38) se je izobraževal v vojaških šolah. Kot princ je za kneževino vodil diplomatska pogajanja. Po priključitvi kneževine Renski zvezi se je od leta 1806 boril kot oficir v Napoleonovi vojski. Posledice ran, ki jih je dobil v Rusiji, je čutil vse življenje. Po bitki pri Leipzigu se je še pravočasno priključil zaveznikom, tako da je bil na dunajskem kongresu (1815) med  zmagovalci, ki so dobili francoske repatriacije. Po vojni je kneževino vključil v Nemško zvezo.
Friderik Viljem Konstantin (1838-49) je zaradi očetove bolezni vladal že od leta 1834. Leta 1849 se je za doživljensko rento odpovedal vladanju in predal pravice suverenega  kneza šefu  hohenzollerske hiše, kralju Prusije.

### Veja Hohenzollern-Sigmaringen
Začetnik veje je Karel II. (1576-1606). Vzgajali so ga na Dunaju, Freiburgu, Breisgau, skupaj s starejšim bratom je študiral pravo in potem deloval na dvornem sodišču na Dunaju, kjer je bil njegov oče predsednik. Tam se je spoprijateljil z nadvojvodo Ferdinandom II. Stopil je v njegovo službo, kar ga je pripeljalo na Tirolsko. Leta 1570 je postal upravnik Alzacije. Grad v Sigmaringenu je predelal v svoj rezidenčni grad.
Njegov sin Ivan (1606-38) je študiral pravo v Freiburgu in Ingolstadtu, tam se je spoprijateljil z bavarskim vojvodo Maksimilijanom I. in tudi kasnejšim cesarjem Ferdinandom II. Dobro se je razumel s cesarjem Rudolfom II. Kot regent se je vezal na Bavarsko, voditeljico katoliške lige. Sodeloval je pri bavarskih administrativnih reformah. Bil je sodelavec in kasneje predsednik bavarskega tajnega sveta. Skušal je pozitivno vplivati na odnos papeža in cesarja do Bavarske, pri čemer mu je pomagal brat Eitel Friedrich von Hohenzollern (*1582, †1625), ki je v Rimu zastopal katoliško ligo in nemške škofe. Leta 1623 je cesar Ivana povišal v državnega kneza. V tridesetletni vojni je sodeloval z Maksimilijanom I. Bavarskim. Leta 1632 so Švedi zavzeli sigmaringenski grad, ki pa so ga cesarske čete naslednje leto zavzele nazaj. Z bavarskim tajnim svetom se je umaknil v Braunau ob Innu. Ko je končal službo pri Maksimilijanu I., ga  je ta za zasluge nagradil z gospostvom Schwabegg. Malo pred smrtjo je bil sprejet v kolegij državnih knezov, kar je za deželo pomenilo povišanje v državno kneževino.
Mainrad I. (*1605, 1689-1705), Ivanov sin, je že od svojega 17. leta sodeloval v bavarski vojski pod poveljstvom Tillyja, glavnega poveljnika katoliške vojske. Med drugim je leta 1626 sodeloval v bitki pri Luttru, kasneje je bil vpliven svetovalec Maksimilijana I. Bavarskega. Leta 1646 so v Švabsko in Bavarsko vdrli Francozi pod poveljstvom generala Turenna in Švedi pod maršalom Karlom Gustavom, Wranglom. Ko je prevzel vladanje v kneževini, je bila dežela opustošena. Lotil se je obnove dežele in rezidence.
Maksimilijan I. (1681-89) je v avstrijski vojski poveljeval regimentu dragoncev, se bojeval za cesarja Leopolda I. v njegovi vojni proti Turkom, se udeležil holandske vojne proti Franciji, kjer je ob Renu poveljeval cesarski armadi. Poročil se je s hčerko grofa Albert van Berg s'Heerenberg. (Po njej so Hohenzollerji leta 1702, po smrti njenega brata, podedovali grofijo s'Heerenberg.) Leta 1681 je zavladal zmanjšani kneževini, ker je njegov brat Franc Anton dobil haigerloški del dežele.
Mainrad II. Karel Anton (1689-1715) je očeta Maksimilijana nasledil mladoleten pod skrbništvom matere in strica Franca Antona. Dve leti je študiral na univerzi v Ingolstadtu in stopil v cesarsko službo. Ob drugem turškem obleganju Dunaja se je leta 1683 bojeval v bitki na Kahlenbergu. Kot knez je leta 1695 sklenil z frankovskimi sorodniki, velikimi knezi Brandenburga, dedno pogodbo, po kateri bi ob izumrtje njegove veje posesti pripadle Brandenburžanom. Leta 1697 se je bojeval v pfalški nasledstveni vojni proti Francozom. V španski nasledstveni vojni se je boril pod poveljstvom badenskega mejnega grofa Ludvika Viljema leta 1702 na Nizozemskem in leta 1703 na Bavarskem. Njegov stric Franc Anton (haigerloški grof 1681-1702) je leta 1702 padel v bitki pri Friedlingenu. Oba Antonova sinova  sta bila cerkvena dostojanstvenika, tako da se je haigerloška posest spet vrnila v sigmaringensko kneževino.
Jožef Friderik Ernest (1715-69), Mainradov sin, se je v mladosti zaradi španske nasledstvene vojne umaknil na Dunaj k očetu, kjer so ga tudi vzgajali. Kneževina je bila do leta 1720 pod regentstvom matere. Osemnajstleten je vstopil v cesarsko vojsko, kjer je dosegel položaj konjeniškega generala in končno glavnega poveljnika vojske švabskega okrožja. Spet se je močneje povezal z Bavarsko, kjer ga je cesar Karel VII. vključil v tajni svet.
Karel Friderik (1769-85) je študiral na univerzah v Freiburgu, Göttingenu in Ingolstadtu. Pri sorodnikih na Nizozemskem je spoznal ženo Ivano, ki je bila dedinja nizozemske grofije Bergh-s’-Heerenberg. Med sedemletno vojno je služil v četah švabskega okrožja, ki so se na strani Marije Terezije bojevale proti Prusom, kar pa ni vplivalo na rodbinske odnose s frankovskimi Hohenzollerji. Bil je komornik Svetega rimskega cesarstva in glavni poveljnik vojske švabskega okrožja.
Anton Alois Meinrad Franz (1785-1831), rojen med sedemletno vojno, je rasel pri materinem bratu na Nizozemskem. Študiral je na univerzah v Freiburgu, Heidelbergu in Ingolstadtu. Po materini smrti bi moral podedovati nizozemsko grofijo, a so politične razmere to preprečile. Leta 1806 je pristopil k Napoleonovi Renski  zvezi. Kljub temu mu je bila na dunajskem kongresu priznana suverenost, dobil je celo nazaj nekaj svojih prejšnjih bavarskih in nizozemskih posesti. Leta 1815 je kneževino vključil v Nemško zvezo. O njem je bilo rečeno, »da ni nikdar prezrl obetavne priložnosti«.
Nasledil ga je sin Karel (1831-48, †1853) Njegova mati Amalija, ki se je v Parizu gibala v krogih Napoleonovega dvora, je z diplomatsko spretnostjo dosegla, da sta mali hohenzollerski kneževini ohranili svojo samostojnost. Organizirala je tudi poroko svojega sina Karla z Antoineto Murat, nečakinjo Napoleonove mlajše sestre.  Karel je postal oficir francoske vojske in se je v času koalicijskih vojn pogosto gibal v krogu Napoleonovih osebnih pomočnikov. Leta 1813 je prešel na stran zaveznikov. Potem ko je v kneževini nasledil očeta, se je zavzel za ustavno ureditev kneževine. Veljal je za razgledanega, dopisoval se je z naravoslovcem Aleksandrom Humboltom. Leta 1848 je med revolucionarnimi nemiri v Sigmaringenu prepustil oblast svojemu liberalno naravnanemu sinu Karlu Antonu (1848-49). Ta je v sporu s stanovi za nekaj časa zapustil kneževino. V protirevoluciji so poleti 1849 pruske čete zavzele deželo. Karel Anton je decembra 1849 kneževino za odškodnino prepustil Prusiji.  V kraljevini Prusiji je bil med leti 1858 in 1862 ministrski predsednik.
Drugi sin Karla Antona, Karel, je bil na predlog Napoleona III. in po pristanku romunskega ljudstva aprila 1866 imenovan z romunskega kneza; potem ko je Romunija s sanstefanskim mirom postala neodvisna od Osmanskega cesarstva, je bil leta 1881 proglašen za romunskega kralja Karla I. (1881-1914). Sledili so mu še trije člani rodbine, zadnji, kralj Mihael se je moral leta i947 na zahtevo romunske komunistične partije umakniti in zapustiti deželo.

## Rodbinsko drevo švabske veje Hohenzollerjev
V rodbinsko drevo so vključeni le glavni nosilci hohenzollerske oblasti ali tisti, ki to niso, a so omenjeni v tekstu. Kralji so tiskani krepko.
|           |           | Friderik IV. (†1251/55) zollerski grof (1218) ∞ Elizabeta Abensberška                                            | | | | | |  |  | | | | | | |                                                                                                   |                                                                                                   | | | | | | |                                                                                        |                                                                                        | | | | | | |                                                         |                                                         |                                                                 |                                                                 |                                                                 |                                                                 |                                                                 |                                                                 |  |  |  |  |  |  |  |  |  |  |  |  |  |  |  |  |  |  |  |  |  |  |
|           |           | | | | | | |  |  | | | | | | |                                                                                                   |                                                                                                   | | | | | | |                                                                                        |                                                                                        | | | | | | |                                                         |                                                         |                                                                 |                                                                 |                                                                 |                                                                 |                                                                 |                                                                 |  |  |  |  |  |  |  |  |  |  |  |  |  |  |  |  |  |  |  |  |  |  |
|           |           | Friderik V. (†1289) zollerski grof (1255) ∞ Udilhilda Dillinška                                                  | Friderik V. (†1289) zollerski grof (1255) ∞ Udilhilda Dillinška                                                  | Friderik V. (†1289) zollerski grof (1255) ∞ Udilhilda Dillinška                                                  | Friderik V. (†1289) zollerski grof (1255) ∞ Udilhilda Dillinška                                                  | Friderik V. (†1289) zollerski grof (1255) ∞ Udilhilda Dillinška                                                  | Friderik V. (†1289) zollerski grof (1255) ∞ Udilhilda Dillinška                                                  |  |  | | | | | | |                                                                                                   |                                                                                                   | | | | | | |                                                                                        |                                                                                        | | | | | | | podveja SCHALKSBURG                                     | podveja SCHALKSBURG                                     | podveja SCHALKSBURG                                             | podveja SCHALKSBURG                                             | podveja SCHALKSBURG                                             | podveja SCHALKSBURG                                             |                                                                 |                                                                 |  |  |  |  |  |  |  |  |  |  |  |  |  |  |  |  |  |  |  |  |  |  |
|           |           | Friderik V. (†1289) zollerski grof (1255) ∞ Udilhilda Dillinška                                                  | Friderik V. (†1289) zollerski grof (1255) ∞ Udilhilda Dillinška                                                  | Friderik V. (†1289) zollerski grof (1255) ∞ Udilhilda Dillinška                                                  | Friderik V. (†1289) zollerski grof (1255) ∞ Udilhilda Dillinška                                                  | Friderik V. (†1289) zollerski grof (1255) ∞ Udilhilda Dillinška                                                  | Friderik V. (†1289) zollerski grof (1255) ∞ Udilhilda Dillinška                                                  |  |  | | | | | | |                                                                                                   |                                                                                                   | | | | | | |                                                                                        |                                                                                        | | | | | | | podveja SCHALKSBURG                                     | podveja SCHALKSBURG                                     | podveja SCHALKSBURG                                             | podveja SCHALKSBURG                                             | podveja SCHALKSBURG                                             | podveja SCHALKSBURG                                             |                                                                 |                                                                 |  |  |  |  |  |  |  |  |  |  |  |  |  |  |  |  |  |  |  |  |  |  |
|           |           | | | | | | |  |  | | | | | | |                                                                                                   |                                                                                                   | | | | | | |                                                                                        |                                                                                        | | | | | | |                                                         |                                                         |                                                                 |                                                                 |                                                                 |                                                                 |                                                                 |                                                                 |  |  |  |  |  |  |  |  |  |  |  |  |  |  |  |  |  |  |  |  |  |  |
|           |           | Friderik VI. Vitez (†1297/98) zollerski grof (1288) ∞ Kunigunda Badenska                                         | Friderik VI. Vitez (†1297/98) zollerski grof (1288) ∞ Kunigunda Badenska                                         | Friderik VI. Vitez (†1297/98) zollerski grof (1288) ∞ Kunigunda Badenska                                         | Friderik VI. Vitez (†1297/98) zollerski grof (1288) ∞ Kunigunda Badenska                                         | Friderik VI. Vitez (†1297/98) zollerski grof (1288) ∞ Kunigunda Badenska                                         | Friderik VI. Vitez (†1297/98) zollerski grof (1288) ∞ Kunigunda Badenska                                         |  |  | | | | | | |                                                                                                   |                                                                                                   | | | | | | |                                                                                        |                                                                                        | | | | | | | Friderik I. Mlajši (†1302/09) schalksburški grof (1288) | Friderik I. Mlajši (†1302/09) schalksburški grof (1288) | Friderik I. Mlajši (†1302/09) schalksburški grof (1288)         | Friderik I. Mlajši (†1302/09) schalksburški grof (1288)         | Friderik I. Mlajši (†1302/09) schalksburški grof (1288)         | Friderik I. Mlajši (†1302/09) schalksburški grof (1288)         |                                                                 |                                                                 |  |  |  |  |  |  |  |  |  |  |  |  |  |  |  |  |  |  |  |  |  |  |
|           |           | Friderik VI. Vitez (†1297/98) zollerski grof (1288) ∞ Kunigunda Badenska                                         | Friderik VI. Vitez (†1297/98) zollerski grof (1288) ∞ Kunigunda Badenska                                         | Friderik VI. Vitez (†1297/98) zollerski grof (1288) ∞ Kunigunda Badenska                                         | Friderik VI. Vitez (†1297/98) zollerski grof (1288) ∞ Kunigunda Badenska                                         | Friderik VI. Vitez (†1297/98) zollerski grof (1288) ∞ Kunigunda Badenska                                         | Friderik VI. Vitez (†1297/98) zollerski grof (1288) ∞ Kunigunda Badenska                                         |  |  | | | | | | |                                                                                                   |                                                                                                   | | | | | | |                                                                                        |                                                                                        | | | | | | | Friderik I. Mlajši (†1302/09) schalksburški grof (1288) | Friderik I. Mlajši (†1302/09) schalksburški grof (1288) | Friderik I. Mlajši (†1302/09) schalksburški grof (1288)         | Friderik I. Mlajši (†1302/09) schalksburški grof (1288)         | Friderik I. Mlajši (†1302/09) schalksburški grof (1288)         | Friderik I. Mlajši (†1302/09) schalksburški grof (1288)         |                                                                 |                                                                 |  |  |  |  |  |  |  |  |  |  |  |  |  |  |  |  |  |  |  |  |  |  |
|           |           | | | | | | |  |  | | | | | | |                                                                                                   |                                                                                                   | | | | | | |                                                                                        |                                                                                        | | | | | | |                                                         |                                                         |                                                                 |                                                                 |                                                                 |                                                                 |                                                                 |                                                                 |  |  |  |  |  |  |  |  |  |  |  |  |  |  |  |  |  |  |  |  |  |  |
|           |           | Friderik VII. (†1309) zollerski grof (1298) ∞ Evfemija Hohenberška                                               | Friderik VII. (†1309) zollerski grof (1298) ∞ Evfemija Hohenberška                                               | Friderik VII. (†1309) zollerski grof (1298) ∞ Evfemija Hohenberška                                               | Friderik VII. (†1309) zollerski grof (1298) ∞ Evfemija Hohenberška                                               | Friderik VII. (†1309) zollerski grof (1298) ∞ Evfemija Hohenberška                                               | Friderik VII. (†1309) zollerski grof (1298) ∞ Evfemija Hohenberška                                               |  |  | Friderik VIII. Ostertag (†1333?) zollerski grof (1309)                                                    | Friderik VIII. Ostertag (†1333?) zollerski grof (1309)                                                    | Friderik VIII. Ostertag (†1333?) zollerski grof (1309)                                                    | Friderik VIII. Ostertag (†1333?) zollerski grof (1309)                                                    | Friderik VIII. Ostertag (†1333?) zollerski grof (1309)                                                    | Friderik VIII. Ostertag (†1333?) zollerski grof (1309)                                                    |                                                                                                   |                                                                                                   | | | | | | |                                                                                        |                                                                                        | | | | | | |                                                         |                                                         |                                                                 |                                                                 |                                                                 |                                                                 |                                                                 |                                                                 |  |  |  |  |  |  |  |  |  |  |  |  |  |  |  |  |  |  |  |  |  |  |
|           |           | Friderik VII. (†1309) zollerski grof (1298) ∞ Evfemija Hohenberška                                               | Friderik VII. (†1309) zollerski grof (1298) ∞ Evfemija Hohenberška                                               | Friderik VII. (†1309) zollerski grof (1298) ∞ Evfemija Hohenberška                                               | Friderik VII. (†1309) zollerski grof (1298) ∞ Evfemija Hohenberška                                               | Friderik VII. (†1309) zollerski grof (1298) ∞ Evfemija Hohenberška                                               | Friderik VII. (†1309) zollerski grof (1298) ∞ Evfemija Hohenberška                                               |  |  | Friderik VIII. Ostertag (†1333?) zollerski grof (1309)                                                    | Friderik VIII. Ostertag (†1333?) zollerski grof (1309)                                                    | Friderik VIII. Ostertag (†1333?) zollerski grof (1309)                                                    | Friderik VIII. Ostertag (†1333?) zollerski grof (1309)                                                    | Friderik VIII. Ostertag (†1333?) zollerski grof (1309)                                                    | Friderik VIII. Ostertag (†1333?) zollerski grof (1309)                                                    |                                                                                                   |                                                                                                   | | | | | | |                                                                                        |                                                                                        | | | | | | |                                                         |                                                         |                                                                 |                                                                 |                                                                 |                                                                 |                                                                 |                                                                 |  |  |  |  |  |  |  |  |  |  |  |  |  |  |  |  |  |  |  |  |  |  |
|           |           | | | | | | |  |  | | | | | | |                                                                                                   |                                                                                                   | | | | | | |                                                                                        |                                                                                        | | | | | | |                                                         |                                                         |                                                                 |                                                                 |                                                                 |                                                                 |                                                                 |                                                                 |  |  |  |  |  |  |  |  |  |  |  |  |  |  |  |  |  |  |  |  |  |  |
|           |           | Frizli II. (†1339) zollerski grof                                                                                | Frizli II. (†1339) zollerski grof                                                                                | Frizli II. (†1339) zollerski grof                                                                                | Frizli II. (†1339) zollerski grof                                                                                | Frizli II. (†1339) zollerski grof                                                                                | Frizli II. (†1339) zollerski grof                                                                                |  |  | Friderik Ostertag II. (†1400) kanonik v Augsburgu in Johanniteru                                          | Friderik Ostertag II. (†1400) kanonik v Augsburgu in Johanniteru                                          | Friderik Ostertag II. (†1400) kanonik v Augsburgu in Johanniteru                                          | Friderik Ostertag II. (†1400) kanonik v Augsburgu in Johanniteru                                          | Friderik Ostertag II. (†1400) kanonik v Augsburgu in Johanniteru                                          | Friderik Ostertag II. (†1400) kanonik v Augsburgu in Johanniteru                                          |                                                                                                   |                                                                                                   | Friderik Strasburžan (†1365/68) kanonik v Strasbourgu, zollerski grof (1344) ∞ Margareta Gogenberška | Friderik Strasburžan (†1365/68) kanonik v Strasbourgu, zollerski grof (1344) ∞ Margareta Gogenberška | Friderik Strasburžan (†1365/68) kanonik v Strasbourgu, zollerski grof (1344) ∞ Margareta Gogenberška | Friderik Strasburžan (†1365/68) kanonik v Strasbourgu, zollerski grof (1344) ∞ Margareta Gogenberška | Friderik Strasburžan (†1365/68) kanonik v Strasbourgu, zollerski grof (1344) ∞ Margareta Gogenberška | Friderik Strasburžan (†1365/68) kanonik v Strasbourgu, zollerski grof (1344) ∞ Margareta Gogenberška |                                                                                        |                                                                                        | Friderik IX. Črni grof (1333-pred 79) zollerski grof 1344 ∞ Adehilda Hohenberška                             | Friderik IX. Črni grof (1333-pred 79) zollerski grof 1344 ∞ Adehilda Hohenberška                             | Friderik IX. Črni grof (1333-pred 79) zollerski grof 1344 ∞ Adehilda Hohenberška                             | Friderik IX. Črni grof (1333-pred 79) zollerski grof 1344 ∞ Adehilda Hohenberška                             | Friderik IX. Črni grof (1333-pred 79) zollerski grof 1344 ∞ Adehilda Hohenberška                             | Friderik IX. Črni grof (1333-pred 79) zollerski grof 1344 ∞ Adehilda Hohenberška                             |                                                         |                                                         |                                                                 |                                                                 |                                                                 |                                                                 |                                                                 |                                                                 |  |  |  |  |  |  |  |  |  |  |  |  |  |  |  |  |  |  |  |  |  |  |
|           |           | Frizli II. (†1339) zollerski grof                                                                                | Frizli II. (†1339) zollerski grof                                                                                | Frizli II. (†1339) zollerski grof                                                                                | Frizli II. (†1339) zollerski grof                                                                                | Frizli II. (†1339) zollerski grof                                                                                | Frizli II. (†1339) zollerski grof                                                                                |  |  | Friderik Ostertag II. (†1400) kanonik v Augsburgu in Johanniteru                                          | Friderik Ostertag II. (†1400) kanonik v Augsburgu in Johanniteru                                          | Friderik Ostertag II. (†1400) kanonik v Augsburgu in Johanniteru                                          | Friderik Ostertag II. (†1400) kanonik v Augsburgu in Johanniteru                                          | Friderik Ostertag II. (†1400) kanonik v Augsburgu in Johanniteru                                          | Friderik Ostertag II. (†1400) kanonik v Augsburgu in Johanniteru                                          |                                                                                                   |                                                                                                   | Friderik Strasburžan (†1365/68) kanonik v Strasbourgu, zollerski grof (1344) ∞ Margareta Gogenberška | Friderik Strasburžan (†1365/68) kanonik v Strasbourgu, zollerski grof (1344) ∞ Margareta Gogenberška | Friderik Strasburžan (†1365/68) kanonik v Strasbourgu, zollerski grof (1344) ∞ Margareta Gogenberška | Friderik Strasburžan (†1365/68) kanonik v Strasbourgu, zollerski grof (1344) ∞ Margareta Gogenberška | Friderik Strasburžan (†1365/68) kanonik v Strasbourgu, zollerski grof (1344) ∞ Margareta Gogenberška | Friderik Strasburžan (†1365/68) kanonik v Strasbourgu, zollerski grof (1344) ∞ Margareta Gogenberška |                                                                                        |                                                                                        | Friderik IX. Črni grof (1333-pred 79) zollerski grof 1344 ∞ Adehilda Hohenberška                             | Friderik IX. Črni grof (1333-pred 79) zollerski grof 1344 ∞ Adehilda Hohenberška                             | Friderik IX. Črni grof (1333-pred 79) zollerski grof 1344 ∞ Adehilda Hohenberška                             | Friderik IX. Črni grof (1333-pred 79) zollerski grof 1344 ∞ Adehilda Hohenberška                             | Friderik IX. Črni grof (1333-pred 79) zollerski grof 1344 ∞ Adehilda Hohenberška                             | Friderik IX. Črni grof (1333-pred 79) zollerski grof 1344 ∞ Adehilda Hohenberška                             |                                                         |                                                         |                                                                 |                                                                 |                                                                 |                                                                 |                                                                 |                                                                 |  |  |  |  |  |  |  |  |  |  |  |  |  |  |  |  |  |  |  |  |  |  |
|           |           | | | | | | |  |  | | | | | | | Friderik XI. Starejši (1368-1401) hohenzollerski grof (1377/79) ∞ Adelhilda grofica Fürstenberška | Friderik XI. Starejši (1368-1401) hohenzollerski grof (1377/79) ∞ Adelhilda grofica Fürstenberška | Friderik XI. Starejši (1368-1401) hohenzollerski grof (1377/79) ∞ Adelhilda grofica Fürstenberška    | Friderik XI. Starejši (1368-1401) hohenzollerski grof (1377/79) ∞ Adelhilda grofica Fürstenberška    | Friderik XI. Starejši (1368-1401) hohenzollerski grof (1377/79) ∞ Adelhilda grofica Fürstenberška    | Friderik XI. Starejši (1368-1401) hohenzollerski grof (1377/79) ∞ Adelhilda grofica Fürstenberška    | | | Friderik X. (†1412) hohenzollerski grof (1377/79) ∞ Ana grofica Hohenberško-Wildberška | Friderik X. (†1412) hohenzollerski grof (1377/79) ∞ Ana grofica Hohenberško-Wildberška | Friderik X. (†1412) hohenzollerski grof (1377/79) ∞ Ana grofica Hohenberško-Wildberška                       | Friderik X. (†1412) hohenzollerski grof (1377/79) ∞ Ana grofica Hohenberško-Wildberška                       | Friderik X. (†1412) hohenzollerski grof (1377/79) ∞ Ana grofica Hohenberško-Wildberška                       | Friderik X. (†1412) hohenzollerski grof (1377/79) ∞ Ana grofica Hohenberško-Wildberška                       | | | Friderik V. Fritz (†1408) schalksburški grof            | Friderik V. Fritz (†1408) schalksburški grof            | Friderik V. Fritz (†1408) schalksburški grof                    | Friderik V. Fritz (†1408) schalksburški grof                    | Friderik V. Fritz (†1408) schalksburški grof                    | Friderik V. Fritz (†1408) schalksburški grof                    |                                                                 |                                                                 |  |  |  |  |  |  |  |  |  |  |  |  |  |  |  |  |  |  |  |  |  |  |
|           |           | | | | | | |  |  | | | | | | | Friderik XI. Starejši (1368-1401) hohenzollerski grof (1377/79) ∞ Adelhilda grofica Fürstenberška | Friderik XI. Starejši (1368-1401) hohenzollerski grof (1377/79) ∞ Adelhilda grofica Fürstenberška | Friderik XI. Starejši (1368-1401) hohenzollerski grof (1377/79) ∞ Adelhilda grofica Fürstenberška    | Friderik XI. Starejši (1368-1401) hohenzollerski grof (1377/79) ∞ Adelhilda grofica Fürstenberška    | Friderik XI. Starejši (1368-1401) hohenzollerski grof (1377/79) ∞ Adelhilda grofica Fürstenberška    | Friderik XI. Starejši (1368-1401) hohenzollerski grof (1377/79) ∞ Adelhilda grofica Fürstenberška    | | | Friderik X. (†1412) hohenzollerski grof (1377/79) ∞ Ana grofica Hohenberško-Wildberška | Friderik X. (†1412) hohenzollerski grof (1377/79) ∞ Ana grofica Hohenberško-Wildberška | Friderik X. (†1412) hohenzollerski grof (1377/79) ∞ Ana grofica Hohenberško-Wildberška                       | Friderik X. (†1412) hohenzollerski grof (1377/79) ∞ Ana grofica Hohenberško-Wildberška                       | Friderik X. (†1412) hohenzollerski grof (1377/79) ∞ Ana grofica Hohenberško-Wildberška                       | Friderik X. (†1412) hohenzollerski grof (1377/79) ∞ Ana grofica Hohenberško-Wildberška                       | | | Friderik V. Fritz (†1408) schalksburški grof            | Friderik V. Fritz (†1408) schalksburški grof            | Friderik V. Fritz (†1408) schalksburški grof                    | Friderik V. Fritz (†1408) schalksburški grof                    | Friderik V. Fritz (†1408) schalksburški grof                    | Friderik V. Fritz (†1408) schalksburški grof                    |                                                                 |                                                                 |  |  |  |  |  |  |  |  |  |  |  |  |  |  |  |  |  |  |  |  |  |  |
|           |           | | | | | | |  |  | | | | | | |                                                                                                   |                                                                                                   | | | | | | |                                                                                        |                                                                                        | | | | | | |                                                         |                                                         |                                                                 |                                                                 |                                                                 |                                                                 |                                                                 |                                                                 |  |  |  |  |  |  |  |  |  |  |  |  |  |  |  |  |  |  |  |  |  |  |
|           |           | | | | | | |  |  | Friderik XII. Öttinger (pred 1401-43) hohenzollerski grof (1402)                                          | Friderik XII. Öttinger (pred 1401-43) hohenzollerski grof (1402)                                          | Friderik XII. Öttinger (pred 1401-43) hohenzollerski grof (1402)                                          | Friderik XII. Öttinger (pred 1401-43) hohenzollerski grof (1402)                                          | Friderik XII. Öttinger (pred 1401-43) hohenzollerski grof (1402)                                          | Friderik XII. Öttinger (pred 1401-43) hohenzollerski grof (1402)                                          |                                                                                                   |                                                                                                   | Eitel Friderik I. (ok. 1384-39/43) hohenzollerski grof (1402) ∞ Uršula Rhäzünska                     | Eitel Friderik I. (ok. 1384-39/43) hohenzollerski grof (1402) ∞ Uršula Rhäzünska                     | Eitel Friderik I. (ok. 1384-39/43) hohenzollerski grof (1402) ∞ Uršula Rhäzünska                     | Eitel Friderik I. (ok. 1384-39/43) hohenzollerski grof (1402) ∞ Uršula Rhäzünska                     | Eitel Friderik I. (ok. 1384-39/43) hohenzollerski grof (1402) ∞ Uršula Rhäzünska                     | Eitel Friderik I. (ok. 1384-39/43) hohenzollerski grof (1402) ∞ Uršula Rhäzünska                     |                                                                                        |                                                                                        | | | | | | | Mülli (†1403)                                           | Mülli (†1403)                                           | Mülli (†1403)                                                   | Mülli (†1403)                                                   | Mülli (†1403)                                                   | Mülli (†1403)                                                   |                                                                 |                                                                 |  |  |  |  |  |  |  |  |  |  |  |  |  |  |  |  |  |  |  |  |  |  |
|           |           | | | | | | |  |  | Friderik XII. Öttinger (pred 1401-43) hohenzollerski grof (1402)                                          | Friderik XII. Öttinger (pred 1401-43) hohenzollerski grof (1402)                                          | Friderik XII. Öttinger (pred 1401-43) hohenzollerski grof (1402)                                          | Friderik XII. Öttinger (pred 1401-43) hohenzollerski grof (1402)                                          | Friderik XII. Öttinger (pred 1401-43) hohenzollerski grof (1402)                                          | Friderik XII. Öttinger (pred 1401-43) hohenzollerski grof (1402)                                          |                                                                                                   |                                                                                                   | Eitel Friderik I. (ok. 1384-39/43) hohenzollerski grof (1402) ∞ Uršula Rhäzünska                     | Eitel Friderik I. (ok. 1384-39/43) hohenzollerski grof (1402) ∞ Uršula Rhäzünska                     | Eitel Friderik I. (ok. 1384-39/43) hohenzollerski grof (1402) ∞ Uršula Rhäzünska                     | Eitel Friderik I. (ok. 1384-39/43) hohenzollerski grof (1402) ∞ Uršula Rhäzünska                     | Eitel Friderik I. (ok. 1384-39/43) hohenzollerski grof (1402) ∞ Uršula Rhäzünska                     | Eitel Friderik I. (ok. 1384-39/43) hohenzollerski grof (1402) ∞ Uršula Rhäzünska                     |                                                                                        |                                                                                        | | | | | | | Mülli (†1403)                                           | Mülli (†1403)                                           | Mülli (†1403)                                                   | Mülli (†1403)                                                   | Mülli (†1403)                                                   | Mülli (†1403)                                                   |                                                                 |                                                                 |  |  |  |  |  |  |  |  |  |  |  |  |  |  |  |  |  |  |  |  |  |  |
|           |           | | | | | | |  |  | | | | | | |                                                                                                   |                                                                                                   | Jošt Nikolaj I. (1433-88) hohenzollerski grof (1433) ∞ Agnes grofica Werdenberška                    | | | | | |                                                                                        |                                                                                        | | | | | | |                                                         |                                                         |                                                                 |                                                                 |                                                                 |                                                                 |                                                                 |                                                                 |  |  |  |  |  |  |  |  |  |  |  |  |  |  |  |  |  |  |  |  |  |  |
|           |           | | | | | | |  |  | | | | | | |                                                                                                   |                                                                                                   | | | | | | |                                                                                        |                                                                                        | | | | | | |                                                         |                                                         |                                                                 |                                                                 |                                                                 |                                                                 |                                                                 |                                                                 |  |  |  |  |  |  |  |  |  |  |  |  |  |  |  |  |  |  |  |  |  |  |
|           |           | | | | | | |  |  | | | | | | |                                                                                                   |                                                                                                   | Eitel Friderik II. (1452-1512) hohenzollerski grof (1488) ∞ Magdalena Brandenburška                  | | | | | |                                                                                        |                                                                                        | | | | | | |                                                         |                                                         |                                                                 |                                                                 |                                                                 |                                                                 |                                                                 |                                                                 |  |  |  |  |  |  |  |  |  |  |  |  |  |  |  |  |  |  |  |  |  |  |
|           |           | | | | | | |  |  | | | | | | |                                                                                                   |                                                                                                   | | | | | | |                                                                                        |                                                                                        | | | | | | |                                                         |                                                         |                                                                 |                                                                 |                                                                 |                                                                 |                                                                 |                                                                 |  |  |  |  |  |  |  |  |  |  |  |  |  |  |  |  |  |  |  |  |  |  |
|           |           | | | | | | |  |  | | | | | | |                                                                                                   |                                                                                                   | | | | | | |                                                                                        |                                                                                        | | | | | | |                                                         |                                                         |                                                                 |                                                                 |                                                                 |                                                                 |                                                                 |                                                                 |  |  |  |  |  |  |  |  |  |  |  |  |  |  |  |  |  |  |  |  |  |  |
|           |           | | | | | | |  |  | Franc Volfgang (1483/84-1517) heigerloški grof (1512) ∞Rosina Badenska                                    | Franc Volfgang (1483/84-1517) heigerloški grof (1512) ∞Rosina Badenska                                    | Franc Volfgang (1483/84-1517) heigerloški grof (1512) ∞Rosina Badenska                                    | Franc Volfgang (1483/84-1517) heigerloški grof (1512) ∞Rosina Badenska                                    | Franc Volfgang (1483/84-1517) heigerloški grof (1512) ∞Rosina Badenska                                    | Franc Volfgang (1483/84-1517) heigerloški grof (1512) ∞Rosina Badenska                                    |                                                                                                   |                                                                                                   | Eitel Friderik III. (1494-1525) hohenzollerski grof (1512) ∞ Ivana Witthemska                        | Eitel Friderik III. (1494-1525) hohenzollerski grof (1512) ∞ Ivana Witthemska                        | Eitel Friderik III. (1494-1525) hohenzollerski grof (1512) ∞ Ivana Witthemska                        | Eitel Friderik III. (1494-1525) hohenzollerski grof (1512) ∞ Ivana Witthemska                        | Eitel Friderik III. (1494-1525) hohenzollerski grof (1512) ∞ Ivana Witthemska                        | Eitel Friderik III. (1494-1525) hohenzollerski grof (1512) ∞ Ivana Witthemska                        |                                                                                        |                                                                                        | | | | | | |                                                         |                                                         |                                                                 |                                                                 |                                                                 |                                                                 |                                                                 |                                                                 |  |  |  |  |  |  |  |  |  |  |  |  |  |  |  |  |  |  |  |  |  |  |
|           |           | | | | | | |  |  | Franc Volfgang (1483/84-1517) heigerloški grof (1512) ∞Rosina Badenska                                    | Franc Volfgang (1483/84-1517) heigerloški grof (1512) ∞Rosina Badenska                                    | Franc Volfgang (1483/84-1517) heigerloški grof (1512) ∞Rosina Badenska                                    | Franc Volfgang (1483/84-1517) heigerloški grof (1512) ∞Rosina Badenska                                    | Franc Volfgang (1483/84-1517) heigerloški grof (1512) ∞Rosina Badenska                                    | Franc Volfgang (1483/84-1517) heigerloški grof (1512) ∞Rosina Badenska                                    |                                                                                                   |                                                                                                   | Eitel Friderik III. (1494-1525) hohenzollerski grof (1512) ∞ Ivana Witthemska                        | Eitel Friderik III. (1494-1525) hohenzollerski grof (1512) ∞ Ivana Witthemska                        | Eitel Friderik III. (1494-1525) hohenzollerski grof (1512) ∞ Ivana Witthemska                        | Eitel Friderik III. (1494-1525) hohenzollerski grof (1512) ∞ Ivana Witthemska                        | Eitel Friderik III. (1494-1525) hohenzollerski grof (1512) ∞ Ivana Witthemska                        | Eitel Friderik III. (1494-1525) hohenzollerski grof (1512) ∞ Ivana Witthemska                        |                                                                                        |                                                                                        | | | | | | |                                                         |                                                         |                                                                 |                                                                 |                                                                 |                                                                 |                                                                 |                                                                 |  |  |  |  |  |  |  |  |  |  |  |  |  |  |  |  |  |  |  |  |  |  |
|           |           | | | | | | |  |  | Jošt Nikolaj II. (1514?-58) heigerlochški grof                                                            | Jošt Nikolaj II. (1514?-58) heigerlochški grof                                                            | Jošt Nikolaj II. (1514?-58) heigerlochški grof                                                            | Jošt Nikolaj II. (1514?-58) heigerlochški grof                                                            | Jošt Nikolaj II. (1514?-58) heigerlochški grof                                                            | Jošt Nikolaj II. (1514?-58) heigerlochški grof                                                            |                                                                                                   |                                                                                                   | Karel I. (1516-1576) hohenzollerski grof (1525) ∞ Ana Badensko-Durlachška                            | Karel I. (1516-1576) hohenzollerski grof (1525) ∞ Ana Badensko-Durlachška                            | Karel I. (1516-1576) hohenzollerski grof (1525) ∞ Ana Badensko-Durlachška                            | Karel I. (1516-1576) hohenzollerski grof (1525) ∞ Ana Badensko-Durlachška                            | Karel I. (1516-1576) hohenzollerski grof (1525) ∞ Ana Badensko-Durlachška                            | Karel I. (1516-1576) hohenzollerski grof (1525) ∞ Ana Badensko-Durlachška                            |                                                                                        |                                                                                        | | | | | | |                                                         |                                                         |                                                                 |                                                                 |                                                                 |                                                                 |                                                                 |                                                                 |  |  |  |  |  |  |  |  |  |  |  |  |  |  |  |  |  |  |  |  |  |  |
|           |           | | | | | | |  |  | Jošt Nikolaj II. (1514?-58) heigerlochški grof                                                            | Jošt Nikolaj II. (1514?-58) heigerlochški grof                                                            | Jošt Nikolaj II. (1514?-58) heigerlochški grof                                                            | Jošt Nikolaj II. (1514?-58) heigerlochški grof                                                            | Jošt Nikolaj II. (1514?-58) heigerlochški grof                                                            | Jošt Nikolaj II. (1514?-58) heigerlochški grof                                                            |                                                                                                   |                                                                                                   | Karel I. (1516-1576) hohenzollerski grof (1525) ∞ Ana Badensko-Durlachška                            | Karel I. (1516-1576) hohenzollerski grof (1525) ∞ Ana Badensko-Durlachška                            | Karel I. (1516-1576) hohenzollerski grof (1525) ∞ Ana Badensko-Durlachška                            | Karel I. (1516-1576) hohenzollerski grof (1525) ∞ Ana Badensko-Durlachška                            | Karel I. (1516-1576) hohenzollerski grof (1525) ∞ Ana Badensko-Durlachška                            | Karel I. (1516-1576) hohenzollerski grof (1525) ∞ Ana Badensko-Durlachška                            |                                                                                        |                                                                                        | | | | | | |                                                         |                                                         |                                                                 |                                                                 |                                                                 |                                                                 |                                                                 |                                                                 |  |  |  |  |  |  |  |  |  |  |  |  |  |  |  |  |  |  |  |  |  |  |
|           |           | | | | | | |  |  | | | | | | |                                                                                                   |                                                                                                   | | | | | | |                                                                                        |                                                                                        | | | | | | |                                                         |                                                         |                                                                 |                                                                 |                                                                 |                                                                 |                                                                 |                                                                 |  |  |  |  |  |  |  |  |  |  |  |  |  |  |  |  |  |  |  |  |  |  |
| HECHINGEN | HECHINGEN | HECHINGEN | HECHINGEN | HECHINGEN | HECHINGEN | | |  |  | | | | | | |                                                                                                   |                                                                                                   | SIGMARINGEN                                                                                          | SIGMARINGEN                                                                                          | SIGMARINGEN                                                                                          | SIGMARINGEN                                                                                          | SIGMARINGEN                                                                                          | SIGMARINGEN                                                                                          |                                                                                        |                                                                                        | | | | | | |                                                         |                                                         | HAIGERLOCH                                                      | HAIGERLOCH                                                      | HAIGERLOCH                                                      | HAIGERLOCH                                                      | HAIGERLOCH                                                      | HAIGERLOCH                                                      |  |  |  |  |  |  |  |  |  |  |  |  |  |  |  |  |  |  |  |  |  |  |
| HECHINGEN | HECHINGEN | HECHINGEN | HECHINGEN | HECHINGEN | HECHINGEN | | |  |  | | | | | | |                                                                                                   |                                                                                                   | SIGMARINGEN                                                                                          | SIGMARINGEN                                                                                          | SIGMARINGEN                                                                                          | SIGMARINGEN                                                                                          | SIGMARINGEN                                                                                          | SIGMARINGEN                                                                                          |                                                                                        |                                                                                        | | | | | | |                                                         |                                                         | HAIGERLOCH                                                      | HAIGERLOCH                                                      | HAIGERLOCH                                                      | HAIGERLOCH                                                      | HAIGERLOCH                                                      | HAIGERLOCH                                                      |  |  |  |  |  |  |  |  |  |  |  |  |  |  |  |  |  |  |  |  |  |  |
|           |           | Eitel Friderik I./IV. (1545-1605) hechingenski grof (1576) ∞ (2) Sibila Zimmernska                               | Eitel Friderik I./IV. (1545-1605) hechingenski grof (1576) ∞ (2) Sibila Zimmernska                               | Eitel Friderik I./IV. (1545-1605) hechingenski grof (1576) ∞ (2) Sibila Zimmernska                               | Eitel Friderik I./IV. (1545-1605) hechingenski grof (1576) ∞ (2) Sibila Zimmernska                               | Eitel Friderik I./IV. (1545-1605) hechingenski grof (1576) ∞ (2) Sibila Zimmernska                               | Eitel Friderik I./IV. (1545-1605) hechingenski grof (1576) ∞ (2) Sibila Zimmernska                               |  |  | | | | | | |                                                                                                   |                                                                                                   | Karel II. (1547-1606) sigmaringenski grof (1576) ∞ Euphrosyne Öttingensko-Wallersteinska             | Karel II. (1547-1606) sigmaringenski grof (1576) ∞ Euphrosyne Öttingensko-Wallersteinska             | Karel II. (1547-1606) sigmaringenski grof (1576) ∞ Euphrosyne Öttingensko-Wallersteinska             | Karel II. (1547-1606) sigmaringenski grof (1576) ∞ Euphrosyne Öttingensko-Wallersteinska             | Karel II. (1547-1606) sigmaringenski grof (1576) ∞ Euphrosyne Öttingensko-Wallersteinska             | Karel II. (1547-1606) sigmaringenski grof (1576) ∞ Euphrosyne Öttingensko-Wallersteinska             |                                                                                        |                                                                                        | | | | | | |                                                         |                                                         | Krištof (1552-92) heigerloški grof (1576) ∞ Katarina Welsperška | Krištof (1552-92) heigerloški grof (1576) ∞ Katarina Welsperška | Krištof (1552-92) heigerloški grof (1576) ∞ Katarina Welsperška | Krištof (1552-92) heigerloški grof (1576) ∞ Katarina Welsperška | Krištof (1552-92) heigerloški grof (1576) ∞ Katarina Welsperška | Krištof (1552-92) heigerloški grof (1576) ∞ Katarina Welsperška |  |  |  |  |  |  |  |  |  |  |  |  |  |  |  |  |  |  |  |  |  |  |
|           |           | Eitel Friderik I./IV. (1545-1605) hechingenski grof (1576) ∞ (2) Sibila Zimmernska                               | Eitel Friderik I./IV. (1545-1605) hechingenski grof (1576) ∞ (2) Sibila Zimmernska                               | Eitel Friderik I./IV. (1545-1605) hechingenski grof (1576) ∞ (2) Sibila Zimmernska                               | Eitel Friderik I./IV. (1545-1605) hechingenski grof (1576) ∞ (2) Sibila Zimmernska                               | Eitel Friderik I./IV. (1545-1605) hechingenski grof (1576) ∞ (2) Sibila Zimmernska                               | Eitel Friderik I./IV. (1545-1605) hechingenski grof (1576) ∞ (2) Sibila Zimmernska                               |  |  | | | | | | |                                                                                                   |                                                                                                   | Karel II. (1547-1606) sigmaringenski grof (1576) ∞ Euphrosyne Öttingensko-Wallersteinska             | Karel II. (1547-1606) sigmaringenski grof (1576) ∞ Euphrosyne Öttingensko-Wallersteinska             | Karel II. (1547-1606) sigmaringenski grof (1576) ∞ Euphrosyne Öttingensko-Wallersteinska             | Karel II. (1547-1606) sigmaringenski grof (1576) ∞ Euphrosyne Öttingensko-Wallersteinska             | Karel II. (1547-1606) sigmaringenski grof (1576) ∞ Euphrosyne Öttingensko-Wallersteinska             | Karel II. (1547-1606) sigmaringenski grof (1576) ∞ Euphrosyne Öttingensko-Wallersteinska             |                                                                                        |                                                                                        | | | | | | |                                                         |                                                         | Krištof (1552-92) heigerloški grof (1576) ∞ Katarina Welsperška | Krištof (1552-92) heigerloški grof (1576) ∞ Katarina Welsperška | Krištof (1552-92) heigerloški grof (1576) ∞ Katarina Welsperška | Krištof (1552-92) heigerloški grof (1576) ∞ Katarina Welsperška | Krištof (1552-92) heigerloški grof (1576) ∞ Katarina Welsperška | Krištof (1552-92) heigerloški grof (1576) ∞ Katarina Welsperška |  |  |  |  |  |  |  |  |  |  |  |  |  |  |  |  |  |  |  |  |  |  |
|           |           | | | | | | |  |  | | | | | | |                                                                                                   |                                                                                                   | | | | | | |                                                                                        |                                                                                        | | | | | | |                                                         |                                                         |                                                                 |                                                                 |                                                                 |                                                                 |                                                                 |                                                                 |  |  |  |  |  |  |  |  |  |  |  |  |  |  |  |  |  |  |  |  |  |  |
|           |           | Ivan Jurij (1577-1623) hechingenski grof (1605) knez (1623?) ∞ Frančiška Wild- und Rheingräfin zu Salm-Neufville | Ivan Jurij (1577-1623) hechingenski grof (1605) knez (1623?) ∞ Frančiška Wild- und Rheingräfin zu Salm-Neufville | Ivan Jurij (1577-1623) hechingenski grof (1605) knez (1623?) ∞ Frančiška Wild- und Rheingräfin zu Salm-Neufville | Ivan Jurij (1577-1623) hechingenski grof (1605) knez (1623?) ∞ Frančiška Wild- und Rheingräfin zu Salm-Neufville | Ivan Jurij (1577-1623) hechingenski grof (1605) knez (1623?) ∞ Frančiška Wild- und Rheingräfin zu Salm-Neufville | Ivan Jurij (1577-1623) hechingenski grof (1605) knez (1623?) ∞ Frančiška Wild- und Rheingräfin zu Salm-Neufville |  |  | | | | | | |                                                                                                   |                                                                                                   | Ivan (1578-1638) sigmaringenski grof (1606) knez ∞ Ivana Hechingenska                                | Ivan (1578-1638) sigmaringenski grof (1606) knez ∞ Ivana Hechingenska                                | Ivan (1578-1638) sigmaringenski grof (1606) knez ∞ Ivana Hechingenska                                | Ivan (1578-1638) sigmaringenski grof (1606) knez ∞ Ivana Hechingenska                                | Ivan (1578-1638) sigmaringenski grof (1606) knez ∞ Ivana Hechingenska                                | Ivan (1578-1638) sigmaringenski grof (1606) knez ∞ Ivana Hechingenska                                |                                                                                        |                                                                                        | Ivan Krištof (1568-1620) heigerloški grof (1592)                                                             | Ivan Krištof (1568-1620) heigerloški grof (1592)                                                             | Ivan Krištof (1568-1620) heigerloški grof (1592)                                                             | Ivan Krištof (1568-1620) heigerloški grof (1592)                                                             | Ivan Krištof (1568-1620) heigerloški grof (1592)                                                             | Ivan Krištof (1568-1620) heigerloški grof (1592)                                                             |                                                         |                                                         | Karel (1588-1634) heigerlochški grof (1620)                     | Karel (1588-1634) heigerlochški grof (1620)                     | Karel (1588-1634) heigerlochški grof (1620)                     | Karel (1588-1634) heigerlochški grof (1620)                     | Karel (1588-1634) heigerlochški grof (1620)                     | Karel (1588-1634) heigerlochški grof (1620)                     |  |  |  |  |  |  |  |  |  |  |  |  |  |  |  |  |  |  |  |  |  |  |
|           |           | Ivan Jurij (1577-1623) hechingenski grof (1605) knez (1623?) ∞ Frančiška Wild- und Rheingräfin zu Salm-Neufville | Ivan Jurij (1577-1623) hechingenski grof (1605) knez (1623?) ∞ Frančiška Wild- und Rheingräfin zu Salm-Neufville | Ivan Jurij (1577-1623) hechingenski grof (1605) knez (1623?) ∞ Frančiška Wild- und Rheingräfin zu Salm-Neufville | Ivan Jurij (1577-1623) hechingenski grof (1605) knez (1623?) ∞ Frančiška Wild- und Rheingräfin zu Salm-Neufville | Ivan Jurij (1577-1623) hechingenski grof (1605) knez (1623?) ∞ Frančiška Wild- und Rheingräfin zu Salm-Neufville | Ivan Jurij (1577-1623) hechingenski grof (1605) knez (1623?) ∞ Frančiška Wild- und Rheingräfin zu Salm-Neufville |  |  | | | | | | |                                                                                                   |                                                                                                   | Ivan (1578-1638) sigmaringenski grof (1606) knez ∞ Ivana Hechingenska                                | Ivan (1578-1638) sigmaringenski grof (1606) knez ∞ Ivana Hechingenska                                | Ivan (1578-1638) sigmaringenski grof (1606) knez ∞ Ivana Hechingenska                                | Ivan (1578-1638) sigmaringenski grof (1606) knez ∞ Ivana Hechingenska                                | Ivan (1578-1638) sigmaringenski grof (1606) knez ∞ Ivana Hechingenska                                | Ivan (1578-1638) sigmaringenski grof (1606) knez ∞ Ivana Hechingenska                                |                                                                                        |                                                                                        | Ivan Krištof (1568-1620) heigerloški grof (1592)                                                             | Ivan Krištof (1568-1620) heigerloški grof (1592)                                                             | Ivan Krištof (1568-1620) heigerloški grof (1592)                                                             | Ivan Krištof (1568-1620) heigerloški grof (1592)                                                             | Ivan Krištof (1568-1620) heigerloški grof (1592)                                                             | Ivan Krištof (1568-1620) heigerloški grof (1592)                                                             |                                                         |                                                         | Karel (1588-1634) heigerlochški grof (1620)                     | Karel (1588-1634) heigerlochški grof (1620)                     | Karel (1588-1634) heigerlochški grof (1620)                     | Karel (1588-1634) heigerlochški grof (1620)                     | Karel (1588-1634) heigerlochški grof (1620)                     | Karel (1588-1634) heigerlochški grof (1620)                     |  |  |  |  |  |  |  |  |  |  |  |  |  |  |  |  |  |  |  |  |  |  |
|           |           | | | | | | |  |  | | | | | | |                                                                                                   |                                                                                                   | | | | | | |                                                                                        |                                                                                        | | | | | | |                                                         |                                                         |                                                                 |                                                                 |                                                                 |                                                                 |                                                                 |                                                                 |  |  |  |  |  |  |  |  |  |  |  |  |  |  |  |  |  |  |  |  |  |  |
|           |           | Eitel Friderik II./V. (1601-61) hechingenski grof (1623) knez                                                    | Eitel Friderik II./V. (1601-61) hechingenski grof (1623) knez                                                    | Eitel Friderik II./V. (1601-61) hechingenski grof (1623) knez                                                    | Eitel Friderik II./V. (1601-61) hechingenski grof (1623) knez                                                    | Eitel Friderik II./V. (1601-61) hechingenski grof (1623) knez                                                    | Eitel Friderik II./V. (1601-61) hechingenski grof (1623) knez                                                    |  |  | Filip Friderik Krištof (1616-71) hechingenski grof (1661) ∞Marija Sidonja grofica Badensko-Rodemachernska | Filip Friderik Krištof (1616-71) hechingenski grof (1661) ∞Marija Sidonja grofica Badensko-Rodemachernska | Filip Friderik Krištof (1616-71) hechingenski grof (1661) ∞Marija Sidonja grofica Badensko-Rodemachernska | Filip Friderik Krištof (1616-71) hechingenski grof (1661) ∞Marija Sidonja grofica Badensko-Rodemachernska | Filip Friderik Krištof (1616-71) hechingenski grof (1661) ∞Marija Sidonja grofica Badensko-Rodemachernska | Filip Friderik Krištof (1616-71) hechingenski grof (1661) ∞Marija Sidonja grofica Badensko-Rodemachernska |                                                                                                   |                                                                                                   | Majnrad I. (1605-81) sigmaringenski grof (1638) knez ∞ Ana Marija Törrinško-Seefeldska               | Majnrad I. (1605-81) sigmaringenski grof (1638) knez ∞ Ana Marija Törrinško-Seefeldska               | Majnrad I. (1605-81) sigmaringenski grof (1638) knez ∞ Ana Marija Törrinško-Seefeldska               | Majnrad I. (1605-81) sigmaringenski grof (1638) knez ∞ Ana Marija Törrinško-Seefeldska               | Majnrad I. (1605-81) sigmaringenski grof (1638) knez ∞ Ana Marija Törrinško-Seefeldska               | Majnrad I. (1605-81) sigmaringenski grof (1638) knez ∞ Ana Marija Törrinško-Seefeldska               |                                                                                        |                                                                                        | | | | | | |                                                         |                                                         |                                                                 |                                                                 |                                                                 |                                                                 |                                                                 |                                                                 |  |  |  |  |  |  |  |  |  |  |  |  |  |  |  |  |  |  |  |  |  |  |
|           |           | Eitel Friderik II./V. (1601-61) hechingenski grof (1623) knez                                                    | Eitel Friderik II./V. (1601-61) hechingenski grof (1623) knez                                                    | Eitel Friderik II./V. (1601-61) hechingenski grof (1623) knez                                                    | Eitel Friderik II./V. (1601-61) hechingenski grof (1623) knez                                                    | Eitel Friderik II./V. (1601-61) hechingenski grof (1623) knez                                                    | Eitel Friderik II./V. (1601-61) hechingenski grof (1623) knez                                                    |  |  | Filip Friderik Krištof (1616-71) hechingenski grof (1661) ∞Marija Sidonja grofica Badensko-Rodemachernska | Filip Friderik Krištof (1616-71) hechingenski grof (1661) ∞Marija Sidonja grofica Badensko-Rodemachernska | Filip Friderik Krištof (1616-71) hechingenski grof (1661) ∞Marija Sidonja grofica Badensko-Rodemachernska | Filip Friderik Krištof (1616-71) hechingenski grof (1661) ∞Marija Sidonja grofica Badensko-Rodemachernska | Filip Friderik Krištof (1616-71) hechingenski grof (1661) ∞Marija Sidonja grofica Badensko-Rodemachernska | Filip Friderik Krištof (1616-71) hechingenski grof (1661) ∞Marija Sidonja grofica Badensko-Rodemachernska |                                                                                                   |                                                                                                   | Majnrad I. (1605-81) sigmaringenski grof (1638) knez ∞ Ana Marija Törrinško-Seefeldska               | Majnrad I. (1605-81) sigmaringenski grof (1638) knez ∞ Ana Marija Törrinško-Seefeldska               | Majnrad I. (1605-81) sigmaringenski grof (1638) knez ∞ Ana Marija Törrinško-Seefeldska               | Majnrad I. (1605-81) sigmaringenski grof (1638) knez ∞ Ana Marija Törrinško-Seefeldska               | Majnrad I. (1605-81) sigmaringenski grof (1638) knez ∞ Ana Marija Törrinško-Seefeldska               | Majnrad I. (1605-81) sigmaringenski grof (1638) knez ∞ Ana Marija Törrinško-Seefeldska               |                                                                                        |                                                                                        | | | | | | |                                                         |                                                         |                                                                 |                                                                 |                                                                 |                                                                 |                                                                 |                                                                 |  |  |  |  |  |  |  |  |  |  |  |  |  |  |  |  |  |  |  |  |  |  |
|           |           | | | | | | |  |  | | | | | | |                                                                                                   |                                                                                                   | | | | | | |                                                                                        |                                                                                        | | | | | | |                                                         |                                                         |                                                                 |                                                                 |                                                                 |                                                                 |                                                                 |                                                                 |  |  |  |  |  |  |  |  |  |  |  |  |  |  |  |  |  |  |  |  |  |  |
|           |           | | | | | | |  |  | | | | | | |                                                                                                   |                                                                                                   | Maksimilijan (1636-89) sigmaringenski grof (1681) knez ∞ Marija Klara von Berg-s’Heerenberg          | Maksimilijan (1636-89) sigmaringenski grof (1681) knez ∞ Marija Klara von Berg-s’Heerenberg          | Maksimilijan (1636-89) sigmaringenski grof (1681) knez ∞ Marija Klara von Berg-s’Heerenberg          | Maksimilijan (1636-89) sigmaringenski grof (1681) knez ∞ Marija Klara von Berg-s’Heerenberg          | Maksimilijan (1636-89) sigmaringenski grof (1681) knez ∞ Marija Klara von Berg-s’Heerenberg          | Maksimilijan (1636-89) sigmaringenski grof (1681) knez ∞ Marija Klara von Berg-s’Heerenberg          |                                                                                        |                                                                                        | Franc Anton (1657-1702) haigerloški grof (1681) ∞Marija Ana Eusebia Königseggsko-Aulendorfska                | Franc Anton (1657-1702) haigerloški grof (1681) ∞Marija Ana Eusebia Königseggsko-Aulendorfska                | Franc Anton (1657-1702) haigerloški grof (1681) ∞Marija Ana Eusebia Königseggsko-Aulendorfska                | Franc Anton (1657-1702) haigerloški grof (1681) ∞Marija Ana Eusebia Königseggsko-Aulendorfska                | Franc Anton (1657-1702) haigerloški grof (1681) ∞Marija Ana Eusebia Königseggsko-Aulendorfska                | Franc Anton (1657-1702) haigerloški grof (1681) ∞Marija Ana Eusebia Königseggsko-Aulendorfska                |                                                         |                                                         |                                                                 |                                                                 |                                                                 |                                                                 |                                                                 |                                                                 |  |  |  |  |  |  |  |  |  |  |  |  |  |  |  |  |  |  |  |  |  |  |
|           |           | | | | | | |  |  | | | | | | |                                                                                                   |                                                                                                   | Maksimilijan (1636-89) sigmaringenski grof (1681) knez ∞ Marija Klara von Berg-s’Heerenberg          | Maksimilijan (1636-89) sigmaringenski grof (1681) knez ∞ Marija Klara von Berg-s’Heerenberg          | Maksimilijan (1636-89) sigmaringenski grof (1681) knez ∞ Marija Klara von Berg-s’Heerenberg          | Maksimilijan (1636-89) sigmaringenski grof (1681) knez ∞ Marija Klara von Berg-s’Heerenberg          | Maksimilijan (1636-89) sigmaringenski grof (1681) knez ∞ Marija Klara von Berg-s’Heerenberg          | Maksimilijan (1636-89) sigmaringenski grof (1681) knez ∞ Marija Klara von Berg-s’Heerenberg          |                                                                                        |                                                                                        | Franc Anton (1657-1702) haigerloški grof (1681) ∞Marija Ana Eusebia Königseggsko-Aulendorfska                | Franc Anton (1657-1702) haigerloški grof (1681) ∞Marija Ana Eusebia Königseggsko-Aulendorfska                | Franc Anton (1657-1702) haigerloški grof (1681) ∞Marija Ana Eusebia Königseggsko-Aulendorfska                | Franc Anton (1657-1702) haigerloški grof (1681) ∞Marija Ana Eusebia Königseggsko-Aulendorfska                | Franc Anton (1657-1702) haigerloški grof (1681) ∞Marija Ana Eusebia Königseggsko-Aulendorfska                | Franc Anton (1657-1702) haigerloški grof (1681) ∞Marija Ana Eusebia Königseggsko-Aulendorfska                |                                                         |                                                         |                                                                 |                                                                 |                                                                 |                                                                 |                                                                 |                                                                 |  |  |  |  |  |  |  |  |  |  |  |  |  |  |  |  |  |  |  |  |  |  |
|           |           | | | | | | |  |  | | | | | | |                                                                                                   |                                                                                                   | | | | | | |                                                                                        |                                                                                        | | | | | | |                                                         |                                                         |                                                                 |                                                                 |                                                                 |                                                                 |                                                                 |                                                                 |  |  |  |  |  |  |  |  |  |  |  |  |  |  |  |  |  |  |  |  |  |  |
|           |           | | | | | | |  |  | | | | | | |                                                                                                   |                                                                                                   | | | | | | |                                                                                        |                                                                                        | | | | | | |                                                         |                                                         |                                                                 |                                                                 |                                                                 |                                                                 |                                                                 |                                                                 |  |  |  |  |  |  |  |  |  |  |  |  |  |  |  |  |  |  |  |  |  |  |
|           |           | Friderik Viljem I. (1663-1735) hechingenski grof (1671) knez ∞ Marija Leopoldina Ludovika grofica Sinzendorfska  | Friderik Viljem I. (1663-1735) hechingenski grof (1671) knez ∞ Marija Leopoldina Ludovika grofica Sinzendorfska  | Friderik Viljem I. (1663-1735) hechingenski grof (1671) knez ∞ Marija Leopoldina Ludovika grofica Sinzendorfska  | Friderik Viljem I. (1663-1735) hechingenski grof (1671) knez ∞ Marija Leopoldina Ludovika grofica Sinzendorfska  | Friderik Viljem I. (1663-1735) hechingenski grof (1671) knez ∞ Marija Leopoldina Ludovika grofica Sinzendorfska  | Friderik Viljem I. (1663-1735) hechingenski grof (1671) knez ∞ Marija Leopoldina Ludovika grofica Sinzendorfska  |  |  | Herman Friderik (1665-1733) cesarski general ∞(2) Jozefa Öttingenska Spielberška                          | Herman Friderik (1665-1733) cesarski general ∞(2) Jozefa Öttingenska Spielberška                          | Herman Friderik (1665-1733) cesarski general ∞(2) Jozefa Öttingenska Spielberška                          | Herman Friderik (1665-1733) cesarski general ∞(2) Jozefa Öttingenska Spielberška                          | Herman Friderik (1665-1733) cesarski general ∞(2) Jozefa Öttingenska Spielberška                          | Herman Friderik (1665-1733) cesarski general ∞(2) Jozefa Öttingenska Spielberška                          |                                                                                                   |                                                                                                   | | | | | | |                                                                                        |                                                                                        | Majnrad II. Karel Anton (1673-1715) sigmaringenski grof (1689) knez ∞ Ivana Katarina Montfortsko-Tettnangška | Majnrad II. Karel Anton (1673-1715) sigmaringenski grof (1689) knez ∞ Ivana Katarina Montfortsko-Tettnangška | Majnrad II. Karel Anton (1673-1715) sigmaringenski grof (1689) knez ∞ Ivana Katarina Montfortsko-Tettnangška | Majnrad II. Karel Anton (1673-1715) sigmaringenski grof (1689) knez ∞ Ivana Katarina Montfortsko-Tettnangška | Majnrad II. Karel Anton (1673-1715) sigmaringenski grof (1689) knez ∞ Ivana Katarina Montfortsko-Tettnangška | Majnrad II. Karel Anton (1673-1715) sigmaringenski grof (1689) knez ∞ Ivana Katarina Montfortsko-Tettnangška |                                                         |                                                         |                                                                 |                                                                 |                                                                 |                                                                 |                                                                 |                                                                 |  |  |  |  |  |  |  |  |  |  |  |  |  |  |  |  |  |  |  |  |  |  |
|           |           | Friderik Viljem I. (1663-1735) hechingenski grof (1671) knez ∞ Marija Leopoldina Ludovika grofica Sinzendorfska  | Friderik Viljem I. (1663-1735) hechingenski grof (1671) knez ∞ Marija Leopoldina Ludovika grofica Sinzendorfska  | Friderik Viljem I. (1663-1735) hechingenski grof (1671) knez ∞ Marija Leopoldina Ludovika grofica Sinzendorfska  | Friderik Viljem I. (1663-1735) hechingenski grof (1671) knez ∞ Marija Leopoldina Ludovika grofica Sinzendorfska  | Friderik Viljem I. (1663-1735) hechingenski grof (1671) knez ∞ Marija Leopoldina Ludovika grofica Sinzendorfska  | Friderik Viljem I. (1663-1735) hechingenski grof (1671) knez ∞ Marija Leopoldina Ludovika grofica Sinzendorfska  |  |  | Herman Friderik (1665-1733) cesarski general ∞(2) Jozefa Öttingenska Spielberška                          | Herman Friderik (1665-1733) cesarski general ∞(2) Jozefa Öttingenska Spielberška                          | Herman Friderik (1665-1733) cesarski general ∞(2) Jozefa Öttingenska Spielberška                          | Herman Friderik (1665-1733) cesarski general ∞(2) Jozefa Öttingenska Spielberška                          | Herman Friderik (1665-1733) cesarski general ∞(2) Jozefa Öttingenska Spielberška                          | Herman Friderik (1665-1733) cesarski general ∞(2) Jozefa Öttingenska Spielberška                          |                                                                                                   |                                                                                                   | | | | | | |                                                                                        |                                                                                        | Majnrad II. Karel Anton (1673-1715) sigmaringenski grof (1689) knez ∞ Ivana Katarina Montfortsko-Tettnangška | Majnrad II. Karel Anton (1673-1715) sigmaringenski grof (1689) knez ∞ Ivana Katarina Montfortsko-Tettnangška | Majnrad II. Karel Anton (1673-1715) sigmaringenski grof (1689) knez ∞ Ivana Katarina Montfortsko-Tettnangška | Majnrad II. Karel Anton (1673-1715) sigmaringenski grof (1689) knez ∞ Ivana Katarina Montfortsko-Tettnangška | Majnrad II. Karel Anton (1673-1715) sigmaringenski grof (1689) knez ∞ Ivana Katarina Montfortsko-Tettnangška | Majnrad II. Karel Anton (1673-1715) sigmaringenski grof (1689) knez ∞ Ivana Katarina Montfortsko-Tettnangška |                                                         |                                                         |                                                                 |                                                                 |                                                                 |                                                                 |                                                                 |                                                                 |  |  |  |  |  |  |  |  |  |  |  |  |  |  |  |  |  |  |  |  |  |  |
|           |           | | | | | | |  |  | | | | | | |                                                                                                   |                                                                                                   | | | | | | |                                                                                        |                                                                                        | | | | | | |                                                         |                                                         |                                                                 |                                                                 |                                                                 |                                                                 |                                                                 |                                                                 |  |  |  |  |  |  |  |  |  |  |  |  |  |  |  |  |  |  |  |  |  |  |
|           |           | Friderik Ludvik (1688-1750) hechingenski grof (1735) knez                                                        | Friderik Ludvik (1688-1750) hechingenski grof (1735) knez                                                        | Friderik Ludvik (1688-1750) hechingenski grof (1735) knez                                                        | Friderik Ludvik (1688-1750) hechingenski grof (1735) knez                                                        | Friderik Ludvik (1688-1750) hechingenski grof (1735) knez                                                        | Friderik Ludvik (1688-1750) hechingenski grof (1735) knez                                                        |  |  | Jožef Friderik Viljem (1717-98) hechingenski grof (1750) knez                                             | Jožef Friderik Viljem (1717-98) hechingenski grof (1750) knez                                             | Jožef Friderik Viljem (1717-98) hechingenski grof (1750) knez                                             | Jožef Friderik Viljem (1717-98) hechingenski grof (1750) knez                                             | Jožef Friderik Viljem (1717-98) hechingenski grof (1750) knez                                             | Jožef Friderik Viljem (1717-98) hechingenski grof (1750) knez                                             |                                                                                                   |                                                                                                   | Franc Ksaver (1720-1765) cesarski maršal ∞ Ana Hoensbroechška                                        | Franc Ksaver (1720-1765) cesarski maršal ∞ Ana Hoensbroechška                                        | Franc Ksaver (1720-1765) cesarski maršal ∞ Ana Hoensbroechška                                        | Franc Ksaver (1720-1765) cesarski maršal ∞ Ana Hoensbroechška                                        | Franc Ksaver (1720-1765) cesarski maršal ∞ Ana Hoensbroechška                                        | Franc Ksaver (1720-1765) cesarski maršal ∞ Ana Hoensbroechška                                        |                                                                                        |                                                                                        | Jožef Friderik Ernest (1702-69) sigmaringenski grof (1715) knez ∞ Marija Frančiška Öttingensko-Spielberška   | Jožef Friderik Ernest (1702-69) sigmaringenski grof (1715) knez ∞ Marija Frančiška Öttingensko-Spielberška   | Jožef Friderik Ernest (1702-69) sigmaringenski grof (1715) knez ∞ Marija Frančiška Öttingensko-Spielberška   | Jožef Friderik Ernest (1702-69) sigmaringenski grof (1715) knez ∞ Marija Frančiška Öttingensko-Spielberška   | Jožef Friderik Ernest (1702-69) sigmaringenski grof (1715) knez ∞ Marija Frančiška Öttingensko-Spielberška   | Jožef Friderik Ernest (1702-69) sigmaringenski grof (1715) knez ∞ Marija Frančiška Öttingensko-Spielberška   |                                                         |                                                         |                                                                 |                                                                 |                                                                 |                                                                 |                                                                 |                                                                 |  |  |  |  |  |  |  |  |  |  |  |  |  |  |  |  |  |  |  |  |  |  |
|           |           | Friderik Ludvik (1688-1750) hechingenski grof (1735) knez                                                        | Friderik Ludvik (1688-1750) hechingenski grof (1735) knez                                                        | Friderik Ludvik (1688-1750) hechingenski grof (1735) knez                                                        | Friderik Ludvik (1688-1750) hechingenski grof (1735) knez                                                        | Friderik Ludvik (1688-1750) hechingenski grof (1735) knez                                                        | Friderik Ludvik (1688-1750) hechingenski grof (1735) knez                                                        |  |  | Jožef Friderik Viljem (1717-98) hechingenski grof (1750) knez                                             | Jožef Friderik Viljem (1717-98) hechingenski grof (1750) knez                                             | Jožef Friderik Viljem (1717-98) hechingenski grof (1750) knez                                             | Jožef Friderik Viljem (1717-98) hechingenski grof (1750) knez                                             | Jožef Friderik Viljem (1717-98) hechingenski grof (1750) knez                                             | Jožef Friderik Viljem (1717-98) hechingenski grof (1750) knez                                             |                                                                                                   |                                                                                                   | Franc Ksaver (1720-1765) cesarski maršal ∞ Ana Hoensbroechška                                        | Franc Ksaver (1720-1765) cesarski maršal ∞ Ana Hoensbroechška                                        | Franc Ksaver (1720-1765) cesarski maršal ∞ Ana Hoensbroechška                                        | Franc Ksaver (1720-1765) cesarski maršal ∞ Ana Hoensbroechška                                        | Franc Ksaver (1720-1765) cesarski maršal ∞ Ana Hoensbroechška                                        | Franc Ksaver (1720-1765) cesarski maršal ∞ Ana Hoensbroechška                                        |                                                                                        |                                                                                        | Jožef Friderik Ernest (1702-69) sigmaringenski grof (1715) knez ∞ Marija Frančiška Öttingensko-Spielberška   | Jožef Friderik Ernest (1702-69) sigmaringenski grof (1715) knez ∞ Marija Frančiška Öttingensko-Spielberška   | Jožef Friderik Ernest (1702-69) sigmaringenski grof (1715) knez ∞ Marija Frančiška Öttingensko-Spielberška   | Jožef Friderik Ernest (1702-69) sigmaringenski grof (1715) knez ∞ Marija Frančiška Öttingensko-Spielberška   | Jožef Friderik Ernest (1702-69) sigmaringenski grof (1715) knez ∞ Marija Frančiška Öttingensko-Spielberška   | Jožef Friderik Ernest (1702-69) sigmaringenski grof (1715) knez ∞ Marija Frančiška Öttingensko-Spielberška   |                                                         |                                                         |                                                                 |                                                                 |                                                                 |                                                                 |                                                                 |                                                                 |  |  |  |  |  |  |  |  |  |  |  |  |  |  |  |  |  |  |  |  |  |  |
|           |           | | | | | | |  |  | | | | | | |                                                                                                   |                                                                                                   | | | | | | |                                                                                        |                                                                                        | | | | | | |                                                         |                                                         |                                                                 |                                                                 |                                                                 |                                                                 |                                                                 |                                                                 |  |  |  |  |  |  |  |  |  |  |  |  |  |  |  |  |  |  |  |  |  |  |
|           |           | | | | | | |  |  | Herman Marija Friderik (1751-1810) hechingenski grof (1798) knez ∞ Luiza Konstanca grofica Merodeška      | Herman Marija Friderik (1751-1810) hechingenski grof (1798) knez ∞ Luiza Konstanca grofica Merodeška      | Herman Marija Friderik (1751-1810) hechingenski grof (1798) knez ∞ Luiza Konstanca grofica Merodeška      | Herman Marija Friderik (1751-1810) hechingenski grof (1798) knez ∞ Luiza Konstanca grofica Merodeška      | Herman Marija Friderik (1751-1810) hechingenski grof (1798) knez ∞ Luiza Konstanca grofica Merodeška      | Herman Marija Friderik (1751-1810) hechingenski grof (1798) knez ∞ Luiza Konstanca grofica Merodeška      |                                                                                                   |                                                                                                   | | | | | | |                                                                                        |                                                                                        | Karel Friderik (1724-85) sigmaringenski grof (1769) knez ∞ Ivana Hohenzollernsko-Berška                      | Karel Friderik (1724-85) sigmaringenski grof (1769) knez ∞ Ivana Hohenzollernsko-Berška                      | Karel Friderik (1724-85) sigmaringenski grof (1769) knez ∞ Ivana Hohenzollernsko-Berška                      | Karel Friderik (1724-85) sigmaringenski grof (1769) knez ∞ Ivana Hohenzollernsko-Berška                      | Karel Friderik (1724-85) sigmaringenski grof (1769) knez ∞ Ivana Hohenzollernsko-Berška                      | Karel Friderik (1724-85) sigmaringenski grof (1769) knez ∞ Ivana Hohenzollernsko-Berška                      |                                                         |                                                         |                                                                 |                                                                 |                                                                 |                                                                 |                                                                 |                                                                 |  |  |  |  |  |  |  |  |  |  |  |  |  |  |  |  |  |  |  |  |  |  |
|           |           | | | | | | |  |  | Herman Marija Friderik (1751-1810) hechingenski grof (1798) knez ∞ Luiza Konstanca grofica Merodeška      | Herman Marija Friderik (1751-1810) hechingenski grof (1798) knez ∞ Luiza Konstanca grofica Merodeška      | Herman Marija Friderik (1751-1810) hechingenski grof (1798) knez ∞ Luiza Konstanca grofica Merodeška      | Herman Marija Friderik (1751-1810) hechingenski grof (1798) knez ∞ Luiza Konstanca grofica Merodeška      | Herman Marija Friderik (1751-1810) hechingenski grof (1798) knez ∞ Luiza Konstanca grofica Merodeška      | Herman Marija Friderik (1751-1810) hechingenski grof (1798) knez ∞ Luiza Konstanca grofica Merodeška      |                                                                                                   |                                                                                                   | | | | | | |                                                                                        |                                                                                        | Karel Friderik (1724-85) sigmaringenski grof (1769) knez ∞ Ivana Hohenzollernsko-Berška                      | Karel Friderik (1724-85) sigmaringenski grof (1769) knez ∞ Ivana Hohenzollernsko-Berška                      | Karel Friderik (1724-85) sigmaringenski grof (1769) knez ∞ Ivana Hohenzollernsko-Berška                      | Karel Friderik (1724-85) sigmaringenski grof (1769) knez ∞ Ivana Hohenzollernsko-Berška                      | Karel Friderik (1724-85) sigmaringenski grof (1769) knez ∞ Ivana Hohenzollernsko-Berška                      | Karel Friderik (1724-85) sigmaringenski grof (1769) knez ∞ Ivana Hohenzollernsko-Berška                      |                                                         |                                                         |                                                                 |                                                                 |                                                                 |                                                                 |                                                                 |                                                                 |  |  |  |  |  |  |  |  |  |  |  |  |  |  |  |  |  |  |  |  |  |  |
|           |           | | | | | | |  |  | Friderik Herman Oton (1776-1838) hechingenski grof (1810) knez ∞ Luiza Pavlina grofica Šlezijsko Saganska | Friderik Herman Oton (1776-1838) hechingenski grof (1810) knez ∞ Luiza Pavlina grofica Šlezijsko Saganska | Friderik Herman Oton (1776-1838) hechingenski grof (1810) knez ∞ Luiza Pavlina grofica Šlezijsko Saganska | Friderik Herman Oton (1776-1838) hechingenski grof (1810) knez ∞ Luiza Pavlina grofica Šlezijsko Saganska | Friderik Herman Oton (1776-1838) hechingenski grof (1810) knez ∞ Luiza Pavlina grofica Šlezijsko Saganska | Friderik Herman Oton (1776-1838) hechingenski grof (1810) knez ∞ Luiza Pavlina grofica Šlezijsko Saganska |                                                                                                   |                                                                                                   | | | | | | |                                                                                        |                                                                                        | Anton Alois (1762-1831) sigmaringenski grof (1785) knez ∞ Amalija Zephyrine zu Salm-Kyrburg                  | Anton Alois (1762-1831) sigmaringenski grof (1785) knez ∞ Amalija Zephyrine zu Salm-Kyrburg                  | Anton Alois (1762-1831) sigmaringenski grof (1785) knez ∞ Amalija Zephyrine zu Salm-Kyrburg                  | Anton Alois (1762-1831) sigmaringenski grof (1785) knez ∞ Amalija Zephyrine zu Salm-Kyrburg                  | Anton Alois (1762-1831) sigmaringenski grof (1785) knez ∞ Amalija Zephyrine zu Salm-Kyrburg                  | Anton Alois (1762-1831) sigmaringenski grof (1785) knez ∞ Amalija Zephyrine zu Salm-Kyrburg                  |                                                         |                                                         |                                                                 |                                                                 |                                                                 |                                                                 |                                                                 |                                                                 |  |  |  |  |  |  |  |  |  |  |  |  |  |  |  |  |  |  |  |  |  |  |
|           |           | | | | | | |  |  | Friderik Herman Oton (1776-1838) hechingenski grof (1810) knez ∞ Luiza Pavlina grofica Šlezijsko Saganska | Friderik Herman Oton (1776-1838) hechingenski grof (1810) knez ∞ Luiza Pavlina grofica Šlezijsko Saganska | Friderik Herman Oton (1776-1838) hechingenski grof (1810) knez ∞ Luiza Pavlina grofica Šlezijsko Saganska | Friderik Herman Oton (1776-1838) hechingenski grof (1810) knez ∞ Luiza Pavlina grofica Šlezijsko Saganska | Friderik Herman Oton (1776-1838) hechingenski grof (1810) knez ∞ Luiza Pavlina grofica Šlezijsko Saganska | Friderik Herman Oton (1776-1838) hechingenski grof (1810) knez ∞ Luiza Pavlina grofica Šlezijsko Saganska |                                                                                                   |                                                                                                   | | | | | | |                                                                                        |                                                                                        | Anton Alois (1762-1831) sigmaringenski grof (1785) knez ∞ Amalija Zephyrine zu Salm-Kyrburg                  | Anton Alois (1762-1831) sigmaringenski grof (1785) knez ∞ Amalija Zephyrine zu Salm-Kyrburg                  | Anton Alois (1762-1831) sigmaringenski grof (1785) knez ∞ Amalija Zephyrine zu Salm-Kyrburg                  | Anton Alois (1762-1831) sigmaringenski grof (1785) knez ∞ Amalija Zephyrine zu Salm-Kyrburg                  | Anton Alois (1762-1831) sigmaringenski grof (1785) knez ∞ Amalija Zephyrine zu Salm-Kyrburg                  | Anton Alois (1762-1831) sigmaringenski grof (1785) knez ∞ Amalija Zephyrine zu Salm-Kyrburg                  |                                                         |                                                         |                                                                 |                                                                 |                                                                 |                                                                 |                                                                 |                                                                 |  |  |  |  |  |  |  |  |  |  |  |  |  |  |  |  |  |  |  |  |  |  |
|           |           | | | | | | |  |  | Friderik Viljem II. Konstantin (1801-1869) hechingenski grof (1838) knez                                  | Friderik Viljem II. Konstantin (1801-1869) hechingenski grof (1838) knez                                  | Friderik Viljem II. Konstantin (1801-1869) hechingenski grof (1838) knez                                  | Friderik Viljem II. Konstantin (1801-1869) hechingenski grof (1838) knez                                  | Friderik Viljem II. Konstantin (1801-1869) hechingenski grof (1838) knez                                  | Friderik Viljem II. Konstantin (1801-1869) hechingenski grof (1838) knez                                  |                                                                                                   |                                                                                                   | | | | | | |                                                                                        |                                                                                        | Karel (1785-1853) sigmaringenski grof (1831) knez ∞ Antonieta Murat                                          | Karel (1785-1853) sigmaringenski grof (1831) knez ∞ Antonieta Murat                                          | Karel (1785-1853) sigmaringenski grof (1831) knez ∞ Antonieta Murat                                          | Karel (1785-1853) sigmaringenski grof (1831) knez ∞ Antonieta Murat                                          | Karel (1785-1853) sigmaringenski grof (1831) knez ∞ Antonieta Murat                                          | Karel (1785-1853) sigmaringenski grof (1831) knez ∞ Antonieta Murat                                          |                                                         |                                                         |                                                                 |                                                                 |                                                                 |                                                                 |                                                                 |                                                                 |  |  |  |  |  |  |  |  |  |  |  |  |  |  |  |  |  |  |  |  |  |  |
|           |           | | | | | | |  |  | Friderik Viljem II. Konstantin (1801-1869) hechingenski grof (1838) knez                                  | Friderik Viljem II. Konstantin (1801-1869) hechingenski grof (1838) knez                                  | Friderik Viljem II. Konstantin (1801-1869) hechingenski grof (1838) knez                                  | Friderik Viljem II. Konstantin (1801-1869) hechingenski grof (1838) knez                                  | Friderik Viljem II. Konstantin (1801-1869) hechingenski grof (1838) knez                                  | Friderik Viljem II. Konstantin (1801-1869) hechingenski grof (1838) knez                                  |                                                                                                   |                                                                                                   | | | | | | |                                                                                        |                                                                                        | Karel (1785-1853) sigmaringenski grof (1831) knez ∞ Antonieta Murat                                          | Karel (1785-1853) sigmaringenski grof (1831) knez ∞ Antonieta Murat                                          | Karel (1785-1853) sigmaringenski grof (1831) knez ∞ Antonieta Murat                                          | Karel (1785-1853) sigmaringenski grof (1831) knez ∞ Antonieta Murat                                          | Karel (1785-1853) sigmaringenski grof (1831) knez ∞ Antonieta Murat                                          | Karel (1785-1853) sigmaringenski grof (1831) knez ∞ Antonieta Murat                                          |                                                         |                                                         |                                                                 |                                                                 |                                                                 |                                                                 |                                                                 |                                                                 |  |  |  |  |  |  |  |  |  |  |  |  |  |  |  |  |  |  |  |  |  |  |
|           |           | | | | | | |  |  | | | | | | |                                                                                                   |                                                                                                   | ROMUNSKI KRALJI                                                                                      | ROMUNSKI KRALJI                                                                                      | ROMUNSKI KRALJI                                                                                      | ROMUNSKI KRALJI                                                                                      | ROMUNSKI KRALJI                                                                                      | ROMUNSKI KRALJI                                                                                      |                                                                                        |                                                                                        | Karel Anton (1811-85) sigmaringenski grof (1848-49) knez ∞ Jožefina Badenska                                 | Karel Anton (1811-85) sigmaringenski grof (1848-49) knez ∞ Jožefina Badenska                                 | Karel Anton (1811-85) sigmaringenski grof (1848-49) knez ∞ Jožefina Badenska                                 | Karel Anton (1811-85) sigmaringenski grof (1848-49) knez ∞ Jožefina Badenska                                 | Karel Anton (1811-85) sigmaringenski grof (1848-49) knez ∞ Jožefina Badenska                                 | Karel Anton (1811-85) sigmaringenski grof (1848-49) knez ∞ Jožefina Badenska                                 |                                                         |                                                         |                                                                 |                                                                 |                                                                 |                                                                 |                                                                 |                                                                 |  |  |  |  |  |  |  |  |  |  |  |  |  |  |  |  |  |  |  |  |  |  |
|           |           | | | | | | |  |  | | | | | | |                                                                                                   |                                                                                                   | ROMUNSKI KRALJI                                                                                      | ROMUNSKI KRALJI                                                                                      | ROMUNSKI KRALJI                                                                                      | ROMUNSKI KRALJI                                                                                      | ROMUNSKI KRALJI                                                                                      | ROMUNSKI KRALJI                                                                                      |                                                                                        |                                                                                        | Karel Anton (1811-85) sigmaringenski grof (1848-49) knez ∞ Jožefina Badenska                                 | Karel Anton (1811-85) sigmaringenski grof (1848-49) knez ∞ Jožefina Badenska                                 | Karel Anton (1811-85) sigmaringenski grof (1848-49) knez ∞ Jožefina Badenska                                 | Karel Anton (1811-85) sigmaringenski grof (1848-49) knez ∞ Jožefina Badenska                                 | Karel Anton (1811-85) sigmaringenski grof (1848-49) knez ∞ Jožefina Badenska                                 | Karel Anton (1811-85) sigmaringenski grof (1848-49) knez ∞ Jožefina Badenska                                 |                                                         |                                                         |                                                                 |                                                                 |                                                                 |                                                                 |                                                                 |                                                                 |  |  |  |  |  |  |  |  |  |  |  |  |  |  |  |  |  |  |  |  |  |  |
|           |           | | | | | | |  |  | | | | | | |                                                                                                   |                                                                                                   | | | | | | |                                                                                        |                                                                                        | | | | | | |                                                         |                                                         |                                                                 |                                                                 |                                                                 |                                                                 |                                                                 |                                                                 |  |  |  |  |  |  |  |  |  |  |  |  |  |  |  |  |  |  |  |  |  |  |
|           |           | | | | | | |  |  | Leopold (1835-1905) ∞ Antonija Portugalska                                                                | Leopold (1835-1905) ∞ Antonija Portugalska                                                                | Leopold (1835-1905) ∞ Antonija Portugalska                                                                | Leopold (1835-1905) ∞ Antonija Portugalska                                                                | Leopold (1835-1905) ∞ Antonija Portugalska                                                                | Leopold (1835-1905) ∞ Antonija Portugalska                                                                |                                                                                                   |                                                                                                   | Štefanija (1837-59) ∞ Peter V., portugalski kralj                                                    | Štefanija (1837-59) ∞ Peter V., portugalski kralj                                                    | Štefanija (1837-59) ∞ Peter V., portugalski kralj                                                    | Štefanija (1837-59) ∞ Peter V., portugalski kralj                                                    | Štefanija (1837-59) ∞ Peter V., portugalski kralj                                                    | Štefanija (1837-59) ∞ Peter V., portugalski kralj                                                    |                                                                                        |                                                                                        | Karel I. (1839-1914) romunski knez/kralj (1866/81)                                                           | Karel I. (1839-1914) romunski knez/kralj (1866/81)                                                           | Karel I. (1839-1914) romunski knez/kralj (1866/81)                                                           | Karel I. (1839-1914) romunski knez/kralj (1866/81)                                                           | Karel I. (1839-1914) romunski knez/kralj (1866/81)                                                           | Karel I. (1839-1914) romunski knez/kralj (1866/81)                                                           |                                                         |                                                         |                                                                 |                                                                 |                                                                 |                                                                 |                                                                 |                                                                 |  |  |  |  |  |  |  |  |  |  |  |  |  |  |  |  |  |  |  |  |  |  |
|           |           | | | | | | |  |  | Leopold (1835-1905) ∞ Antonija Portugalska                                                                | Leopold (1835-1905) ∞ Antonija Portugalska                                                                | Leopold (1835-1905) ∞ Antonija Portugalska                                                                | Leopold (1835-1905) ∞ Antonija Portugalska                                                                | Leopold (1835-1905) ∞ Antonija Portugalska                                                                | Leopold (1835-1905) ∞ Antonija Portugalska                                                                |                                                                                                   |                                                                                                   | Štefanija (1837-59) ∞ Peter V., portugalski kralj                                                    | Štefanija (1837-59) ∞ Peter V., portugalski kralj                                                    | Štefanija (1837-59) ∞ Peter V., portugalski kralj                                                    | Štefanija (1837-59) ∞ Peter V., portugalski kralj                                                    | Štefanija (1837-59) ∞ Peter V., portugalski kralj                                                    | Štefanija (1837-59) ∞ Peter V., portugalski kralj                                                    |                                                                                        |                                                                                        | Karel I. (1839-1914) romunski knez/kralj (1866/81)                                                           | Karel I. (1839-1914) romunski knez/kralj (1866/81)                                                           | Karel I. (1839-1914) romunski knez/kralj (1866/81)                                                           | Karel I. (1839-1914) romunski knez/kralj (1866/81)                                                           | Karel I. (1839-1914) romunski knez/kralj (1866/81)                                                           | Karel I. (1839-1914) romunski knez/kralj (1866/81)                                                           |                                                         |                                                         |                                                                 |                                                                 |                                                                 |                                                                 |                                                                 |                                                                 |  |  |  |  |  |  |  |  |  |  |  |  |  |  |  |  |  |  |  |  |  |  |
|           |           | | | | | | |  |  | | | | | | |                                                                                                   |                                                                                                   | | | | | | |                                                                                        |                                                                                        | | | | | | |                                                         |                                                         |                                                                 |                                                                 |                                                                 |                                                                 |                                                                 |                                                                 |  |  |  |  |  |  |  |  |  |  |  |  |  |  |  |  |  |  |  |  |  |  |
|           |           | | | | | | |  |  | | | | | | |                                                                                                   |                                                                                                   | Ferdinand I. (1865-1927) romunski kralj (1914) ∞ Marija Saško Coburško Gothska                       | | | | | |                                                                                        |                                                                                        | | | | | | |                                                         |                                                         |                                                                 |                                                                 |                                                                 |                                                                 |                                                                 |                                                                 |  |  |  |  |  |  |  |  |  |  |  |  |  |  |  |  |  |  |  |  |  |  |
|           |           | | | | | | |  |  | | | | | | |                                                                                                   |                                                                                                   | | | | | | |                                                                                        |                                                                                        | | | | | | |                                                         |                                                         |                                                                 |                                                                 |                                                                 |                                                                 |                                                                 |                                                                 |  |  |  |  |  |  |  |  |  |  |  |  |  |  |  |  |  |  |  |  |  |  |
|           |           | | | | | | |  |  | | | | | | |                                                                                                   |                                                                                                   | Karel II. (1893-1953) romunski kralj (1930-40) ∞ Helena Grška                                        | | | | | |                                                                                        |                                                                                        | | | | | | |                                                         |                                                         |                                                                 |                                                                 |                                                                 |                                                                 |                                                                 |                                                                 |  |  |  |  |  |  |  |  |  |  |  |  |  |  |  |  |  |  |  |  |  |  |
|           |           | | | | | | |  |  | | | | | | |                                                                                                   |                                                                                                   | | | | | | |                                                                                        |                                                                                        | | | | | | |                                                         |                                                         |                                                                 |                                                                 |                                                                 |                                                                 |                                                                 |                                                                 |  |  |  |  |  |  |  |  |  |  |  |  |  |  |  |  |  |  |  |  |  |  |
|           |           | | | | | | |  |  | | | | | | |                                                                                                   |                                                                                                   | Mihael I. (1921-2017) romunski kralj (1927-30, 1940-47)                                              | | | | | |                                                                                        |                                                                                        | | | | | | |                                                         |                                                         |                                                                 |                                                                 |                                                                 |                                                                 |                                                                 |                                                                 |  |  |  |  |  |  |  |  |  |  |  |  |  |  |  |  |  |  |  |  |  |  |